# Wasselonne
Wasselonne [vaslɔn] (en alsacien Wàssle) est une commune française, ancien chef-lieu de canton, désormais rattachée au canton de Saverne dans le département du Bas-Rhin, en région Grand Est.
Cette commune se trouve dans la région historique et culturelle d'Alsace.
Elle se situe au centre de la plaine d’Alsace, à mi-chemin entre Strasbourg et Wangenbourg-Engenthal, sur les coteaux de la Mossig.
La position de Wasselonne, au cœur d’une riche région artisanale ancienne, et à une place stratégique dans le contrefort des Vosges, en a fait une place fortifiée indispensable au maintien de l’autorité de Strasbourg sur ses marches, et ceci dès le Moyen Âge. Centre industriel dynamique dès le XVIe siècle relativement épargné par la guerre de Trente Ans, la ville prend un essor industriel important au XVIIe siècle. Avec l’annexion à la France, en 1680, Wasselonne se développe, l’industrie s’y développe aux XVIIIe et XIXe siècles à travers de nombreuses tanneries, filatures, briqueteries, brasseries, et la commune voit sa population évoluer, notamment sur le plan religieux, où les catholiques voient leur proportion dans la population municipale augmenter. Cependant, dès le milieu du XIXe siècle, Wasselonne amorce un lent déclin.
Wasselonne est un centre économique important, et fut souvent classé deuxième centre économique de Basse-Alsace derrière Strasbourg ou Barr au XVIIIe siècle. Sa place sur la D 1004 en fait un point de passage important, situé à proximité directe de Strasbourg.
Wasselonne comptait, au 1er janvier 2017, 5 652 habitants, appelés Wasselonnais. Elle est l'une des communes du Bas-Rhin les plus peuplées. En effet, malgré une 1 782e place au niveau national, Wasselonne est classée 24e au niveau départemental[Quand ?].

## Géographie

### Localisation

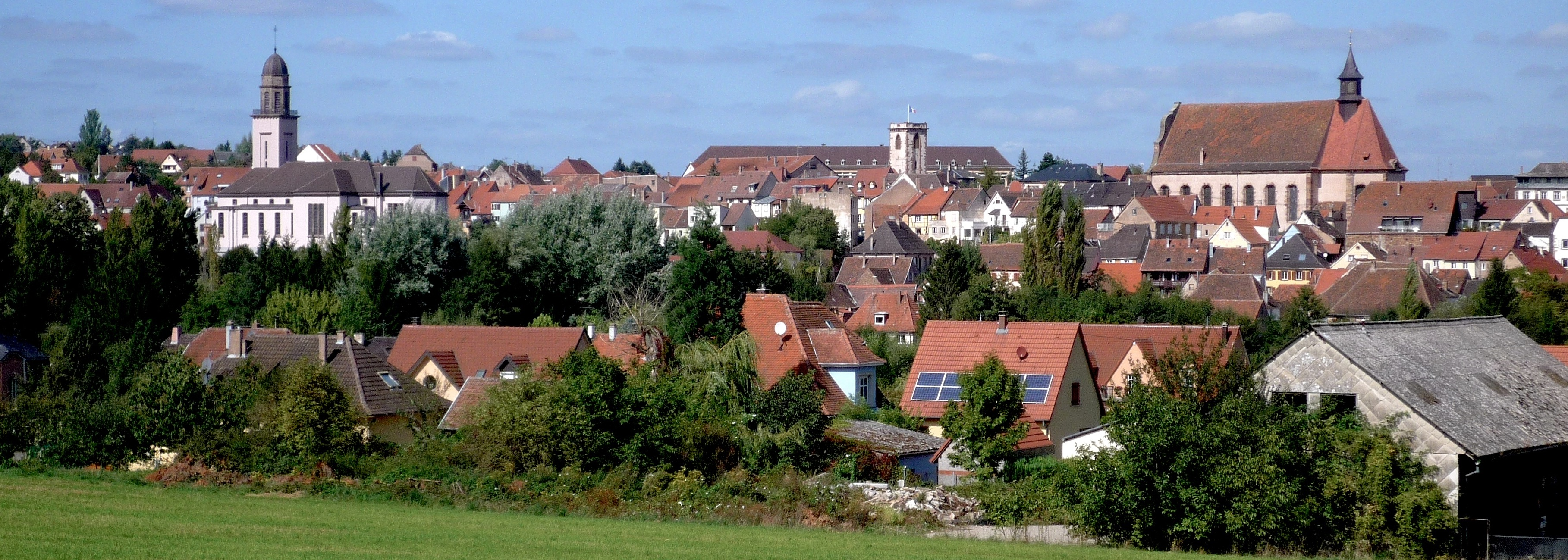
Panorama de la ville.

À l’orée du Piémont des Vosges et au cœur de la vallée de la Mossig, construite sur la colline de Durenberg, Wasselonne bénéficie d’une situation privilégiée dans les collines du Piémont des Vosges, à proximité de la Route des vins d'Alsace. L'altitude est comprise entre 195 et 380 m. Un des points géodésiques du réseau géodésique français se trouve dans le cimetière de la commune.
La ville se situe entre Strasbourg à 25 km à l'est par la D 1004, et Sarrebourg à environ 40 km à l'ouest. L'autoroute A352 se situe au sud à 16 km, l'A351 à l'est à 18 km, l’A4 au nord à 19 km. La ligne à grande vitesse Est européenne passe à une dizaine de kilomètres au nord.
Les villages proches de Wasselonne sont Wangen à 2,54 km, Crastatt à 2,90 km, Romanswiller à 3,13 km, Hohengœft à 3,22 km et Cosswiller à 3,55 km.
| Crastatt     | Hohengœft  | Nordheim   |
| Romanswiller | Wasselonne | Marlenheim |
| Cosswiller   | Westhoffen | Wangen     |

### Géologie et relief

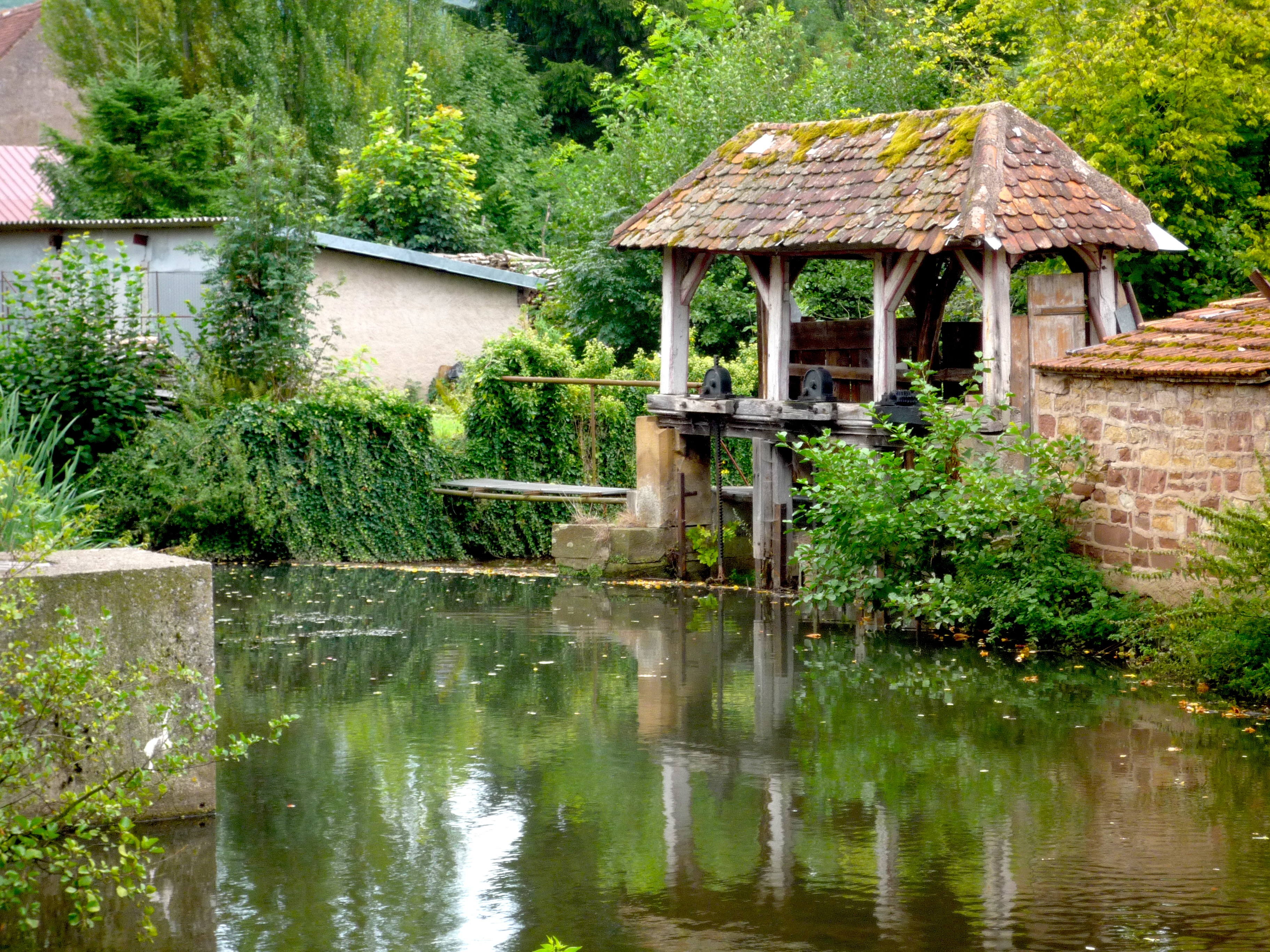
La Mossig à Wasselonne.

En provenance de Wangenbourg-Engenthal et Romanswiller, la partie basse de la commune est traversée par la Mossig, qui chemine ensuite par le Kronthal vers Marlenheim, puis s’écoule sur la plaine d’Alsace en traversant Kirchheim, Odratzheim, Scharrachbergheim-Irmstett, Soultz-les-Bains pour se jeter dans la Bruche à hauteur d’Avolsheim.
Cette situation est à l’origine d'une grande diversité de paysages : cultures, vignes, vergers, prairies et forêts. Wasselonne est le point de départ de promenades et excursions dans la forêt sous-vosgienne, grâce aux sentiers balisés du Club vosgien (GR 534).
Près du quartier de l’Osterfeld se trouve une carrière de calcaire qui sert à la fabrication de la chaux, réputée pour son pouvoir de rénovation de pierre de taille. Dans la vallée du Kronthal, on trouve de riches carrières qui fournissent des pierres de taille et des meules de grès très recherchées. La cathédrale de Strasbourg a été en grande partie construite avec les pierres de Wasselonne.
Le territoire communal a connu une exploitation de houille au XIXe siècle.

### Sismicité
Le risque sismique est modéré (aléa 3/5), comme dans la grande majorité du département.

### Hydrographie
La commune est dans le bassin versant du Rhin au sein du bassin Rhin-Meuse. Elle est drainée par la Mossig, le ruisseau le Heiligenbach, le ruisseau le Satbach et le ruisseau le Wiedgraben,.
La Mossig, d'une longueur totale de 33,1 km, prend sa source dans la commune de Wangenbourg-Engenthal et se jette  dans la Bruche à Avolsheim, après avoir traversé 13 communes.

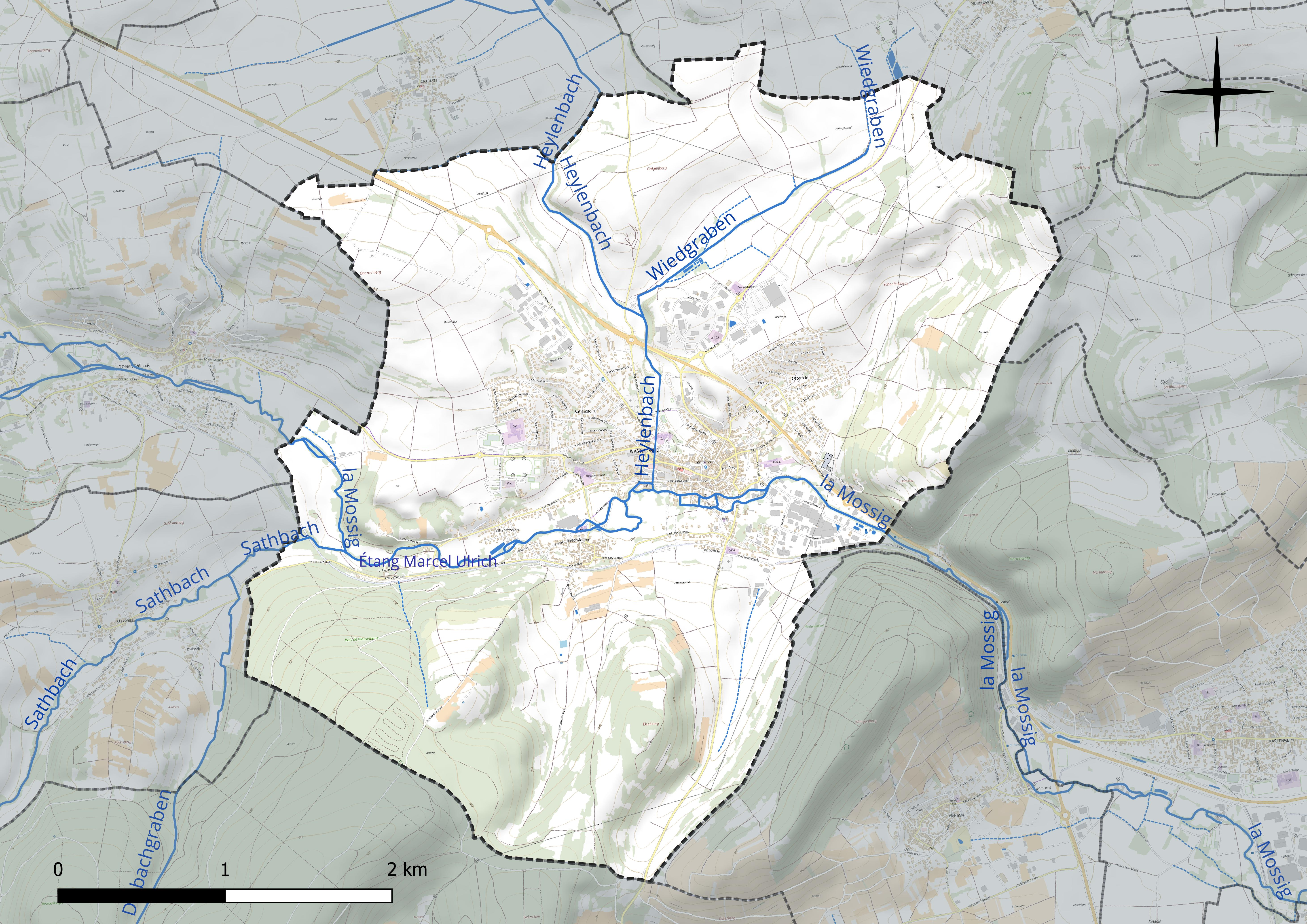
Réseau hydrographique de Wasselonne.

Un plan d'eau complète le réseau hydrographique : l'étang Marcel Ulrich (0,2 ha),.

### Climat
Pour des articles plus généraux, voir Climat du Grand Est et Climat du Bas-Rhin.
En 2010, le climat de la commune est de type climat des marges montargnardes, selon une étude du Centre national de la recherche scientifique s'appuyant sur une série de données couvrant la période 1971-2000. En 2020, Météo-France publie une typologie des climats de la France métropolitaine dans laquelle la commune est exposée à un climat semi-continental et est dans la région climatique Vosges, caractérisée par une pluviométrie très élevée (1 500 à 2 000 mm/an) en toutes saisons et un hiver rude (moins de 1 °C).
Pour la période 1971-2000, la température annuelle moyenne est de 10,3 °C, avec une amplitude thermique annuelle de 17,5 °C. Le cumul annuel moyen de précipitations est de 839 mm, avec 10,4 jours de précipitations en janvier et 10,4 jours en juillet. Pour la période 1991-2020, la température moyenne annuelle observée sur la station météorologique de Météo-France la plus proche, « Wangenbourg_sapc », sur la commune de Wangenbourg-Engenthal à 11 km à vol d'oiseau, est de 9,9 °C et le cumul annuel moyen de précipitations est de 1 131,8 mm. 
La température maximale relevée sur cette station est de 36,4 °C, atteinte le 25 juillet 2019 ; la température minimale est de −16,9 °C, atteinte le 7 février 2012,,.
Les paramètres climatiques de la commune ont été estimés pour le milieu du siècle (2041-2070) selon différents scénarios d'émission de gaz à effet de serre à partir des nouvelles projections climatiques de référence DRIAS-2020. Ils sont consultables sur un site dédié publié par Météo-France en novembre 2022.

## Urbanisme

### Typologie
Au 1er janvier 2024, Wasselonne est catégorisée petite ville, selon la nouvelle grille communale de densité à sept niveaux définie par l'Insee en 2022.
Elle appartient à l'unité urbaine de Wasselonne, une unité urbaine monocommunale constituant une ville isolée,. Par ailleurs la commune fait partie de l'aire d'attraction de Strasbourg (partie française), dont elle est une commune de la couronne,. Cette aire, qui regroupe 268 communes, est catégorisée dans les aires de 700 000 habitants ou plus (hors Paris),.

### Occupation des sols

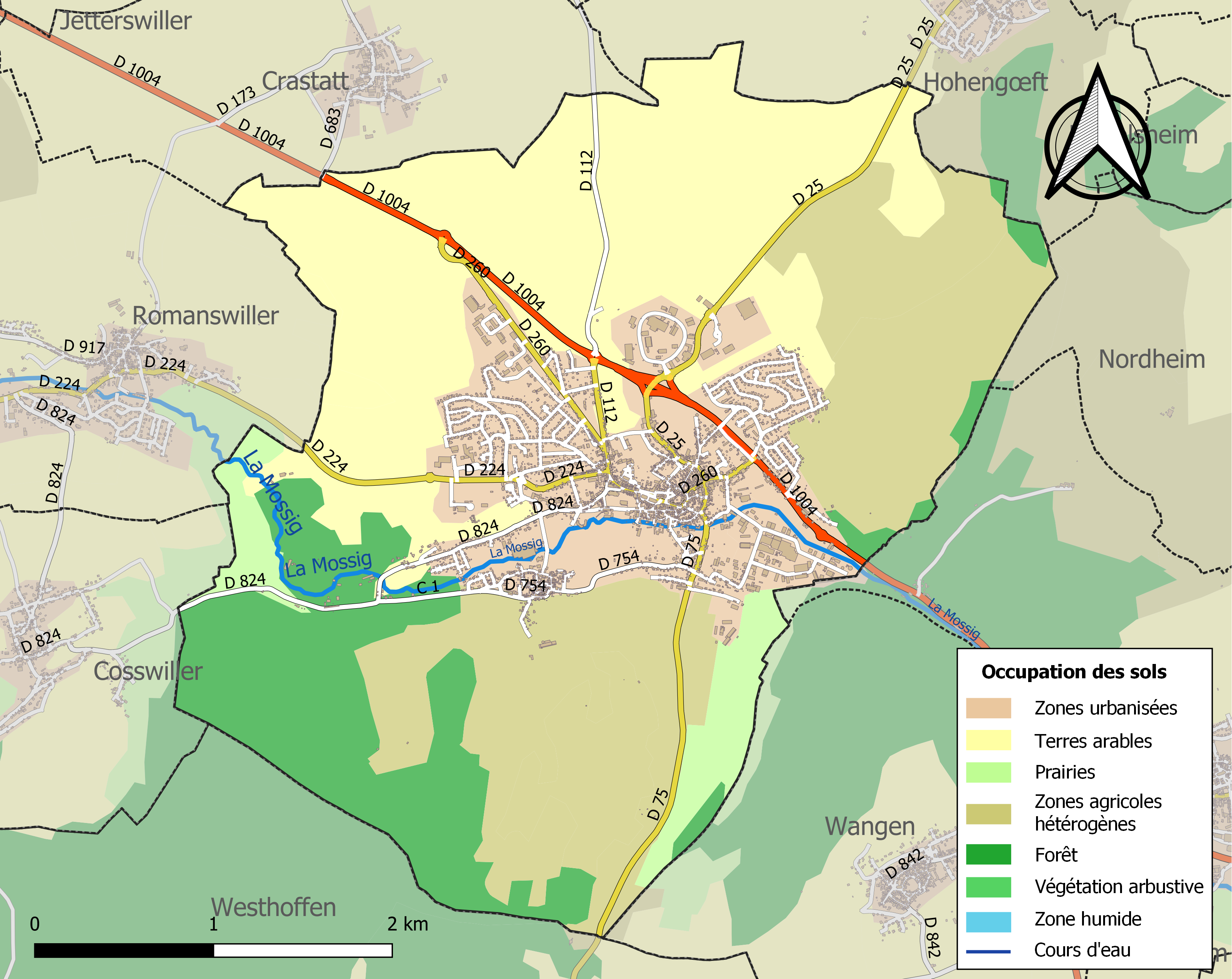
Carte des infrastructures et de l'occupation des sols de la commune en 2018 (CLC).

L'occupation des sols de la commune, telle qu'elle ressort de la base de données européenne d’occupation biophysique des sols Corine Land Cover (CLC), est marquée par l'importance des territoires agricoles (64,8 % en 2018), en diminution par rapport à 1990 (66,4 %). La répartition détaillée en 2018 est la suivante : terres arables (31,6 %), zones agricoles hétérogènes (28,1 %), zones urbanisées (17,5 %), forêts (15,4 %), prairies (4,4 %), zones industrielles ou commerciales et réseaux de communication (2,3 %), cultures permanentes (0,6 %).
L'IGN met par ailleurs à disposition un outil en ligne permettant de comparer l’évolution dans le temps de l’occupation des sols de la commune (ou de territoires à des échelles différentes). Plusieurs époques sont accessibles sous forme de cartes ou photos aériennes : la carte de Cassini (XVIIIe siècle), la carte d'état-major (1820-1866) et la période actuelle (1950 à aujourd'hui).

### Morphologie urbaine
Les différents quartiers et lotissements de Wasselonne sont la Blanchisserie, Brechlingen, le Bubenstein, l’Osterfeld, et la Papeterie.
Brechlingen était autrefois une annexe rurale du bourg, très différente de la ville en elle-même, surtout au niveau de la hauteur des maisons : souvent d’un étage ou d’un étage et demi, alors que celles de la ville étaient plus souvent de deux étages et demi, voire de trois étages.

### Logement
Le nombre de logements à Wasselonne a été estimé à 2 480 en 2007. Ces logements se répartissaient en 2 249 résidences principales, 21 résidences secondaires ou occasionnelles ainsi que 210 logements vacants.
Dès 1977, la commune construit près de 80 logements au Bubenstein, tous vendus en 1979 et 1980. De plus, elle urbanise l’Osterfeld entre 1980 et 1982 et planifie la construction de logements sociaux.

### Voies de communication et transports

#### Voies routières
Wasselonne est une plaque tournante dans le réseau routier du Bas-Rhin, et est la source de différentes routes départementales, dont notamment la D 75, qui la relie à Oberhaslach via Westhoffen et Ba lbronn, la D 224, qui la relie à Windsbourg via Romanswiller, Steigenbach, Engenthal-le-Bas et Windsbourg, ou la D 824, qui lie la ville à Romanswiller via Cosswiller. D'autres axes plus courts relient juste la ville à une autre, comme la D 25, qui va à Hohengœft, la D 112, qui va à Zehnacker, ou la D 754, qui relie la ville à son annexe de Brechlingen. On notera dans la ville la présence de la petite D 250.
Enfin, on remarquera la position privilégiée de Wasselonne sur la D 1004, anciennement nationale 4, qui relie la ville à Paris et à Strasbourg.

#### Voies ferrées

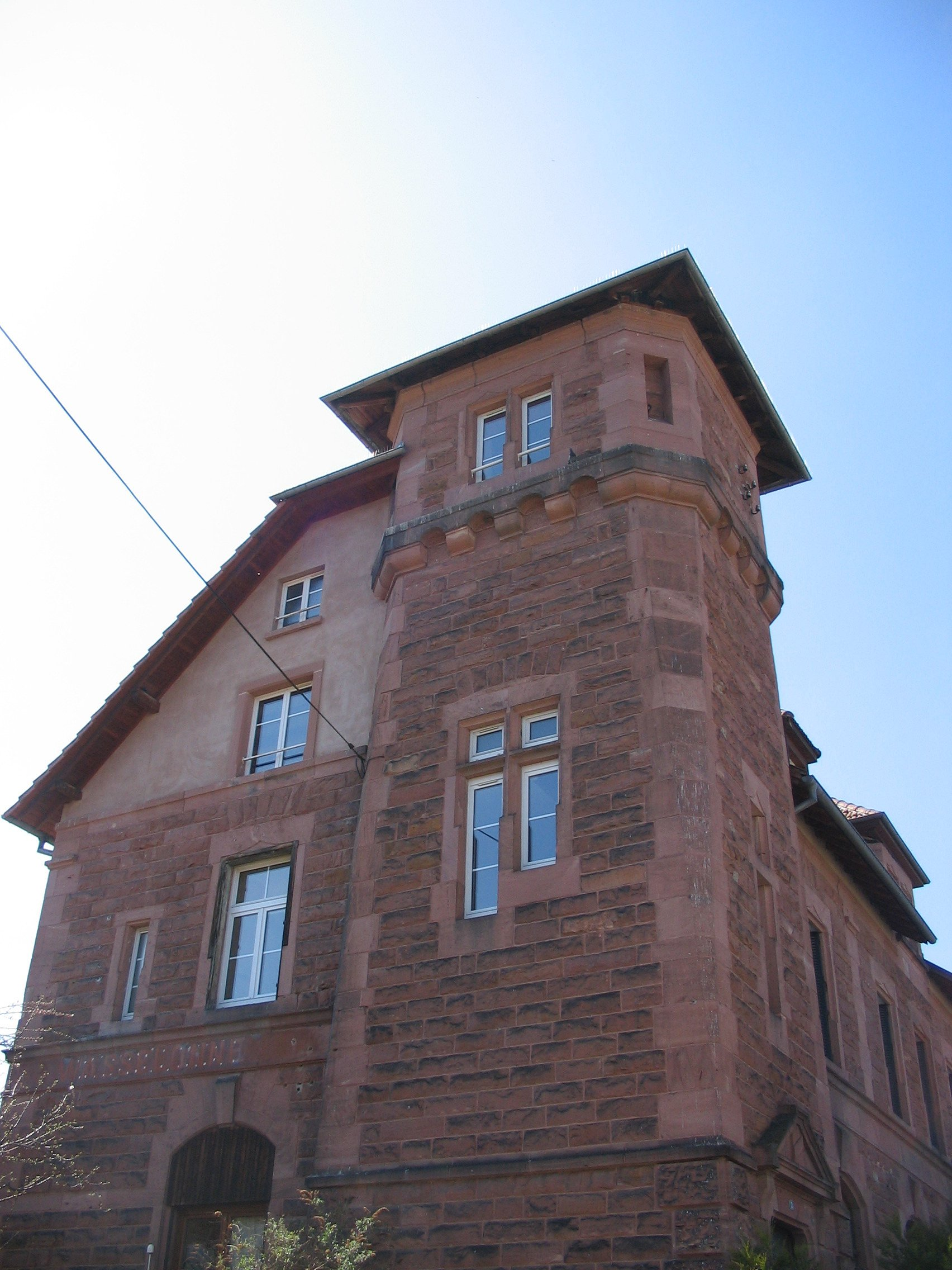
L'ancienne gare de Wasselonne (1904), aujourd'hui transformée en habitation.

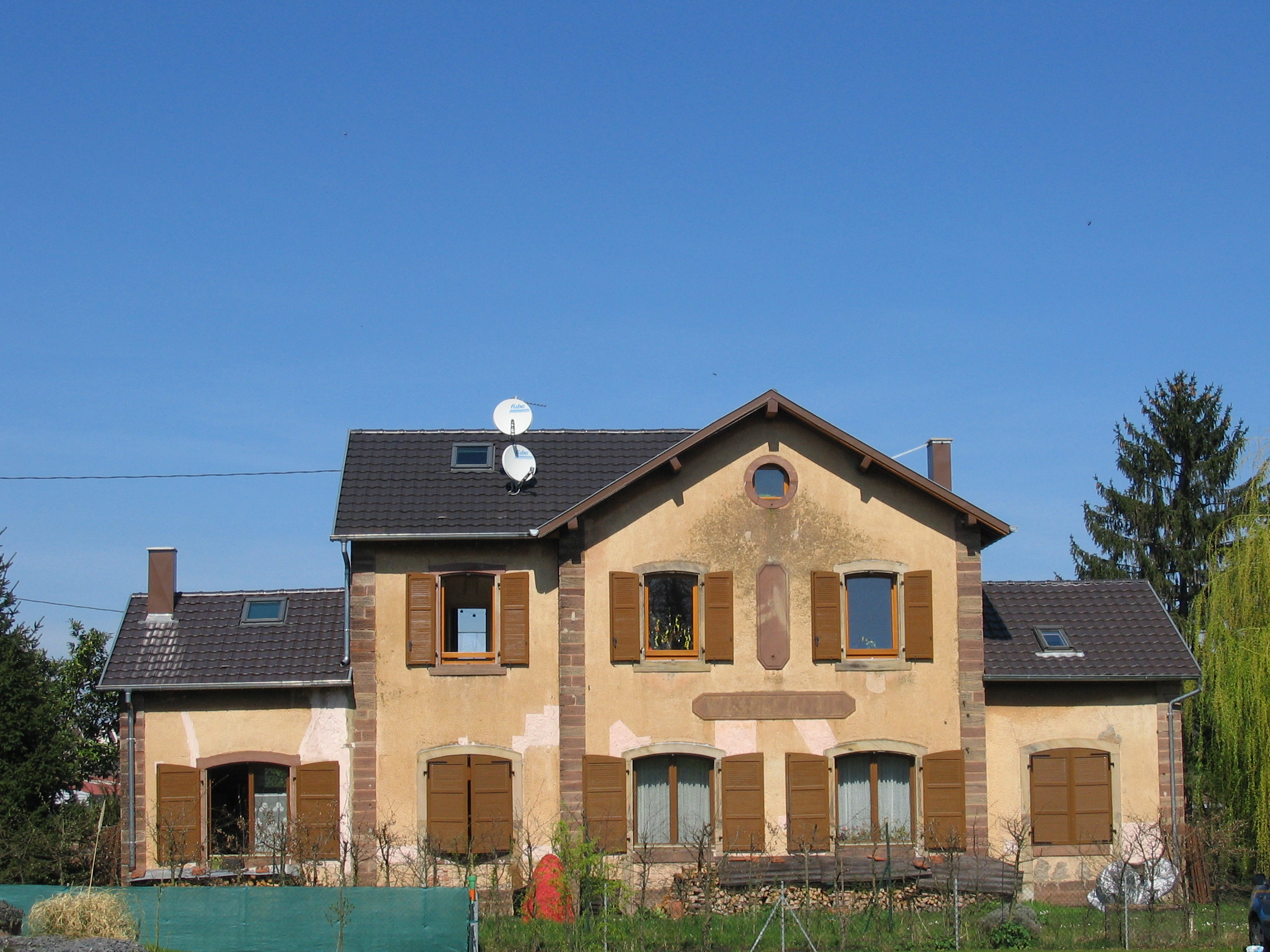
La première gare de Wasselonne (1864).

Wasselonne a été reliée dès la fin du XIXe siècle à Molsheim et à Saverne par le chemin de fer. Construite en tant qu'un embranchement en impasse de la ligne de Strasbourg à Barr, elle est exploitée à partir de 1864, vingt ans après la pose des premières traverses sur la jonction Strasbourg-Bâle. Construite à l’économie, elle est alors quotidiennement desservie par trois ou quatre trains de voyageurs et de marchandises. On y circule en moyenne à 30 km/h. Mais quand l’Alsace-Lorraine est annexée en 1871, les Allemands choisissent, pour des raisons stratégiques et économiques, d’organiser par le rail le contournement de Strasbourg et prolongent la ligne jusque Saverne d'une part et Sélestat de l'autre. La ligne Saverne-Molsheim, inscrite dans l’axe nord-sud, monte peu à peu en puissance. Le dernier autorail circule le 3 mars 1969. Le trafic de marchandises subsistera jusqu’en 1988 essentiellement pour la desserte d’un dépôt des Comptoirs agricoles de Hochfelden et d’un dépôt de munitions et d’Artillerie lourde sur voie ferrée situé à Romanswiller, qui classe la ligne comme « stratégique ». La ligne est déclassée en 1993 puis déposée en totalité. Les bâtiments voyageurs et les halles de marchandises ont été vendus à des particuliers et l’ancienne plate-forme de la voie ferrée a été transformée en piste cyclable qui relie Molsheim à Romanswiller.

#### Pistes cyclables
Une piste cyclable a été construite sur l'ancienne voie ferrée : une première partie relie Wasselonne à Molsheim ; elle a été construite dans les années 2000. Une seconde partie, ouverte en 2009, relie Wasselonne à Romanswiller. Grâce à ce réseau cyclable, on peut se rendre facilement à vélo dans toutes les villes alsaciennes, notamment grâce à des liaisons vers d'autres pistes. Par exemple, il ne faut que 2 heures environ pour se rendre à Strasbourg à vélo en toute sécurité.

#### Transports en commun

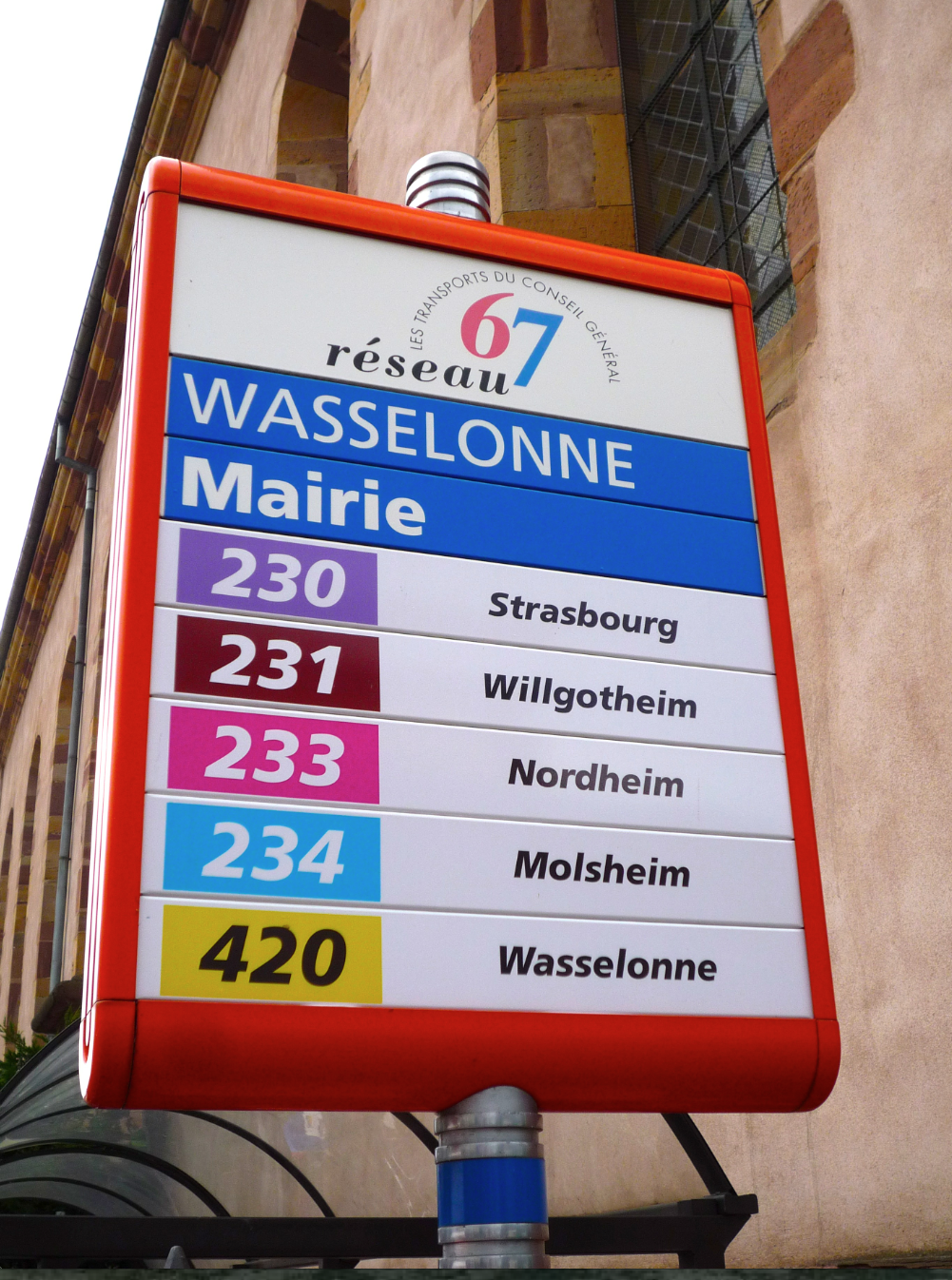
L’arrêt « Mairie »
à Wasselonne.

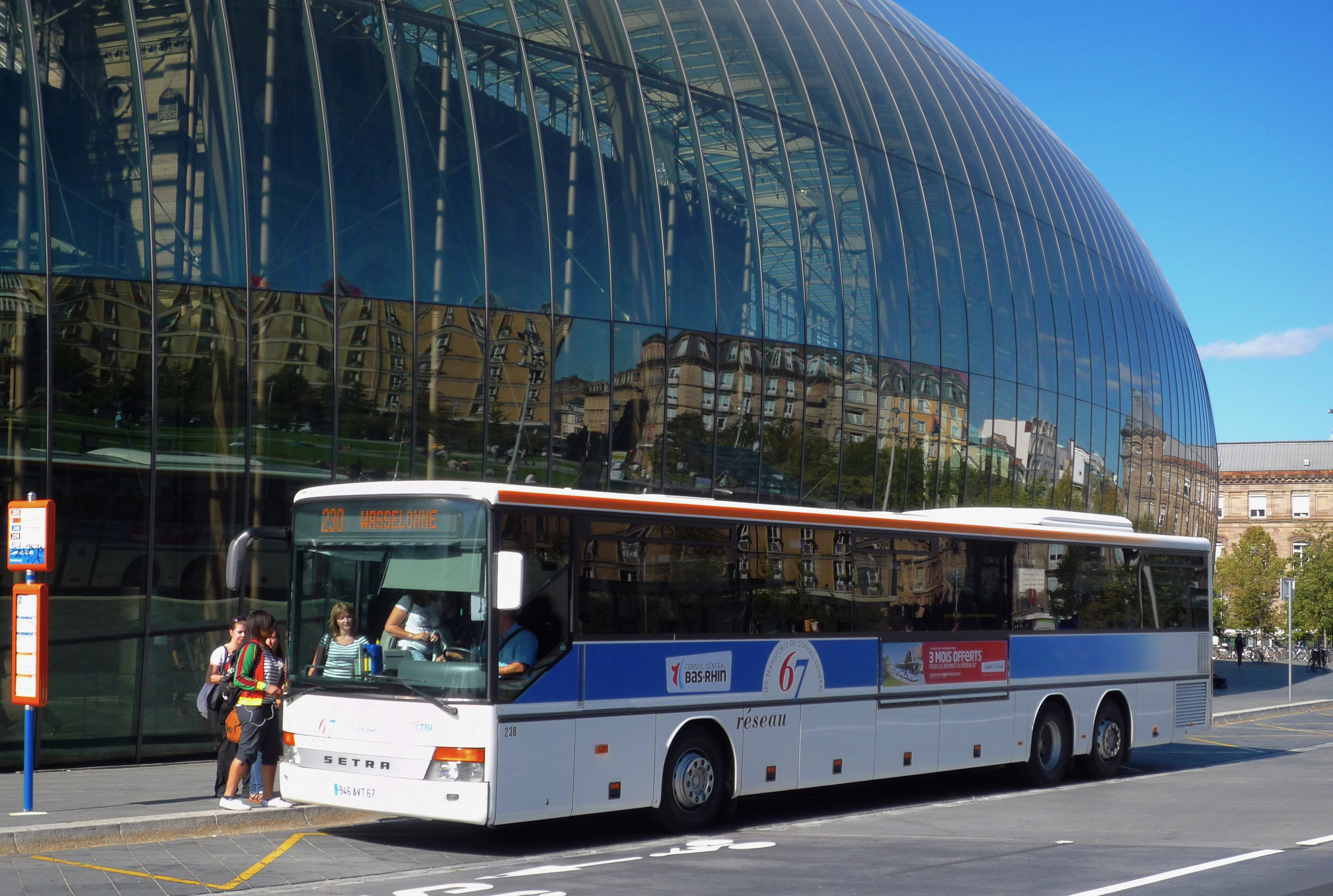
Le bus 230 au départ de Strasbourg.

La ville est un nœud important du réseau interurbain de Strasbourg avec six lignes régulières de cars vers Strasbourg (ligne 230), Willgottheim (ligne 231), Wangenbourg-Engenthal (ligne 232), Cosswiller et Nordheim (ligne 233), Molsheim (ligne 234), Marlenheim (lignes 230-233-234) et Saverne (ligne 420), mises en place par le Conseil général du Bas-Rhin - Réseau 67 et exploitées par la compagnie des transports du Bas-Rhin (CTBR), une filiale de la Compagnie des transports strasbourgeois.
La desserte Strasbourg - Wasselonne (ligne 230) est assurée par trente trois allers-retours quotidiens pour une durée moyenne de 30 minutes de trajet. Toutes dessertes confondues, ce sont cent quatre-vingt cars qui transitent par la ville chaque jour en période scolaire.
| Ligne | Parcours                            | Transporteur |
| ----- | ----------------------------------- | ------------ |
| 230   | Wasselonne - Strasbourg             | CTBR         |
| 231   | Wasselonne - Willgottheim           | CTBR         |
| 232   | Wasselonne - Wangenbourg            | CTBR         |
| 233   | Cosswiller - Nordheim               | CTBR         |
| 234   | Wasselonne - Molsheim via Kirchheim | CTBR         |
| 420   | Wasselonne - Saverne                | Kunegel      |

Un projet de « Bus Express » appelé Transport en Site Propre de l’Ouest strasbourgeois (TSPO) est actuellement en cours de travaux entre Strasbourg et Wasselonne, et a d'ores et déjà donné lieu à une expérimentation d'autocars à étage,. Ce projet est élaboré sur le modèle d’un BHNS périurbain, son but étant de donner une véritable alternative à la voiture sur ce trajet extrêmement fréquenté, près de 12 000 voyageurs par jour étant attendus pour ce projet.
Une première phase entre Strasbourg et Ittenheim a été soumise à la concertation en juin 2009 et l'enquête publique est intervenue en mai-juin 2011 ; sa déclaration d'utilité publique a été prononcée le 16 janvier 2012 pour une mise en service progressive à partir de 2014 et totale en 2018. Le chantier a débuté fin 2012.

## Toponymie

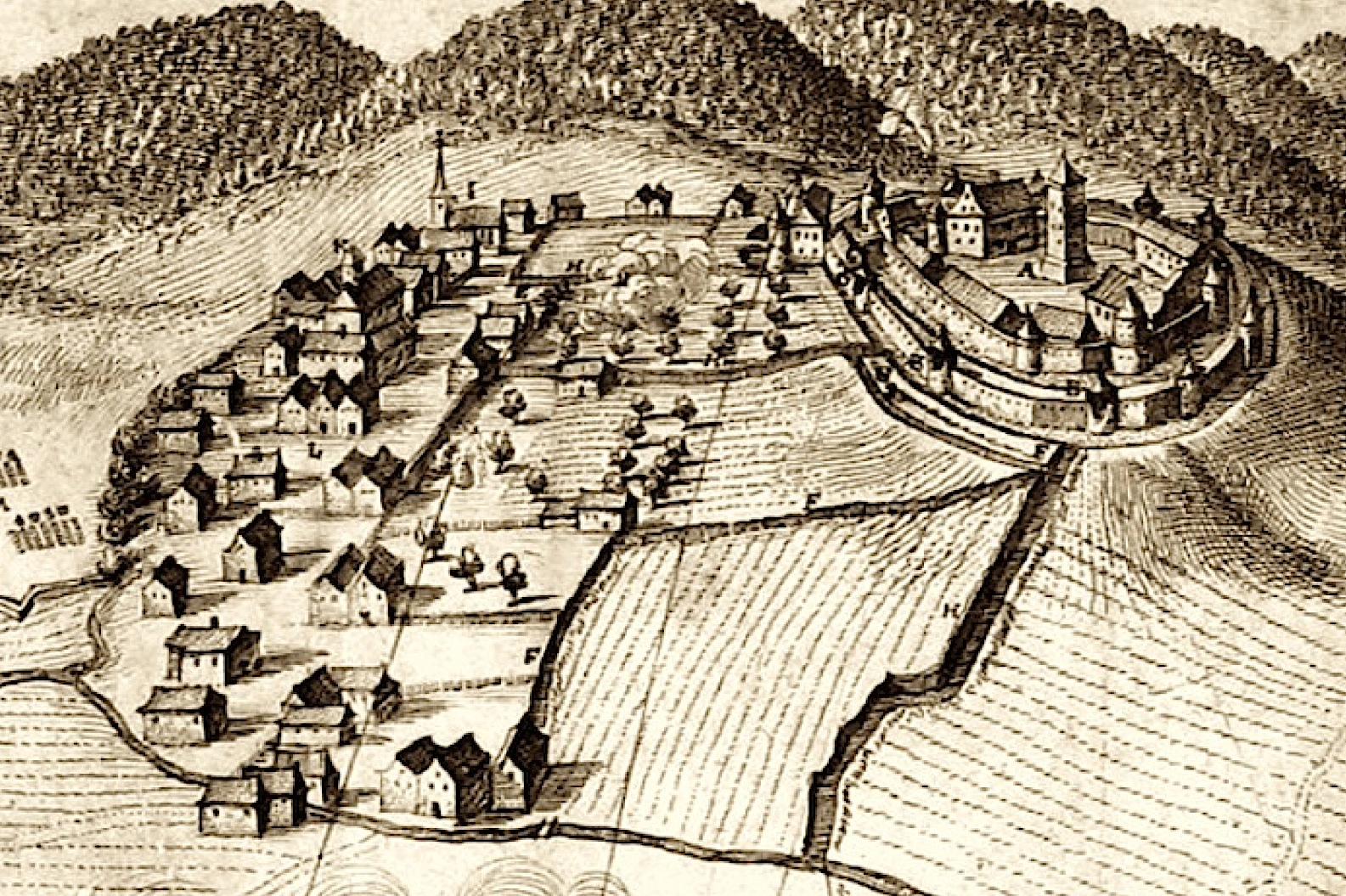
Wasselonne et son château en 1674, cuivre gravé par Mathias Mérian.

Attesté sous les formes Wazzeleneheim en 754, Wazelnheim en 1221, Wazzelenheim (sans date), Wasslenheim en 1851.
Le nom allemand de Wasselonne est Wasselnheim, conformément aux plus anciennes attestations. L'appellatif -heim « foyer, village », utilisé comme terminaison, est très commun en Alsace et il se retrouve dans le nom des villages voisins comme Marlenheim, Kirchheim, ou encore Nordheim.
Le premier élément est sans doute un nom de personne germanique, comme la plupart des composés avec l'appellatif -heim. Albert Dauzat et Charles Rostaing proposent l'anthroponyme germanique Wezil.
En alsacien, le village porte le nom de Wàssle et en allemand Wasselnheim ou Wasslenheim. Le suffixe -le est aussi courant en alsacien pour remplacer le -heim allemand, comme Marlenheim dont le nom alsacien est Màrle. La forme Wasselonne (sans date), sans doute récente, est une francisation du nom germanique d'origine.

## Histoire

### Des origines de la cité
Wasselonne est mentionnée pour la première fois dans un document de 754 sous le nom de Wazzeleneheim par Adala, descendante des ducs d’Alsace; la découverte d’armes et de monnaies laissent présumer que le site fut habité dès l’époque celtique. En effet, des recherches archéologiques effectuées en 1990 au lieu-dit Wiedbield ont mis au jour des vestiges d’occupation humaine remontant au Néolithique, au Rubané, au Poinçonné, à la civilisation de Michelberg, à la période de Hallstatt, et aux ères gallo-romaine et mérovingienne. En fait, le peuplement humain de Wasselonne serait vieux de 20 000 ans. Du mobilier retrouvé dans une glaisière atteste d’une occupation permanente à l’Âge du bronze et à l’Âge du fer. Des pièces de bronze retrouvées par l’archéologue Horrer montrent que Wasselonne était d’abord celtique.
À l'époque romaine, Wasselonne est un vicus peuplé par les Triboques. Le village se situait sur la colline de Durenberg et la rive gauche de la Mossig, et était un point de passage sur la ligne secondaire Dabo-Kuttolsheim.

### Du Moyen Âge à la fin de la Renaissance
À l'époque mérovingienne, Wasselonne prospère grâce à sa proximité avec Kirchheim, où une résidence royale appréciée et vaste était établie. Aux VIIe et VIIIe siècles, Wasselonne était certainement très peuplée.
En 1308, la moitié du ban communal de Wasselonne est inclus dans une transaction entre l’empereur Henri VII et les évêques de Strasbourg pour les faire renoncer à leurs prétentions sur Mulhouse.

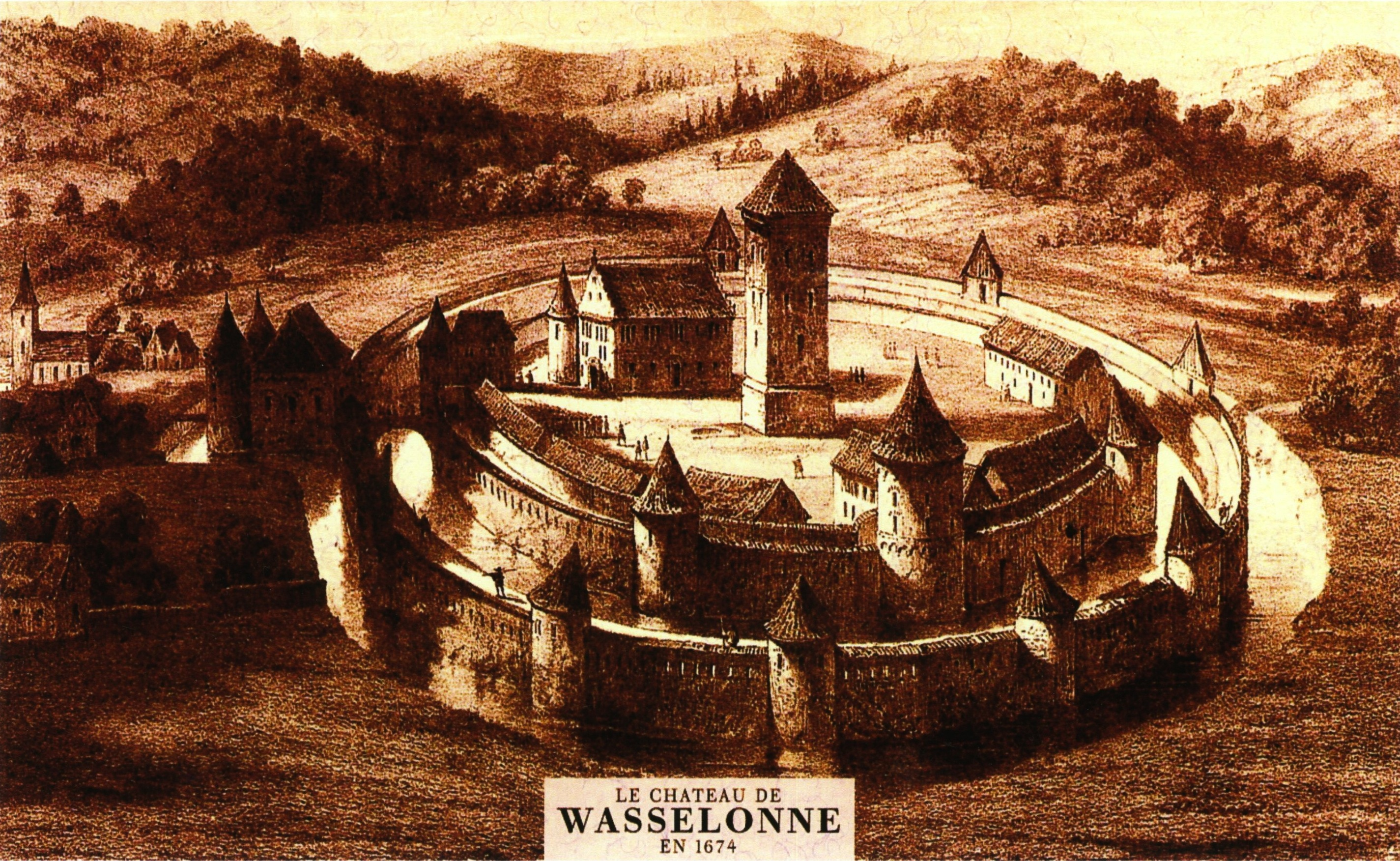
Le château reconstruit vers 1450,
dans son état de 1674,
lithographie du XIXe siècle.

Au début du XVe siècle, le château de Wasselonne est présenté comme l’une des forteresses les plus importantes de la Basse Alsace. Il était le siège du bailliage de Wasselonne. Les pierres utilisées pour sa construction ont été extraites des carrières de grès rose du Kronthal, identiques à celles qui ont servi à la construction de la cathédrale de Strasbourg.
En 1447, pendant la guerre de Wasselonne (1446-1448) que le Grand chapitre de Strasbourg eut à soutenir contre Guillaume, comte de Fénétrange et Walther von Dahn qui a possédé le fief impérial de Wasselonne de 1425 à 1483, Wasselonne fut assiégée et prise par ces derniers puis reprise par les troupes strasbourgeoises qui incendièrent le château en 1448. Il fut cependant reconstruit rapidement contrairement au château du Nideck, son voisin, lui aussi entièrement ravagé.
Walther von Dahn vendit à la ville de Strasbourg, en 1496, pour 7 000 florins, le château et le village de Wasselnheim, avec toutes les munitions de guerre, comme aussi Brechlingen, et la moitié des villages de Fridesheim et Utelnheim, vente à laquelle l’empereur Maximilien Ier du Saint-Empire a donné son consentement, sous la double condition que la ville de Strasbourg préposerait toujours un personnage noble, pour recevoir les investitures des empereurs, et que les Adeltzheim remplaceraient les biens vendus par d’autres, qu’ils achèteraient à concurrence de 1 000 florins, et qu’ils offriraient en fief à l’empire. La ville commit le chevalier Frédéric Bock, pour la représenter dans la première investiture, et l’empereur délégua le comte Henri de Hennenberg, écolâtre du grand chapitre, pour recevoir son serment. Les nobles de Lutzelburg, qui avaient un droit d’habitation dans le château de Wasselonne, ont de même vendu ce droit avec d’autres biens à la ville de Strasbourg, en 1506.
En décembre 1524, peu de temps après les premiers frémissements de la Réforme à Strasbourg, les responsables du bourg demandent au Magistrat un prédicateur évangélique. Andreas Keller-Cellarius sera son premier pasteur à partir de 1525 et Wasselonne passe à la Réforme.
L’évêque de Londres Edmund Grindal, qui devint en 1576 primat d’Angleterre, se réfugia à Wasselonne en mai 1554 pour se soustraire aux persécutions que sa volonté de réforme lui avait attirées sous le règne de la reine Mary I. Il y resta jusqu’en 1559.
Pendant la Guerre des évêques (1592-1604) qui mit l’Alsace rurale à feu et à sang, Wasselonne fut occupée par les troupes du cardinal de Lorraine. Le 8 juillet 1592, la place forte de Wasselonne fut abandonnée par les Strasbourgeois.

### Wasselonne duXVIIesiècleà la Révolution française

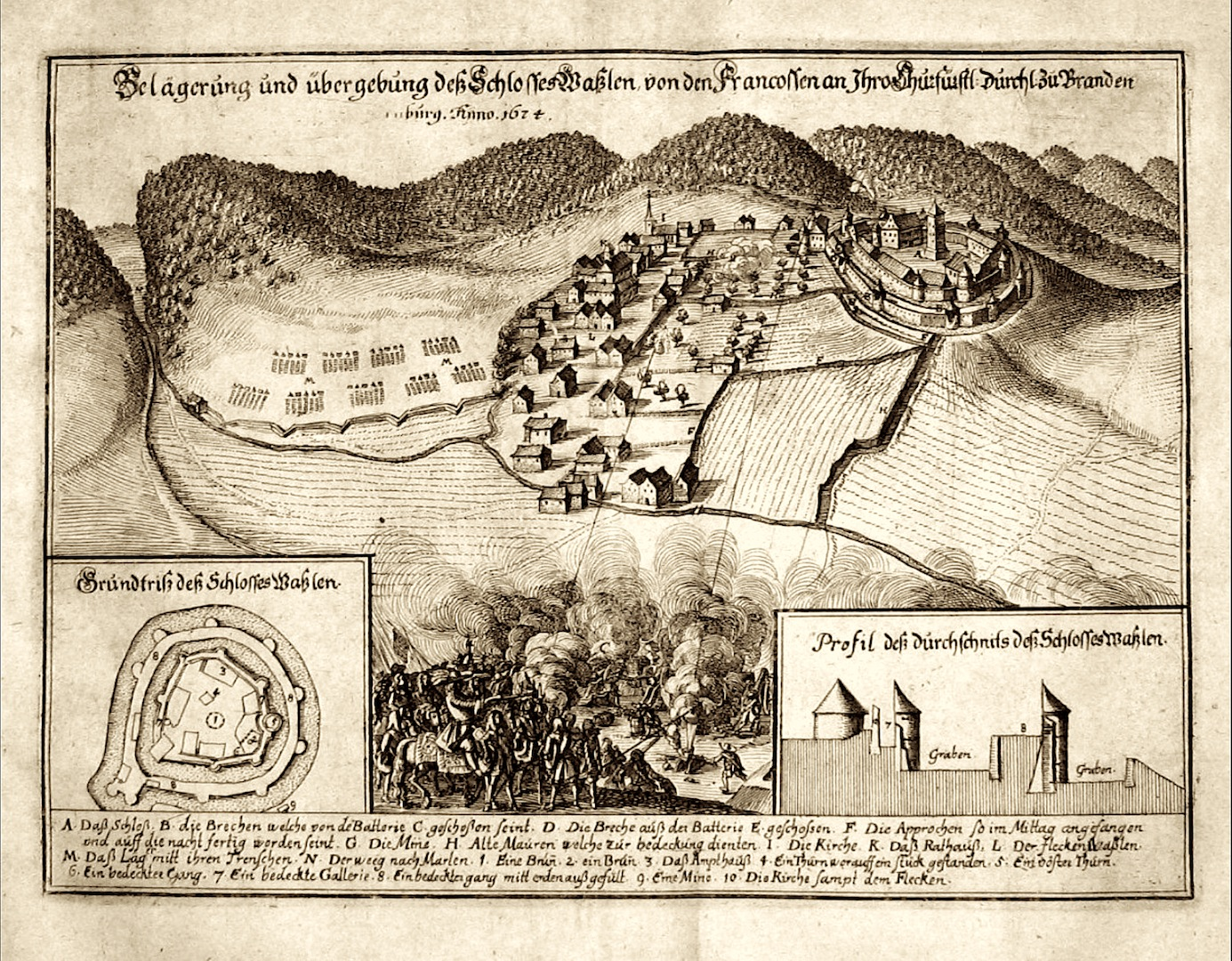
Carte de Wasselnheim, gravée en 1682 par Mathias Mérian, représentant le château et son village avant sa destruction en 1674.

À l’issue de la guerre de Trente Ans (1618-1648), l’Alsace exsangue fut rattachée à la France de Louis XIV.
Le château fut au cours de la guerre de Hollande (1672-1678) l’objet d’un litige entre le maréchal de Turenne (1611-1675) et les Brandebourg. Il fut occupé successivement par les troupes de Turenne et celles de Louvois.
En 1674, pendant la campagne de Turenne en Alsace, la cité fut prise par les troupes françaises : le commandant de la place-forte avait permis à quelques soldats français d’entrer dans le château ; lorsque ceux-ci se virent en nombre, ils tombèrent sur la garnison de cent quarante hommes et prirent possession du château et de la ville où ils trouvèrent des approvisionnements considérables. Ils en furent expulsés le 30 octobre de la même année, par les troupes brandebourgeoises. Après un bombardement de trois jours, les lieux étaient partiellement détruits. Ils ne furent jamais reconstruits.
En 1757, après sa démolition, la nouvelle église Saint-Laurent, construite de concert par les deux cultes en style baroque, est achevée.
Wasselonne accueille d'abord favorablement la Révolution française, mais déchante également rapidement en raison des conséquences négatives de la Terreur de Robespierre, et des restrictions économiques.
Le 15 janvier 1790, Strasbourg perd son statut de capitale de l’Alsace et son territoire rural. Wasselonne devient alors une « commune égale et libre au sein du département, toute servitude et tout lien d'asservissement ayant disparu entre l'ancienne ville seigneuriale et ce qui furent ses possessions ». Pendant la Révolution, le pouvoir reste aux mains des anciens baillis et de la bourgeoisie locale.

### LeXIXesiècle: Wasselonne, entre apogée et déclin industriel

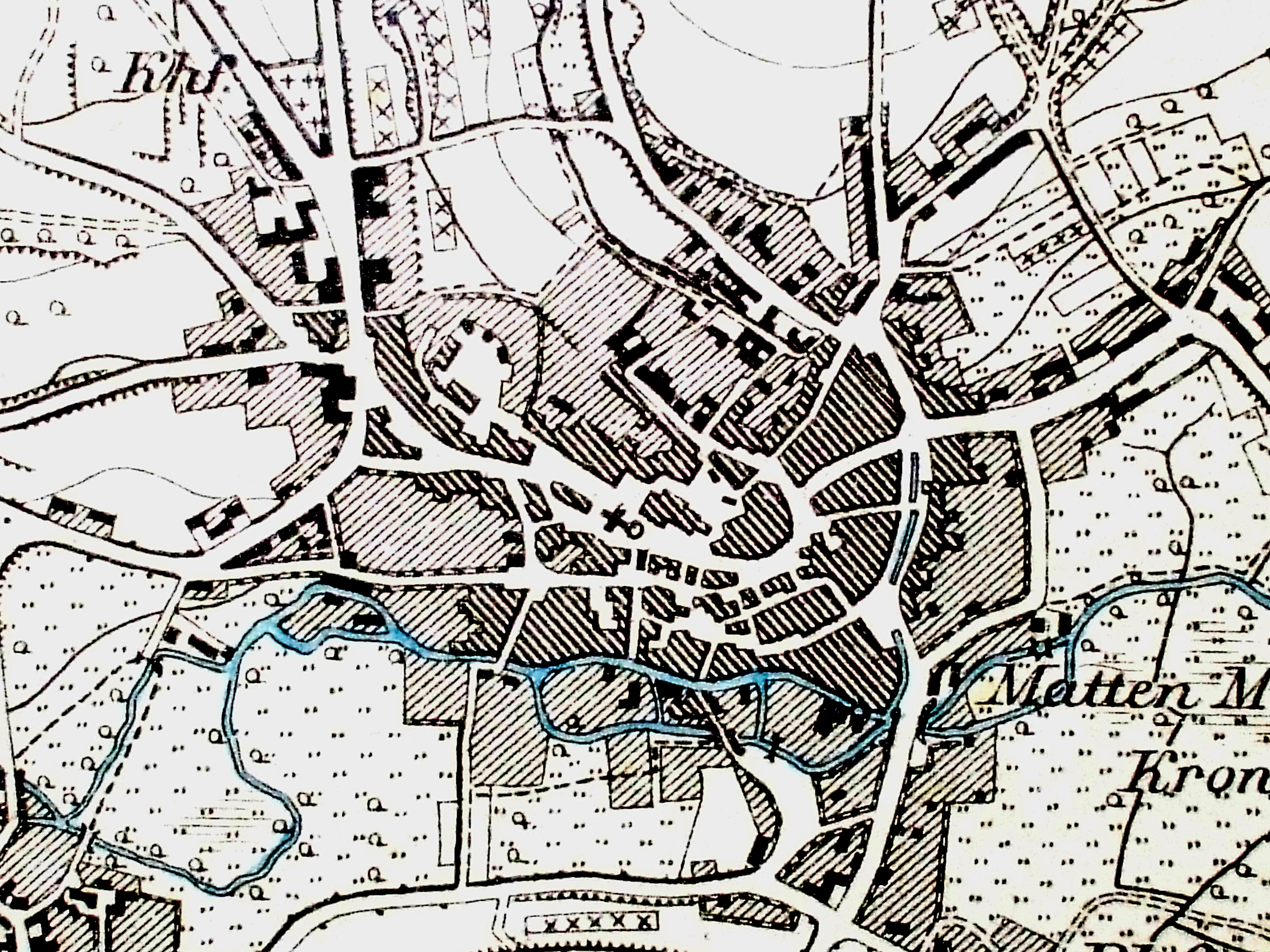
Carte d’état-major de 1885.

Le territoire de Wasselonne, dont une très petite partie est en plaine, est assez fertile, malgré son sol aride et pierreux. Il s’y trouve de nombreuses fabriques de bas et chaussons, de chaux, de plâtre, de produits chimiques, de savon et chandelles ; douze moulins, onze brasseries, dix tanneries, quatre filatures de laine, blanchisserie de toiles, tissage de calicots. On y fait un grand commerce en grains et en vins.
Entre 1811 et 1919, Wasselonne est le deuxième centre de tannage du Bas-Rhin, juste après Strasbourg. Elle est dépassée dans les décennies suivantes par Barr.
Le 7 octobre 1828, Charles X, en visite officielle en Alsace, passe à Wasselonne où il est accueilli chaleureusement, par des danses, des chants, « un spectacle des plus ravissants ».
Le 19 juin 1831, la ville accueille le roi de France Louis-Philippe Ier. Un ouvrier-tourneur anarchiste originaire de Wasselonne, Aloyse Huber, tente de l’assassiner quelques années plus tard à Paris, avec une machine infernale. Son état mental était probablement instable, en effet, il se prenait pour le Christ en personne. Condamné au bagne, il est gracié par Napoléon III en 1852.
En 1871, l’Alsace est annexée au Reich allemand. La cité se germanise.
La communauté israélite de Wasselonne est créée dans la seconde moitié du XIXe siècle. Le premier Juif à habiter à Wasselonne intra muros est Benoît Neymann, un fabricant de pain azyme qui loge dans la Brunngasse avec sa famille.

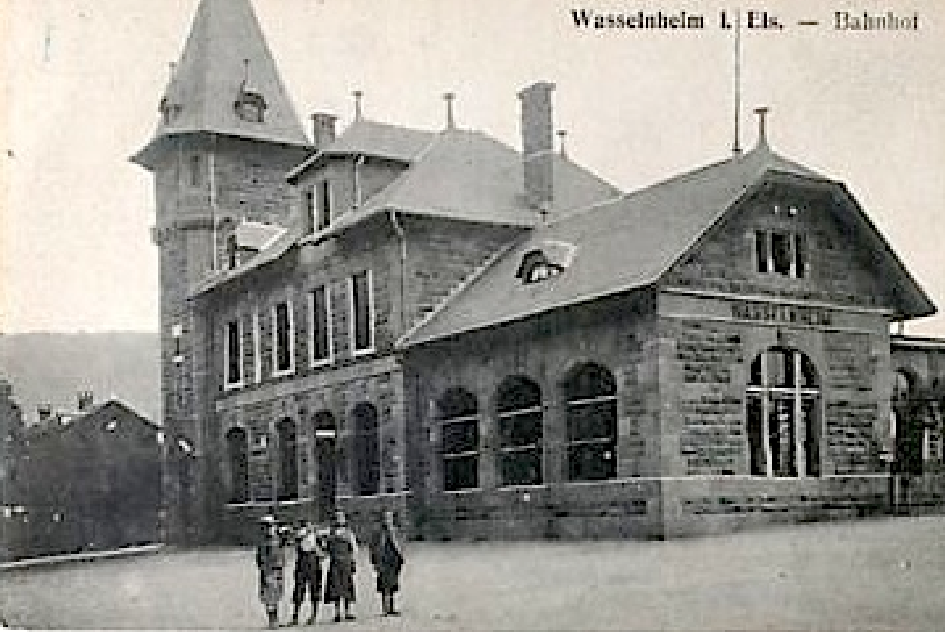
La gare en grès des Vosges construite en 1904,
dans le style Alsace-Lorraine.

Wasselonne a été reliée dès la fin du XIXe siècle à Molsheim et à Saverne par le chemin de fer. La ligne a été exploitée à partir de 1864, vingt ans après la pose des premières traverses sur la jonction Strasbourg-Bâle. Avec l’annexion à l’Allemagne, la ligne Saverne-Molsheim, inscrite dans l’axe nord-sud, prend de plus en plus d’importance.
À la fin du XIXe siècle, la ville chef-lieu de canton est le siège d’une justice de paix, d’une cure cantonale, d’un bureau d’enregistrement, d’une perception des contributions directes, d’une recette des contributions indirectes, d’une direction de poste aux lettres, d’un relais de poste aux chevaux et d’une brigade de gendarmerie à cheval ; elle est la résidence d’un garde général des eaux et forêts, de deux notaires et de trois huissiers. Elle dispose d’un hôpital cantonal, d’une gare de chemin de fer, de bains municipaux et d’un abattoir. Wasselonne est en outre le siège d’un consistoire de l’Église protestante de la Confession d'Augsbourg d'Alsace et de Lorraine. Il s’y trouve un bureau de bienfaisance, dont les recettes se sont élevées, en 1849, à 4 295 Francs.
En 1867, la Caisse d'épargne de Strasbourg ouvre une succursale à Wasselonne. En 1899, s'inspirant du modèle de Brumath, le conseil municipal de Jules Robinet demande l'autonomie de sa caisse d'épargne, autonomie qui devient effective le 1er avril 1901.

### UnXXesièclemarqué par les bouleversements

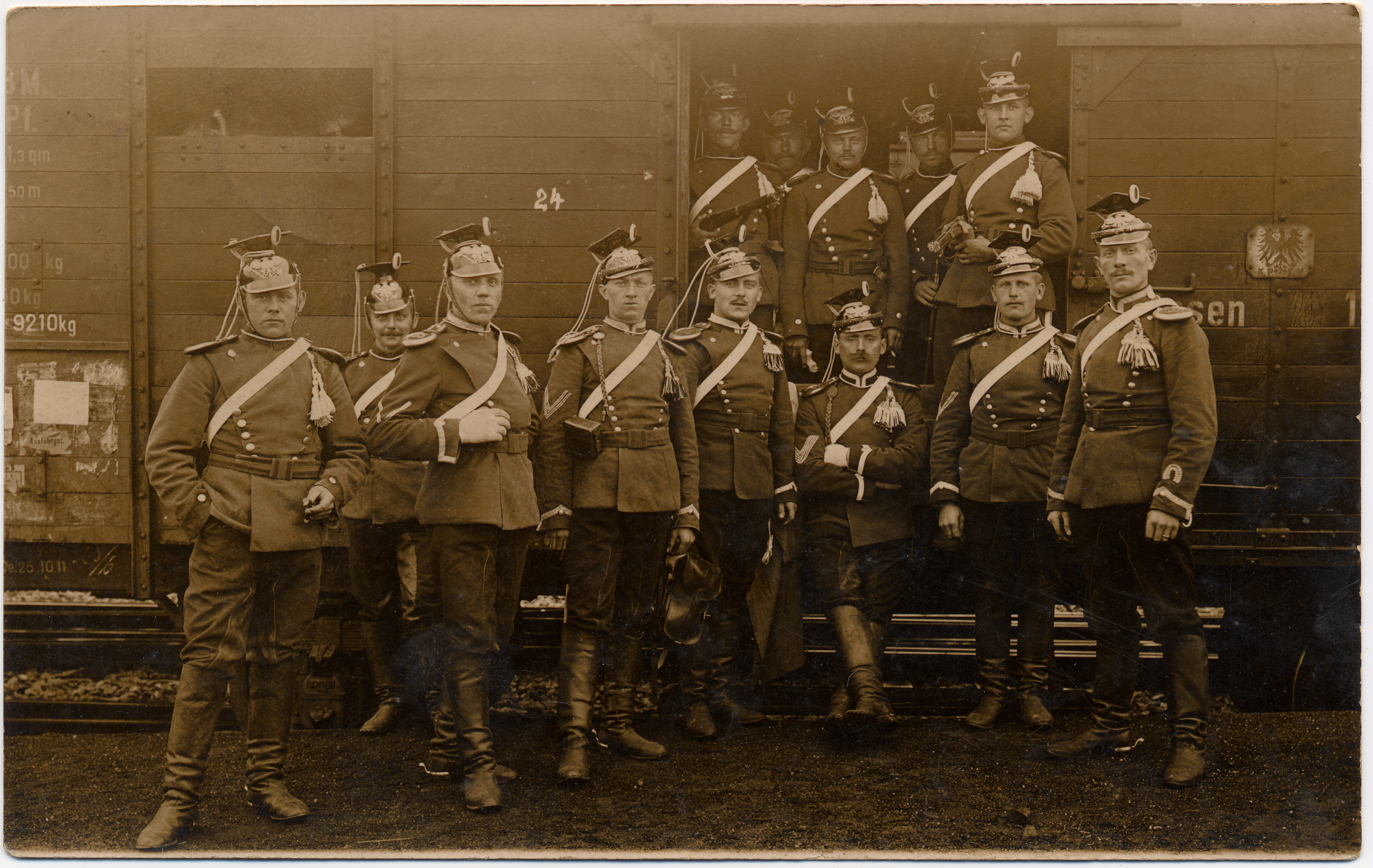
Incorporés wasselonnais du
d'uhlans en gare de Sarrebourg. 1914.

Pendant la Première Guerre mondiale, cent quarante hommes sont incorporés dans l’armée impériale allemande. Le Landsturm Bataillon Friedberg est stationné à Wasselonne dès le début du conflit. À la fin de la guerre, Wasselonne déplore la mort de quatre-vingt de ses habitants morts au combat. La guerre provoque à Wasselonne une pénurie d’argent liquide, et une augmentation du coût de la vie et des restrictions de plus en plus étouffantes voient le jour. En mars 1915, le pain et la farine sont rationnés.
En mars 1916, le maire Jules-Auguste Kopp meurt d’une grave maladie et est remplacé par Léon Dietrich, qui sera lui-même remplacé par Victor Band fils.
En janvier 1918, l’Allemagne crée un camp de prisonniers dans les bâtiments de l’ancienne tannerie Loew. Cet établissement détenait une trentaine de personnes. La retraite des troupes allemandes commence en septembre, et se poursuit jusqu’à l’Armistice, le 11 novembre 1918. En cette période trouble où l’Alsace, et notamment Strasbourg, est en pleine révolution, Wasselonne reste relativement calme.
Wasselonne redevient officiellement française le 10 janvier 1920.
En 1936, pendant le Front populaire, une grève très dure éclate aux usines Amos, menée par l’ouvrier cordonnier et syndicaliste de la CGT Charles Beutelstetter et son ami Émile Beck, qui deviennent à la Libération en 1945, maire de Wasselonne pour l’un, et conseiller municipal FFI pour l’autre.

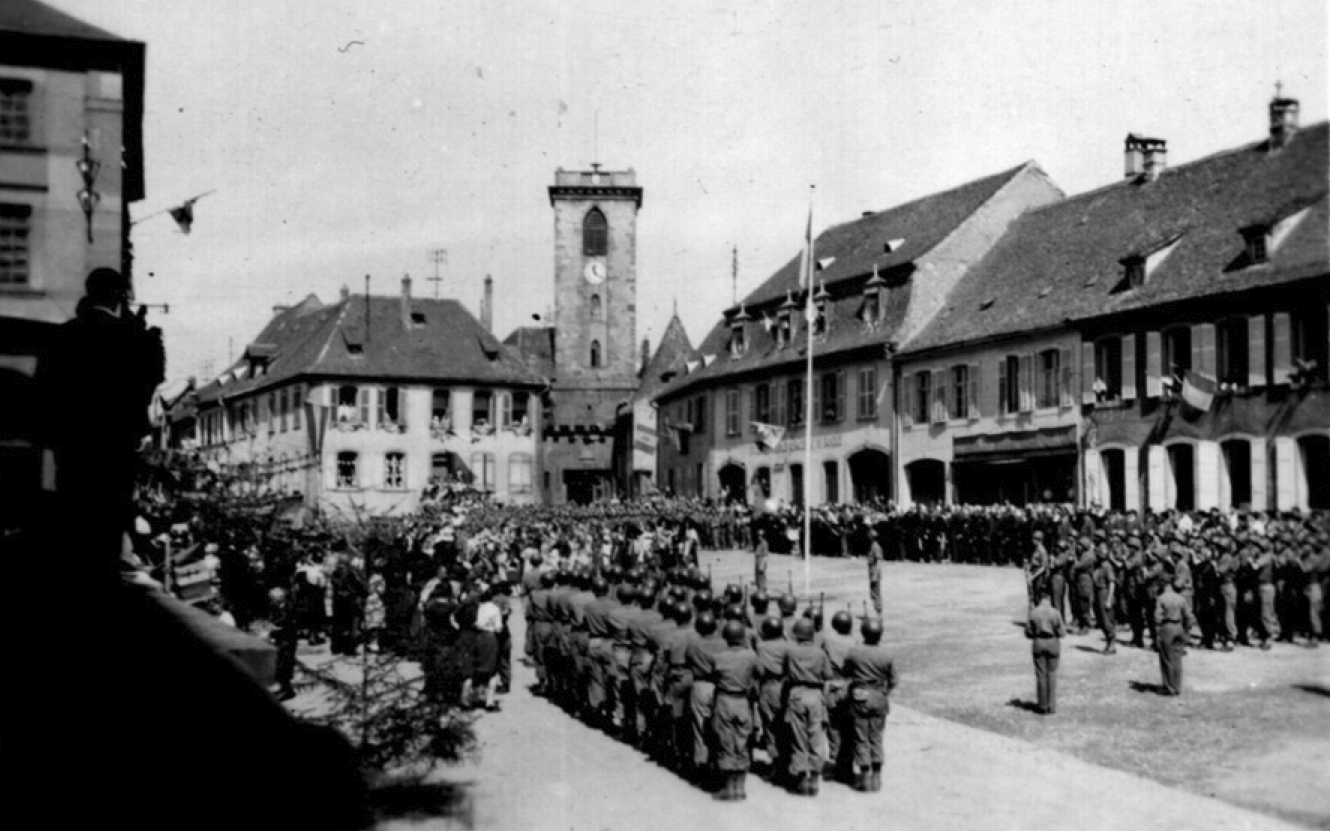
Cérémonies de la libération devant
l’hôtel de ville en présence du général
Leclerc de Hautecloque, novembre 1944.

Au cours de la Seconde Guerre mondiale, Wasselonne a payé un lourd tribut : d'une part, treize réfractaires sont morts avant l’annexion, en Afrique du Nord et pendant la Libération de l’Alsace en 1944, soixante-deux incorporés de force sont morts au combat et vingt-huit sont encore portés disparus en 1991. D'autre part, onze Wasselonnais juifs ont été déportés par les Nazis et ne sont jamais revenus des camps d’extermination. À cette liste vient s’ajouter le protestant Henri Roederer mort en 1943. L’unique rescapé juif des camps est Jean Samuel, mort en 2010, déporté au camp d’extermination d’Auschwitz avec l’écrivain Primo Levi, qui en fait le personnage de Pikolo dans son livre Si c'est un homme. La ville est libérée le 23 novembre 1944 par la 2e division blindée du général Philippe Leclerc de Hauteclocque.
Au sortir de la guerre, la famille Lux de Wasselonne ouvre une vaste salle de cinéma au-dessus de son restaurant À l’Étoile, sur la place de la Mairie. De son côté, un tourneur itinérant de Wasselonne vivote en desservant les petites communes alentour.
 La population de Wasselonne est peu francophone, on projette exclusivement des films en version allemande sous-titrés en français. Face à la concurrence de la télévision, le cinéma L’Étoile ferme définitivement en 1988 en projetant le film de Jean-Jacques Annaud, L’Ours.
Wasselonne ne profite guère des Trente Glorieuses et voit de nombreuses entreprises fermer dans l’entre-deux-guerres : la chapellerie Provot, l’huilerie Clauss en 1949 et l’huilerie Baur en 1960. La même année, Raymond Klein cesse de produire des interrupteurs électriques.
Wasselonne perd son abattoir municipal en 1967. C'est également au cours des années soixante que la voie ferrée de Wasselonne réduit son activité. Le dernier autorail circule le 3 mars 1969. Le trafic de marchandises subsistera néanmoins jusqu’en 1988, essentiellement pour la desserte d’un dépôt des Comptoirs agricoles de Hochfelden et d’un dépôt de munitions et d’Artillerie lourde sur voie ferrée situé à Romanswiller, qui classe la ligne comme « stratégique ». Déclassée en 1993 et déposée en totalité, les bâtiments voyageurs et les halles de marchandises ont été vendus et l’ancienne plate-forme de la voie ferrée a été transformée en piste cyclable qui relie Molsheim à Romanswiller.

### Wasselonne depuis 1977
En 1977, Joseph Ostermann est élu maire de Wasselonne. Depuis cette date, la ville a connu de nombreuses mutations, notamment sur le plan de l'urbanisme, dans la mesure où la ville s'étend et voit sa population augmenter, mais également sur le plan économique, avec la faillite des Établissements Amos, premier employeur de la ville, survenue en 1987. Son mandat a pris fin en 2014.
Le 31 décembre 1981, Wasselonne subit des inondations très graves. La décision d’entreprendre des travaux de régulation du Heylenbach-Kothbach, divers bras de la Mossig est prise. Cela n’empêche pas la rivière de déborder encore, notamment en janvier 2004.
En 2008, l’agent immobilier Hervé Bour, décide de présenter une liste d’opposition aux élections municipales, mais « le Patriarche » conserve son poste grâce à une courte avance de 57 voix. En septembre 2010, Joseph Ostermann annonce qu’il ne sera pas candidat aux cantonales de 2011.
En 2014, malgré une nouvelle liste d'opposition menée par Hervé Bour, la liste de la fille du maire sortant, Michèle Eschlimann, est élue à la mairie de Wasselonne. Hervé Bour annonce qu'il passera progressivement la main au sein de son équipe, « Wasselonne Ensemble ». Le 7 juin 2016, le secteur de Wasselonne est, avec l'ouest de Strasbourg, violemment touché par les inondations qui touchent toute l'Europe occidentale.

### Héraldique et devise
En 1696, l’armorial de Louis XIV confie à la commune de Wasselonne le blason suivant : « porte d’azur à un saint Laurent, martyr, vêtu en diacre tenant un gril de sa dextre abaissée, et une palme de sa senestre, le tout d’or ».

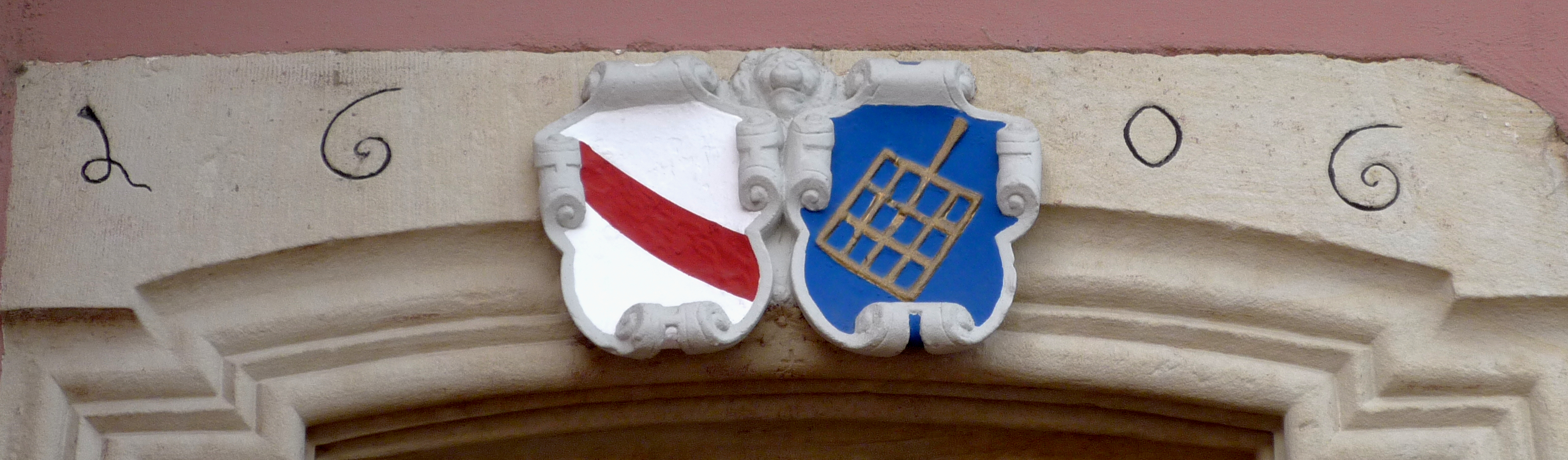
Linteau de porte avec les armoiries Strasbourg et de Wasselonne.

Le blason simplifié, « d’azur au gril d’or posé en barre » qui se trouve sur le linteau daté de 1606 du porche de la maison située 23 place du Marché, a été confirmé par l’empereur Guillaume II par une Wappenverleihung (attribution des armoiries) le 25 août 1909.
Saint Laurent est le patron de la cité, de la paroisse catholique et le titulaire de l’église protestante de Wasselonne.

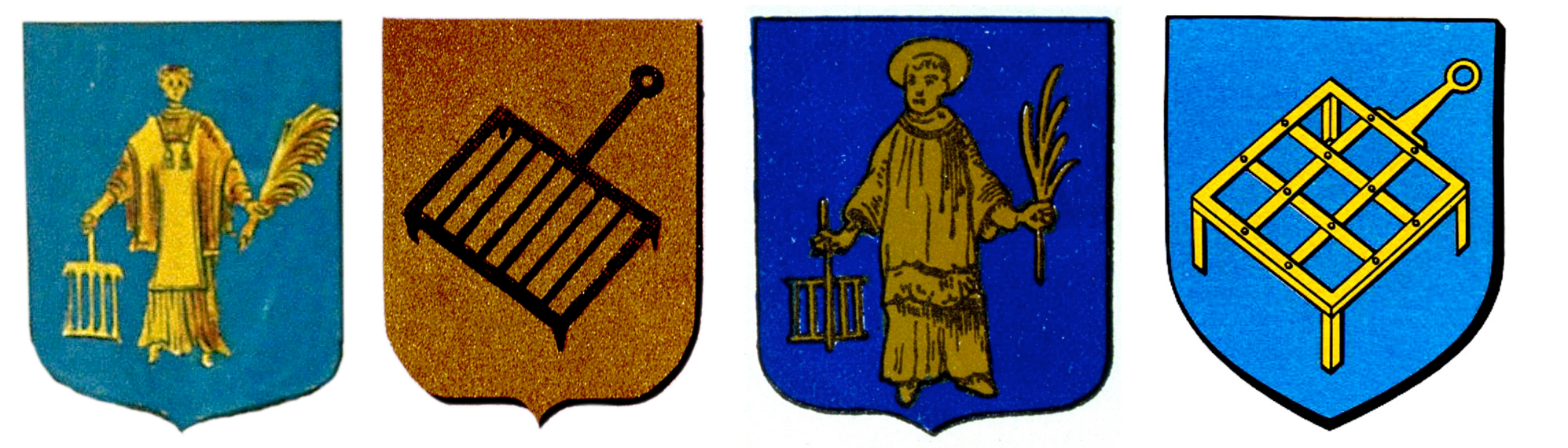
De gauche à droite :
1. Porte d’azur à un saint Laurent, martyr, vêtu en diacre
tenant un gril de sa dextre abaissée,
et une palme de sa senestre, le tout d’or.
Armorial de Louis XIV, 1696.
2. D’or au gril de sable posé en barre, Frédéric-Emile Simon 1849.
3. Armoiries de Wasselnheim, période de la première annexion de 1871.
4. D’azur au gril d’or posé en barre, 1909.

## Politique et administration

### Tendances politiques et résultats
Joseph Ostermann maire de Wasselonne de 1977 à 2014 est affilié RPR puis UMP. Le dernier maire socialiste de Wasselonne fut Mathis Auguste Heimburger, élu en 1935, et démis de ses fonctions en 1940.
Au premier tour de l'élection présidentielle française de 2002, c'est Jean-Marie Le Pen, le candidat du Front national, qui arrive en tête avec 27,39 % des voix. Il est suivi par Jacques Chirac, le président sortant, avec 19,17 % des voix. Vient ensuite Lionel Jospin, candidat du PS, avec 9,42 % des voix. À titre de comparaison, au niveau national, Jacques Chirac était arrivé en tête avec 19,88 % des voix, suivi par Jean-Marie Le Pen avec 16,86 % des voix, et Lionel Jospin, avec 16,18 % des voix. Au second tour, Jacques Chirac avait remporté 74,29 % des voix et Jean-Marie Le Pen 25,71 % des suffrages.
Au premier tour de l'élection présidentielle française de 2007, Jean-Marie Le Pen, le candidat du Front national, avait obtenu 17,47 % des voix. François Bayrou, le candidat de l'UDF, avait pour sa part obtenu 21,09 % des suffrages. C'est plus que Ségolène Royal, la candidate du Parti socialiste, qui avait obtenu 14,42 % des voix à Wasselonne. Nicolas Sarkozy, le candidat de l'UMP, avait obtenu le meilleur score, à savoir 34,37 % des suffrages. À titre de comparaison, au niveau national, Nicolas Sarkozy était arrivé en tête avec 31,18 % des suffrages, suivi par Ségolène Royal, avec 25,87 % des suffrages, puis François Bayrou, avec 18,57 % des suffrages, et Jean-Marie Le Pen, avec 10,44 % des voix. Au second tour, Nicolas Sarkozy était arrivé largement en tête, avec 68,51 % des voix.
Aux élections législatives de 2007, Alain Ferry, affilié UMP, avait été élu député avec 62,30 % des suffrages. Loin derrière lui se trouvait Cédric Baillé, candidat du Mouvement démocrate, avec 11,61 % des voix, et la candidate socialiste Marie-Madeleine Iantzen, avec 9,19 % des voix.
Aux élections cantonales de 2011, c'est Freddy Zimmermann, affilié Nouveau Centre, qui remporte les élections avec 52,4 % des voix ; aux mêmes élections, au premier tour, Jean Pierre Grasser, affilié Front national, avait obtenu 1260 voix, soit 16,1 % des suffrages.

### Administration municipale
En 2008, le conseil municipal était composé de vingt-neuf conseillers municipaux, dont le maire Joseph Ostermann, et sept adjoints au maire, à savoir Marie-Jeanne Herrbach, première adjointe au maire, et Michèle Eschlimann, Jean-Philippe Hartmann, Rodolphe Hamman, Marie-Claude Rebeuh, et Martine Weiss. L'opposition est menée par Hervé Bour, candidat malheureux de l'élection municipale précédente. Le 11 avril 2008, le maire a nommé des référents de quartiers pour l'Osterfeld, Brechlingen, le Bubenstein, et le centre. Ces référents sont pour l'Osterferld M. Jean-Philippe Hartmann, pour Brechlingen Marie-Jeanne Herrbach et Martine Weiss, pour le Bubenstein Marie Claude Rebeuh et Rodolphe Hamman, et pour le centre Michèle Eschlimann et Jean-Paul Mochel.
En 2004, un conseil des jeunes a eu lieu à Wasselonne. Un Conseil des Enfants Citoyens a également été mis en place à la même période dans le but d'initier ceux-ci au civisme.

### Liste des maires
Le premier maire de Wasselonne est l'ancien syndic Jean-Georges Rothenbach, de 1790 à novembre 1791. De l'instauration du titre de maire jusqu'à la fin du Premier Empire, neuf maires se succèdent à la tête de Wasselonne. De 1815 à 1848, sous la monarchie, ils sont huit maires successifs à diriger la cité. Sous la Deuxième République, c'est l'industriel Charles Amos qui occupe ce poste. Sous le Second Empire, un seul maire est responsable de la ville, de 1852 à 1870, c'est Jacques North. Enfin, sous la IIIe République, treize maires, dont un socialiste, se succèdent à la tête de la ville.
Six maires se sont succédé depuis 1945 :
| Période                                  | Période                   | Identité              | Étiquette    | Qualité |
| ---------------------------------------- | ------------------------- | --------------------- | ------------ | --- |
| janvier 1945                             | mars 1945                 | Paul Weber            |              | Maire par intérim |
| mars 1945                                | mars 1959                 | Charles Beutelstetter | RI           | Aubergiste Fait fonction de maire du 3 mars au 2 octobre 1945 |
| mars 1959                                | mars 1965                 | Charles Haberer       | MRP          | Vétérinaire Conseiller général de Wasselonne (1945 → 1973) |
| mars 1965                                | mars 1977                 | Robert Beck           | UNR puis UDR | Médecin |
| mars 1977                                | mars 2014                 | Joseph Ostermann,     | RPR puis UMP | Agent général d'assurances Sénateur du Bas-Rhin (1991 → 2004) Conseiller général de Wasselonne (1973 → 2011) |
| mars 2014                                | En cours (au 31 mai 2020) | Michèle Eschlimann    | UMP-LR       | Chargée de mission Conseillère départementale de Saverne (2015 → ) Vice-présidente du conseil départemental (2015 → 2021) Vice-présidente de la collectivité européenne d'Alsace (2021 → ) Vice-présidente de la CC de la Mossig et du Vignoble (2017 → ) Réélue pour le mandat 2020-2026 |
| Les données manquantes sont à compléter. |                           |                       |              | |

### L’ère Ostermann
En 1977, Joseph Ostermann, agent général d‘assurances, élu au conseil municipal depuis 1971, est élu maire de la ville. Né en 1937, il est le maire qui aura eu le plus long mandat de l’histoire à la tête de la municipalité. Conseiller général jusqu’en 2011, il est également sénateur du Bas-Rhin de 1991 à 2004.
En 1977-1978, le conseil municipal construit et réhabilite la nouvelle caserne des sapeurs-pompiers qui était devenue vétuste.
Les mutations de la ville au cours des années 1970 et 1980 sont importantes. En 1991, le maire affirme « Wasselonne vit, depuis les dernières décennies, une profonde mutation, tant sur le plan industriel que touristique ». Il fait certainement allusion à la faillite de l’usine bicentenaire de chaussons et pantoufles Charles Amos, premier employeur de la ville pendant des générations. La sirène qui retentissait à des kilomètres pour annoncer l’embauche et la débauche des ouvriers a rythmé la journée de tous les Wasselonnais. La disparition des Établissements Amos, amorcée en 1978 avec la fermeture de la filiale de Raon-l'Étape, est achevée en 1987 avec la fermeture de l'unité principale, basée à Wasselonne. Quant au « plan touristique », le maire parle probablement de l'ouverture du syndicat d'initiative de Wasselonne, qui date également des années 1980. En 1980, un panneau touristique explicatif a également été posé à proximité du château de Wasselonne, sur l'un des murs de l'ancienne prison.
Le 31 décembre 1981, Wasselonne subit des inondations très graves. La décision d’entreprendre des travaux de régulation du Heylenbach-Kothbach, divers bras de la Mossig est prise. Cela n’empêche pas la rivière de déborder encore, notamment en juin 2004 et en juin 2016.
En 1990, Joseph Ostermann se présente pour la troisième fois devant les électeurs. À cette occasion, il affirme dans son programme électoral sa volonté de voir à Wasselonne la création d’un lycée, création restée à l'état de vœu pieux vingt ans plus tard.
En tant que sénateur, Joseph Ostermann est notamment l’auteur d’une proposition de loi « tendant à assurer une meilleure représentation des communes associées au sein des conseils municipaux », aujourd’hui caduque.
En 2008, l’agent immobilier Hervé Bour, décide de présenter une liste d’opposition aux élections municipales, mais « le Patriarche » conserve son poste grâce à une courte avance de 57 voix.
En septembre 2010, Joseph Ostermann annonce qu’il ne sera pas candidat aux cantonales de 2011.

### Intercommunalité
Wasselonne appartient à la communauté de communes de la Mossig et du Vignoble

### Instances judiciaires et administratives
Chef-lieu de canton, Wasselonne dispose d'une caserne de sapeurs-pompiers, d'une brigade de gendarmerie, d'une perception, et d‘une brigade de police municipale.

### Politique environnementale

#### Déchèterie
La commune de Wasselonne est dotée d'un déchèterie gérée par Select'om. L’accès à la déchèterie les samedis est limité aux véhicules d’une hauteur de 2,10 m maximum, ceci afin de fluidifier la circulation le jour où le trafic est le plus dense.
Depuis le 1er septembre 2014, l'accès aux 8 déchèteries du SELECT'OM se fait à l'aide d'un badge. L'accès reste gratuit pour les 24 premières entrées pour les particuliers même si les professionnels, artisans et commerçants ne sont pas admis en déchèterie le samedi et doivent venir aux journées qui leur sont réservées.

#### Collecte des ordures ménagères et tri sélectif
La collecte des ordures ménagères s'effectue les mardis matin, hors jours fériés, tandis que le tri sélectif s'effectue les derniers vendredis du mois, sauf jours fériés. Les papiers et cartons sont récoltés et doivent être déposés dans les poubelles bleues. Les plastiques, canettes métalliques, boites de conserves, briques en carton doivent être déposés dans les sacs plastiques jaunes dédiés à la collecte.

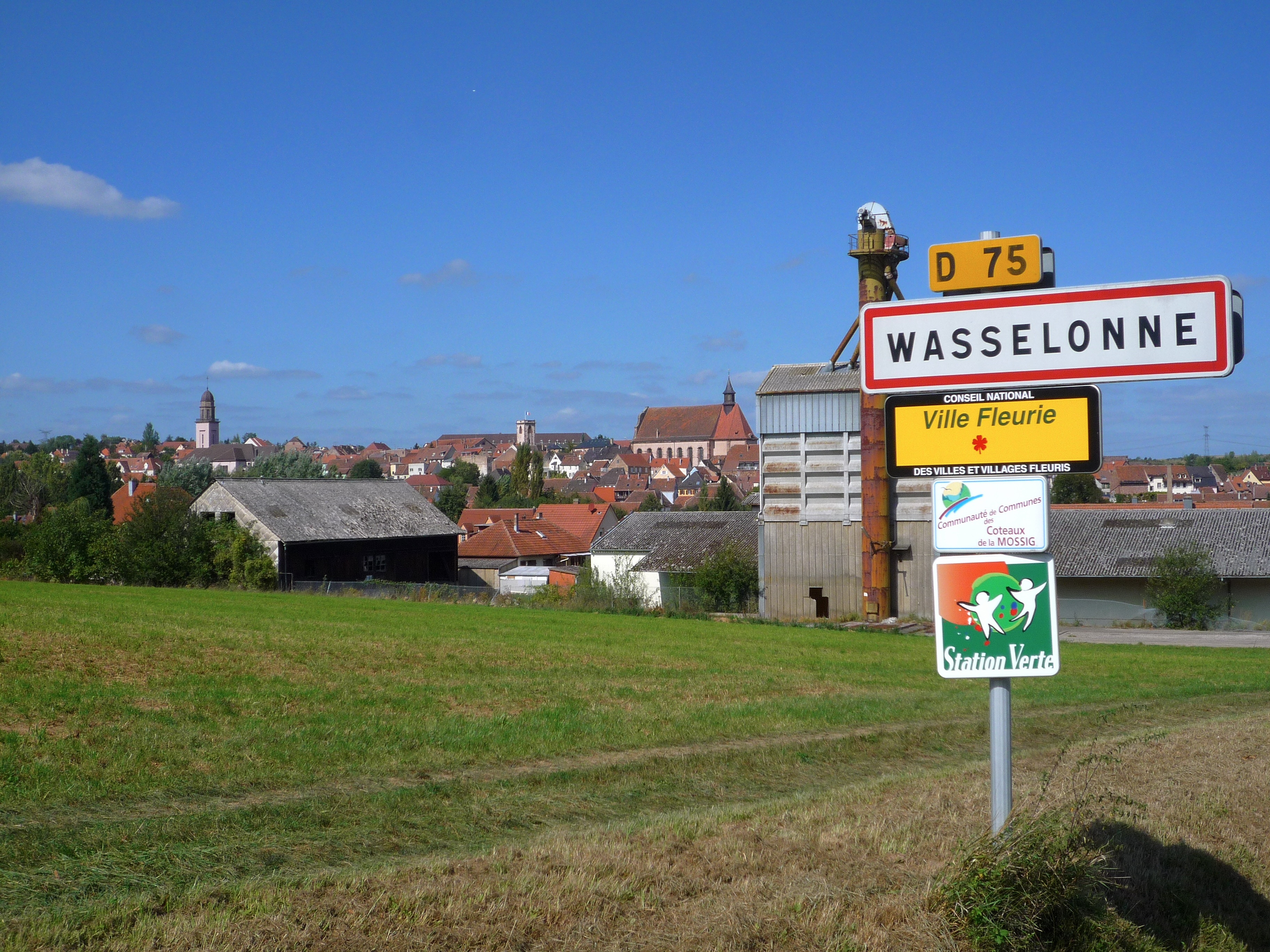
Le panneau d'entrée de la ville en 2011.

Le calendrier des collectes est disponible sur ce lien : Calendrier des collectes.
Un guide du tri est aussi proposé par Select'om : Guide du tri.

#### Station verte
La commune bénéficie d’une situation privilégiée entre les contreforts boisés des Vosges et les collines, à proximité de la Route des Vins, c'est pourquoi elle a obtenu le label Station Verte.

#### Ville et villages fleuris
Wasselonne possède 1 fleur au label Villes et villages fleuris.

### Jumelages

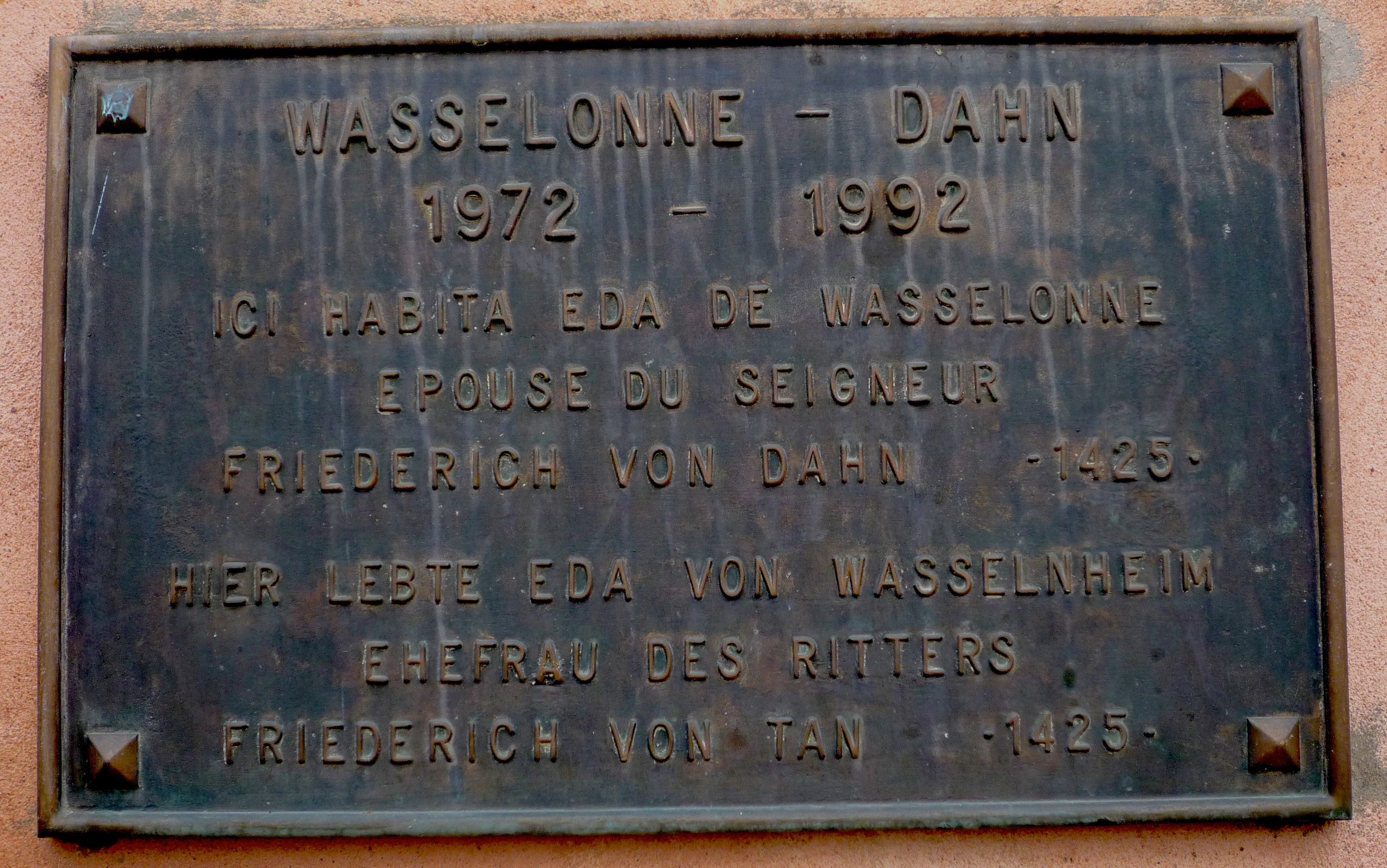
La plaque commémorative des 20 ans du jumelage avec Dahn.

Au 26 août 2011, Wasselonne est jumelée avec  Dahn (Allemagne) depuis le 24 octobre 1971.
Un mariage princier a eu lieu en 1425 entre Friedrich von Dahn, fils de Walther von Dahn, bailli de Basse-Alsace, descendant d’une famille de nobles palatins dont le château ancestral Altdahn se trouvait près de l’actuelle ville allemande de Dahn dans le Palatinat et Eda von Waszelnheim, fille de Hans von Waszelnheim, bailli du fief impérial de Wasselonne. Pour commémorer ce souvenir, la ville de Wasselonne est jumelée avec la ville de Dahn dans le Palatinat,.
Par ailleurs, le 12 juin 2011, un accord de partenariat a été signé avec la commune française de Sciez (donc en dehors des accords de jumelage dans le cadre de la coopération décentralisée).
Le 11 novembre 2013, une charte de jumelage entre la commune de Wasselonne et la 4e escadrille d’hélicoptères de manœuvre (EHM 4) du 1er régiment d'hélicoptères de combat (1er RHC) de Phalsbourg (57) est signée. Pour ce faire, une délégation de militaires avait fait le déplacement à Wasselonne à l'occasion de la cérémonie commémorative du 11-Novembre. Ce jumelage devrait faciliter l'information des habitants sur les métiers proposés par l’Armée de Terre et sur la réserve opérationnelle à travers des témoignages du personnel du régiment sur leur métier.
La Charte prévoit :
- d'organiser des journées classes/escadrille à des fins de découverte et ce au travers d'activités et rencontres sportives, course d’orientation, course sur route… ;
- de développer l'accueil des élèves au sein du 1er RHC dans le cadre de journées pédagogiques ;
- de contribuer à l'éducation citoyenne des élèves, ainsi qu'au devoir de mémoire,  en leur permettant de découvrir une autre institution au service de l'État ;
- de favoriser la participation des élèves aux journées « prévention » organisées par le régiment ;
- de favoriser la participation aux cérémonies nationales ;
- de favoriser la mise à disposition mutuelle des infrastructures sportives (terrain de sport, gymnase…).

## Population et société

### Démographie

#### Évolution démographique
L'évolution du nombre d'habitants est connue à travers les recensements de la population effectués dans la commune depuis 1793. Pour les communes de moins de 10 000 habitants, une enquête de recensement portant sur toute la population est réalisée tous les cinq ans, les populations de référence des années intermédiaires étant quant à elles estimées par interpolation ou extrapolation. Pour la commune, le premier recensement exhaustif entrant dans le cadre du nouveau dispositif a été réalisé en 2007.

En 2022, la commune comptait 5 777 habitants, en évolution de +2,43 % par rapport à 2016 (Bas-Rhin : +3,17 %, France hors Mayotte : +2,11 %).
| 1793  | 1800  | 1806  | 1821  | 1831  | 1836  | 1841  | 1846  | 1851  |
| ----- | ----- | ----- | ----- | ----- | ----- | ----- | ----- | ----- |
| 3 380 | 3 537 | 3 690 | 4 242 | 4 191 | 4 375 | 4 300 | 4 427 | 4 731 |

| 1856  | 1861  | 1866  | 1871  | 1875  | 1880  | 1885  | 1890  | 1895  |
| ----- | ----- | ----- | ----- | ----- | ----- | ----- | ----- | ----- |
| 4 241 | 4 361 | 4 308 | 4 104 | 4 042 | 4 045 | 3 831 | 3 851 | 3 727 |

| 1900  | 1905  | 1910  | 1921  | 1926  | 1931  | 1936  | 1946  | 1954  |
| ----- | ----- | ----- | ----- | ----- | ----- | ----- | ----- | ----- |
| 3 707 | 3 585 | 3 531 | 3 352 | 3 491 | 3 520 | 3 622 | 3 593 | 3 540 |

| 1962  | 1968  | 1975  | 1982  | 1990  | 1999  | 2006  | 2007  | 2012  |
| ----- | ----- | ----- | ----- | ----- | ----- | ----- | ----- | ----- |
| 3 655 | 3 832 | 4 172 | 4 862 | 4 916 | 5 542 | 5 566 | 5 571 | 5 662 |

| 2017  | 2022  | - | - | - | - | - | - | - |
| ----- | ----- | - | - | - | - | - | - | - |
| 5 652 | 5 777 | - | - | - | - | - | - | - |

#### Pyramide des âges
En 2018, le taux de personnes d'un âge inférieur à 30 ans s'élève à 32,8 %, soit en dessous de la moyenne départementale (35,9 %). À l'inverse, le taux de personnes d'âge supérieur à 60 ans est de 26,8 % la même année, alors qu'il est de 24,5 % au niveau départemental.
En 2018, la commune comptait 2 695 hommes pour 2 966 femmes, soit un taux de 52,39 % de femmes, légèrement supérieur au taux départemental (51,36 %).
Les pyramides des âges de la commune et du département s'établissent comme suit.
| Hommes | Classe d’âge | Femmes |
| ------ | ------------ | ------ |
| 0,4    | 90 ou +      | 2,3    |
| 7,1    | 75-89 ans    | 10,9   |
| 16,7   | 60-74 ans    | 15,9   |
| 23,2   | 45-59 ans    | 23,0   |
| 17,3   | 30-44 ans    | 17,4   |
| 17,6   | 15-29 ans    | 15,5   |
| 17,6   | 0-14 ans     | 15,1   |

| Hommes | Classe d’âge | Femmes |
| ------ | ------------ | ------ |
| 0,6    | 90 ou +      | 1,6    |
| 6,6    | 75-89 ans    | 8,7    |
| 16,2   | 60-74 ans    | 16,7   |
| 20,7   | 45-59 ans    | 20     |
| 19     | 30-44 ans    | 18,8   |
| 19,5   | 15-29 ans    | 18,5   |
| 17,5   | 0-14 ans     | 15,7   |

### Enseignement

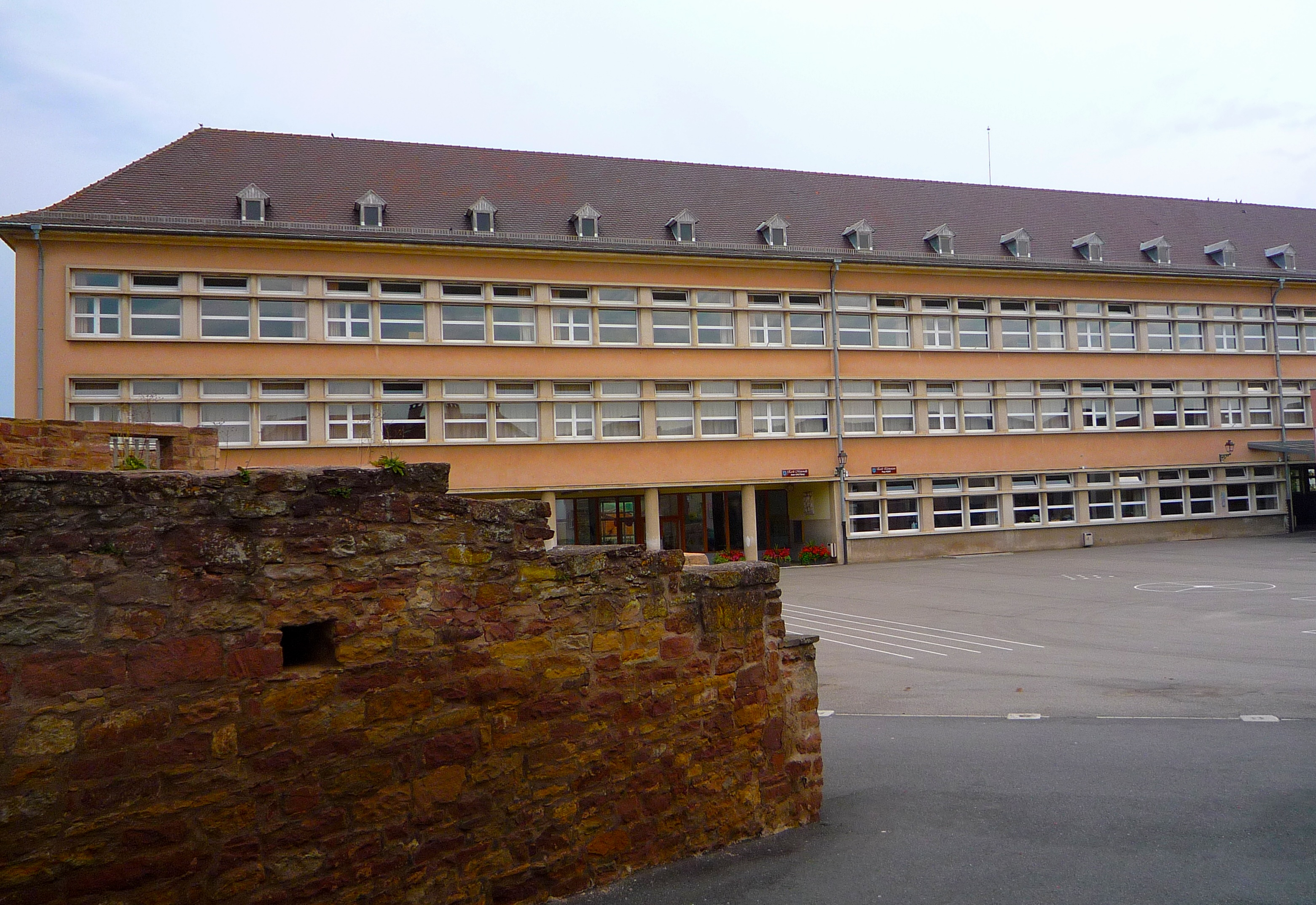
Le groupe scolaire Marcel-Pagnol, dans la cour du château en 2011.

Wasselonne est située dans l’académie de Strasbourg.
La ville administre deux écoles maternelles (Paul-Éluard 104 enfants et Jean-Cocteau - 127 enfants) et une école élémentaire (Paul-Fort - 351 enfants) communales. Ces trois écoles sont regroupées au sein du Groupe scolaire Marcel-Jost construit entre 1950 et 1953.
Le département gère un collège : le collège Marcel-Pagnol, de construction récente situé rue de Romanswiller. À la rentrée 2010/2011, ce collège accueillait 550 élèves répartis au sein de vingt classes : cinq classes de sixième (140 élèves), cinq classes de cinquième (139 élèves), cinq classes de quatrième (143 élèves) et cinq classes de troisième (128 élèves).
Une dizaine d’aires de jeux pour enfants sont réparties sur le ban communal.

### Manifestations culturelles et festivités
Le dynamisme des nombreuses associations contribue à la vitalité de la cité. Tout au long de l’année, des fêtes et manifestations se succèdent : soirées théâtrales, manifestations sportives, dîners dansants, concerts, accueil des touristes et vide-grenier. Un accent tout particulier est mis sur la décoration et l’illumination de la ville à l’approche des fêtes de fin d’année.
La quasi-totalité de ces associations se réunissent pour organiser la foire annuelle et ses festivités traditionnelles du Messti des Filous, remises à l’honneur depuis 2007 qui se déroulent le dernier dimanche d’août. Cette fête, attestée antérieurement à 1417, célèbre saint Laurent, patron de la commune.
La commune participe au concours de fleurissement de l’association Villes et villages fleuris de France, et s’est vu attribuer une fleur en 2011.
Le Slalom de la ville de Wasselonne, organisé par l’association sportive automobile Mulhouse Sud Alsace et le Club Alsace Motor, sous le patronage de la ville de Wasselonne est une épreuve régionale comptant pour la coupe de France de slaloms. Elle a lieu durant un week-end au mois de juin dans la zone Industrielle du Ried sur un parcours de 1 850 mètres. La course se déroule en une manche d’essais et trois manches de course.

### Santé

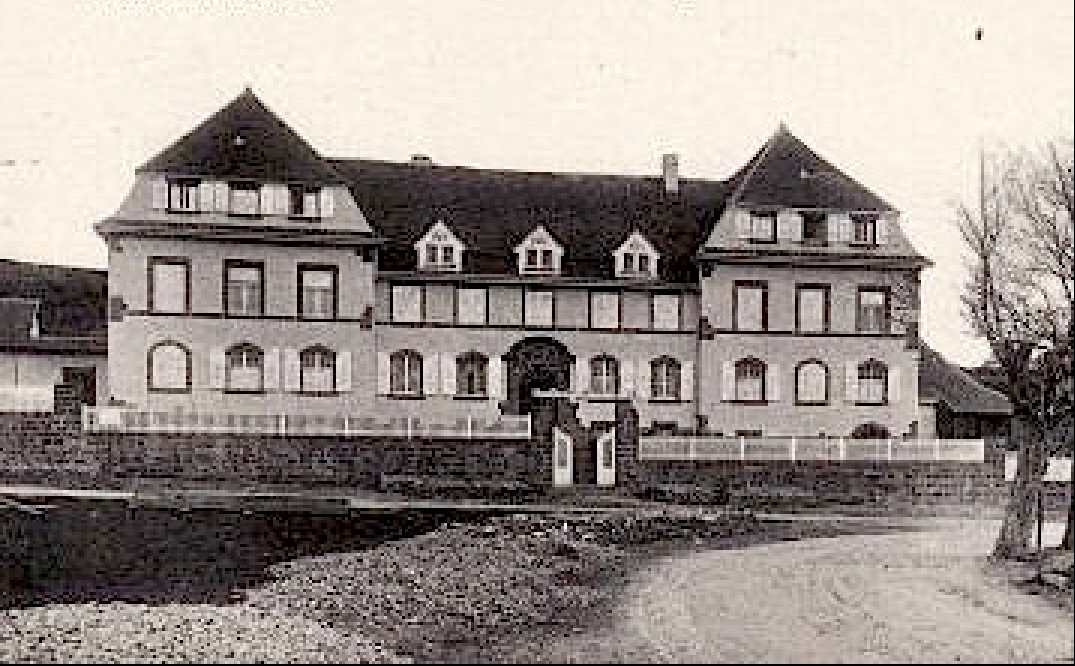
Le nouvel hôpital cantonal en 1910.

Dès le XVIIe siècle, Wasselonne est dotée un hôpital cantonal. En 1910, un nouveau bâtiment est construit. Il comprend 80 lits en 1964.
Depuis la fermeture de la maternité, les Wasselonnaises accouchent en général à Saverne ou à Strasbourg. L’hôpital de Saverne assure également les services d’hôpital général et d’urgences médicales.
Dans les années 2000, l’hôpital fait l’objet d’une réhabilitation totale. À cette même période, une aile supplémentaire est construite, ce qui porte sa capacité d’accueil à 106 lits.
Pour l'accueil du troisième âge, Wasselonne dispose de deux structures :
- l'hôpital centre de long et moyen séjour, établissement gériatrique public de santé ;
- la résidence René-Hug, spécialement étudiée pour accueillir des personnes âgées indépendantes, comprend 41 logements adaptés, essentiellement des studios proposés en location.

Le premier médecin qui s‘installe à Wasselonne est le docteur Chardaillet en 1817.
Il y a à Wasselonne intra muros de nombreux médecins généralistes et spécialistes, chirurgiens-dentistes, infirmières libérales, deux pharmacies ainsi qu’un laboratoire d’analyses médicales.

### Sports

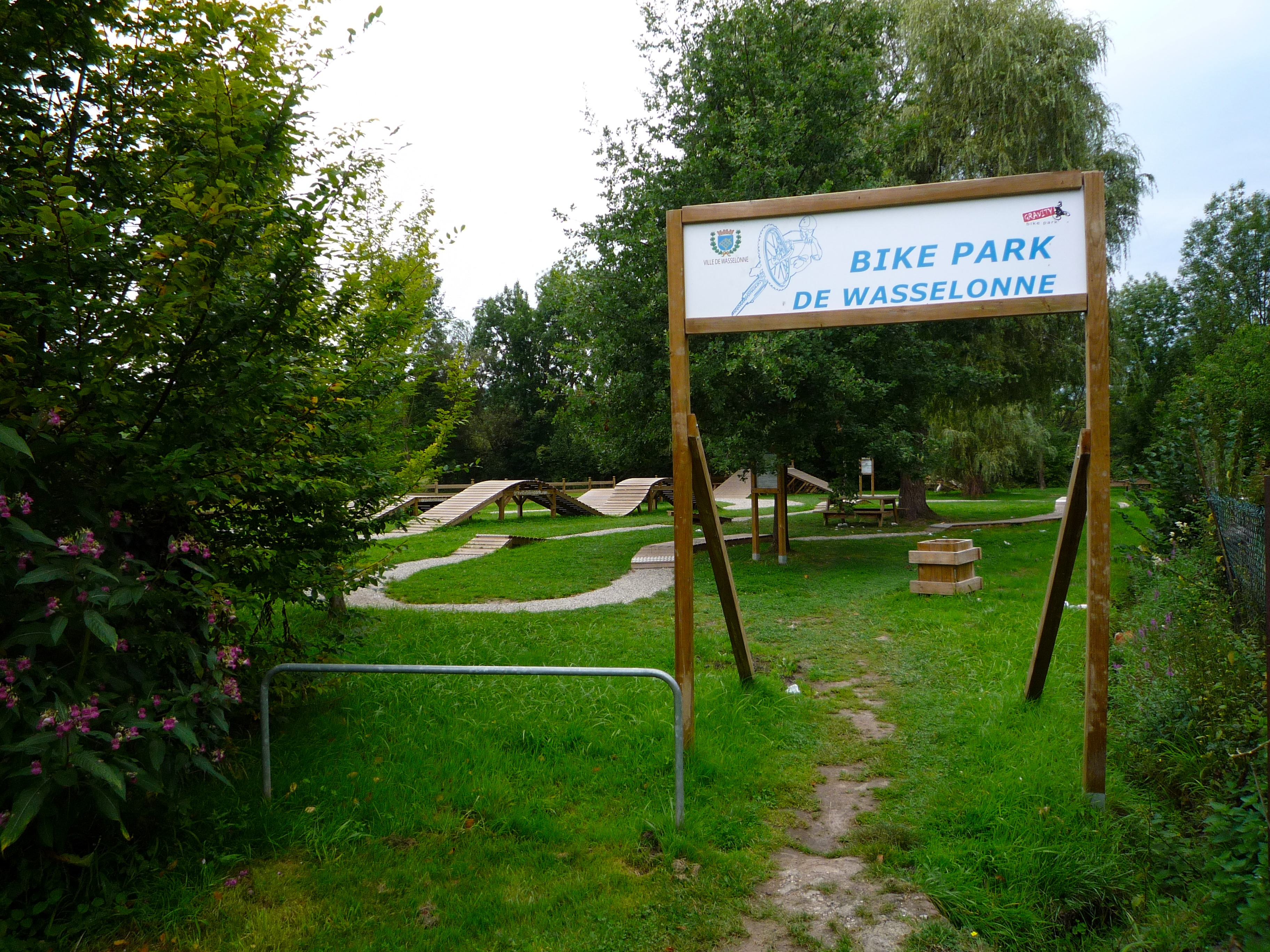
Le Bike Park.

La ville met à disposition de ses administrés des équipements sportifs et de loisirs adaptés à toutes les générations : salles de sports, stade, piscine couverte, dojo, courts de tennis, étang de pêche, parcours de santé, Bike et Roller Park, ainsi qu’un camping municipal ouvert toute l’année.
Le centre de loisirs de Wasselonne a été créé en 1965 par le docteur Robert Beck, alors maire de la ville.
L’AS Wasselonne est le club de football qui évolue cette année en D3 du Bas-Rhin.
Le club d’échecs de la Mossig fondé en 1987. Le club d’échecs de Scharrach-Irmstett s’est développé avec des joueurs venant des communes environnantes, de Wasselonne à Marlenheim. Il a pris le nom de la rivière Mossig qui traverse toutes ces communes. Depuis 1997, le club organise chaque année l’Open International d’Échecs de Wasselonne qui se tient au début du mois d’août.

### Médias

#### Journaux
- Le Ici Wasselonne est un journal municipal d’information. La section wasselonnaise de l’Association générale des familles du Bas-Rhin publie depuis 34 ans ce bulletin familial hebdomadaire distribué en 6 135 exemplaires dans quatorze communes dont Wasselonne : le Ici. Ce bulletin donne notamment les horaires des cultes catholiques et protestants, les anniversaires des personnes âgées, les dates des manifestations culturelles, des extraits de délibérations de conseils municipaux, des petites annonces pour des expositions temporaires, et le mot du Maire de Wasselonne[97]. À cela il faut rajouter le menu de la cantine de Wasselonne, les horaires de la piscine, ou d’autres infos pratiques. En quatrième de couverture se trouvent toujours les permanences et adresses d’urgence des corps médicaux.
- Les actualités locales sont publiées dans les éditions des quotidiens Dernières Nouvelles d'Alsace et L'Alsace.

#### Sites internet
Les citoyens peuvent également trouver des informations sur le site internet de la commune.

### Cultes

#### Église catholique Saint-Jean-Bosco

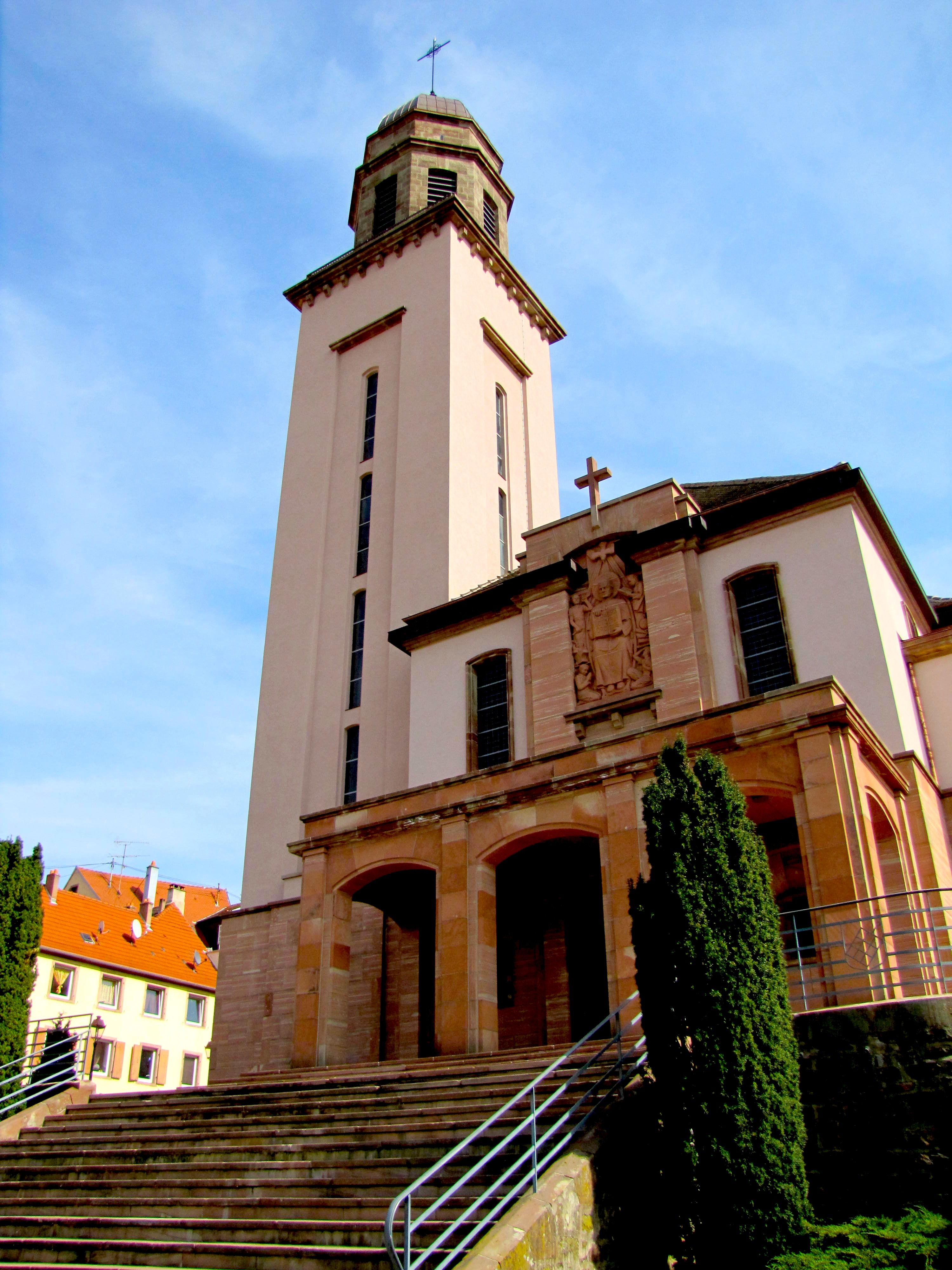
Wasselonne, l’église catholique Saint-Jean-Bosco, bénie en 1941.

Le projet de construction d’une église catholique débute en 1897 par l’acquisition du terrain de construction pour la somme de 32 000 Marks.
Les travaux interrompus par la Première Guerre mondiale, ne peuvent reprendre après les hostilités, pour cause de crédits insuffisants.
Le 13 juin 1937, le conseil de fabrique décide la reprise des travaux, et un an après, le 5 juin 1938, monseigneur Charles Ruch, bénit et pose la première pierre. Le recteur Antoine Gébus, grâce à son énergie, réussit à faire terminer les travaux malgré les difficultés dues à la Seconde Guerre mondiale. Le 2 juin 1941, c’est la bénédiction de la nouvelle église par Théodore Douvier, vicaire général du diocèse, et l’ouverture d’un pèlerinage à saint Jean Bosco. C’est la fin de cent quatre-vingt-dix années de simultaneum. En raison de l’Occupation, la consécration de l’église par Jean-Julien Weber}, évêque de Strasbourg n’aura lieu que le 26 mai 1947.
L’église fait l’objet en 2010 d’importants travaux de ravalement et la toiture fut remplacée. En 2019, une restauration intérieure fut effectuée.
En 2011, la communauté catholique est estimée par son curé, le père René Beller, à 3 500 âmes environ.
L'église est typique de l'art sacré en vogue dans les années 1940. L'orgue construit en 1933 par Edmond Alexandre Roethinger pour l'Institut Saint-Joseph de Neufgrange, fut installé à Wasselonne en 1940 par le facteur Ernest Muhleisen.

#### L'église luthérienne Saint-Laurent

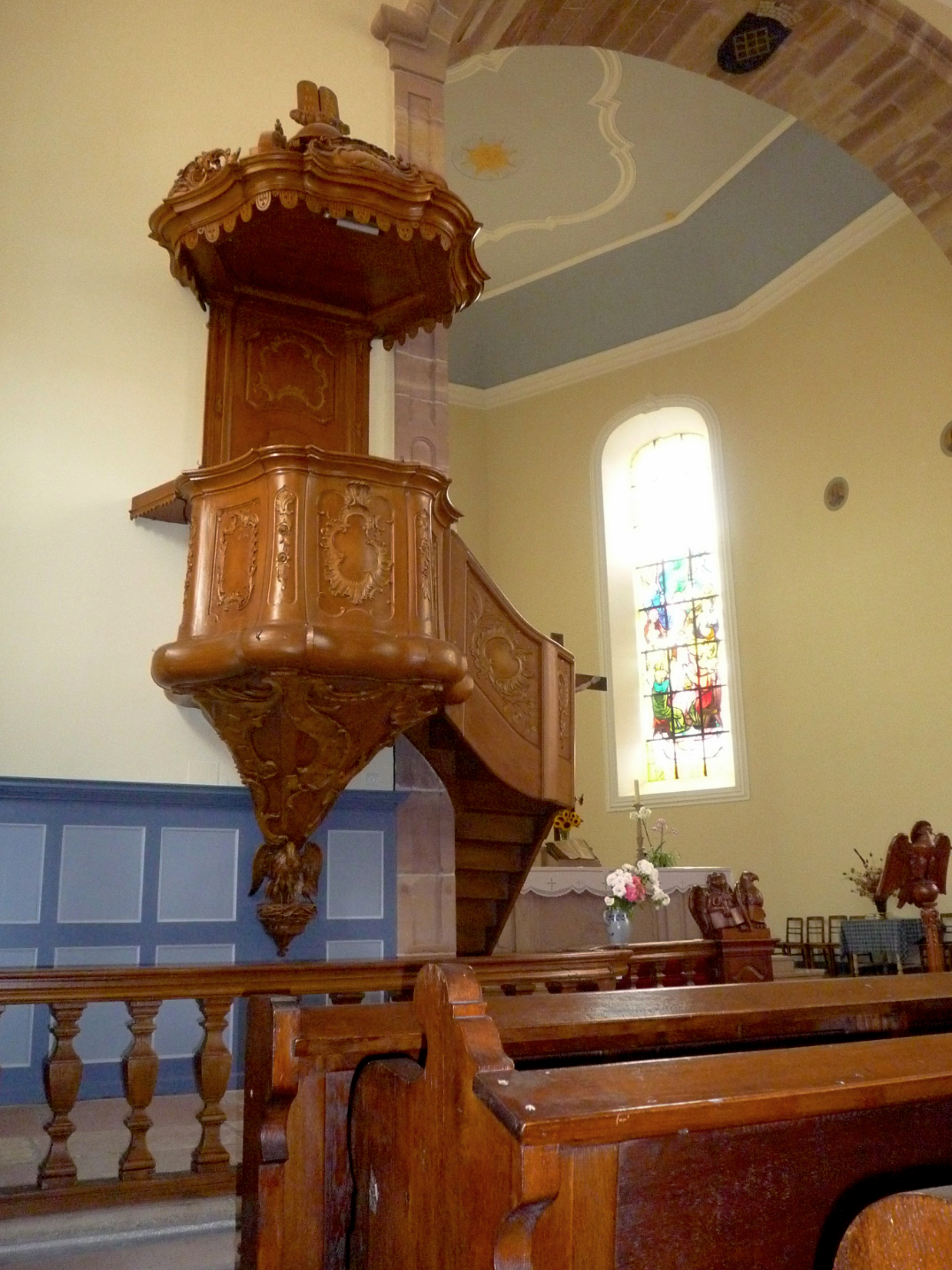
Wasselonne, la chaire de l'église protestante Saint-Laurent.

En 1496, Strasbourg acquit Wasselonne, ce point stratégique, situé à la sortie du Kronthal et à 25 km de la capitale alsacienne. Wasselonne suivra longtemps l'évolution historique de la ville libre. En décembre 1524, peu de temps après les premiers frémissements de la Réforme à Strasbourg, les responsables du bourg demandent au magistrat un prédicateur évangélique. Andreas Keller-Cellarius sera son premier pasteur à partir de 1525 et Wasselonne passe à la Réforme. Après l'annexion au royaume de France, l'ancienne église deviendra simultanée en 1686.
En 1757, après sa démolition, la nouvelle église Saint-Laurent, construite de concert par les deux cultes en style baroque, fut achevée.
Le pasteur Jean Wendling de Wasselonne estime en 2011 sa communauté à 1 000 paroissiens. La paroisse organise la tenue du culte à l’église et à la maison de retraite, les cours de catéchisme hebdomadaires aux enfants, un ouvroir pour les dames. Un groupe musical anime avec les jeunes un culte mensuel.
Le groupement de paroisses édite tous les deux mois un petit journal illustré en couleurs, Le nouveau Messager, qui détaille pour l'ensemble du secteur les activités à venir.

#### Culte protestant évangélique
Ce mouvement évangélique qui insiste particulièrement sur le Saint-Esprit et son action dans le croyant, a ses racines historiques alsaciennes à Wasselonne. En février 1930 y fut organisée la toute première réunion pentecôtiste. Au cours de l'été 1933 auront lieu dans l’eau de la Mossig les premiers rebaptêmes, ce qui suscita alors quelques remous dans la population. Après une longue éclipse, le pentecôtisme reprendra pied à Wasselonne à la fin du XXe siècle[réf. nécessaire].

#### Culte israélite
La communauté israélite de Wasselonne fut formée dans la seconde moitié du XIXe siècle.
Le premier juif à habiter à Wasselonne intra muros est Benoît Neymann, un fabricant de pain azyme qui logeait sur la Brunngasse avec sa famille.
Pour assurer son culte public, elle loua en 1890, un local aménagé en oratoire dans l’actuelle Caisse d’épargne. En 1910, elle compte 67 membres.
La communauté se développe après la Première Guerre mondiale. l’oratoire devenu trop exigu, un nouvel oratoire est alors aménagé dans l’immeuble de l’ancien café Best situé cour du Château aujourd’hui disparu et inauguré en 1924. En 1936, on recensait 79 juifs à Wasselonne. Après la Seconde Guerre mondiale, la communauté compte une cinquantaine de membres et se réunit dans des maisons particulières, à l’exception des fêtes de Yom Kippour et Roch Hachana, où elle louait une salle au restaurant l’Étoile, sur la place de la mairie.
Une petite synagogue est enfin construite par l’architecte René Heller sous la présidence de René Neymann et inaugurée en 1960 sur un terrain cédé par la ville, rue de la Poste. Elle est décorée d’une grande verrière du maître-verrier Tristan Ruhlmann. C’est l’unique synagogue rurale construite après la guerre en Alsace. Elle n’est aujourd’hui plus utilisée que pour certaines fêtes lorsqu’il est possible de réunir le quorum de dix hommes nécessaire aux célébrations.

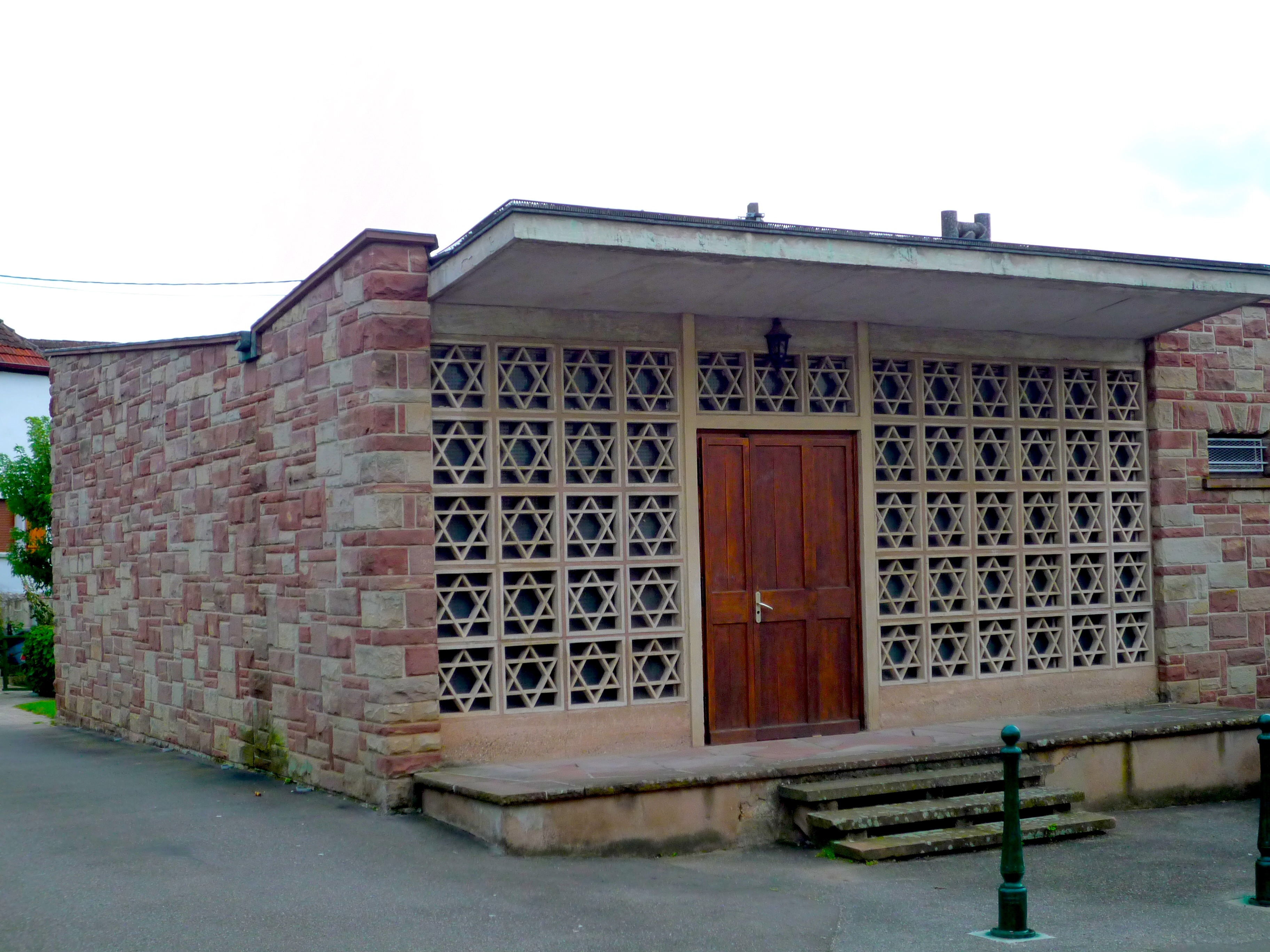
Vue de droite.
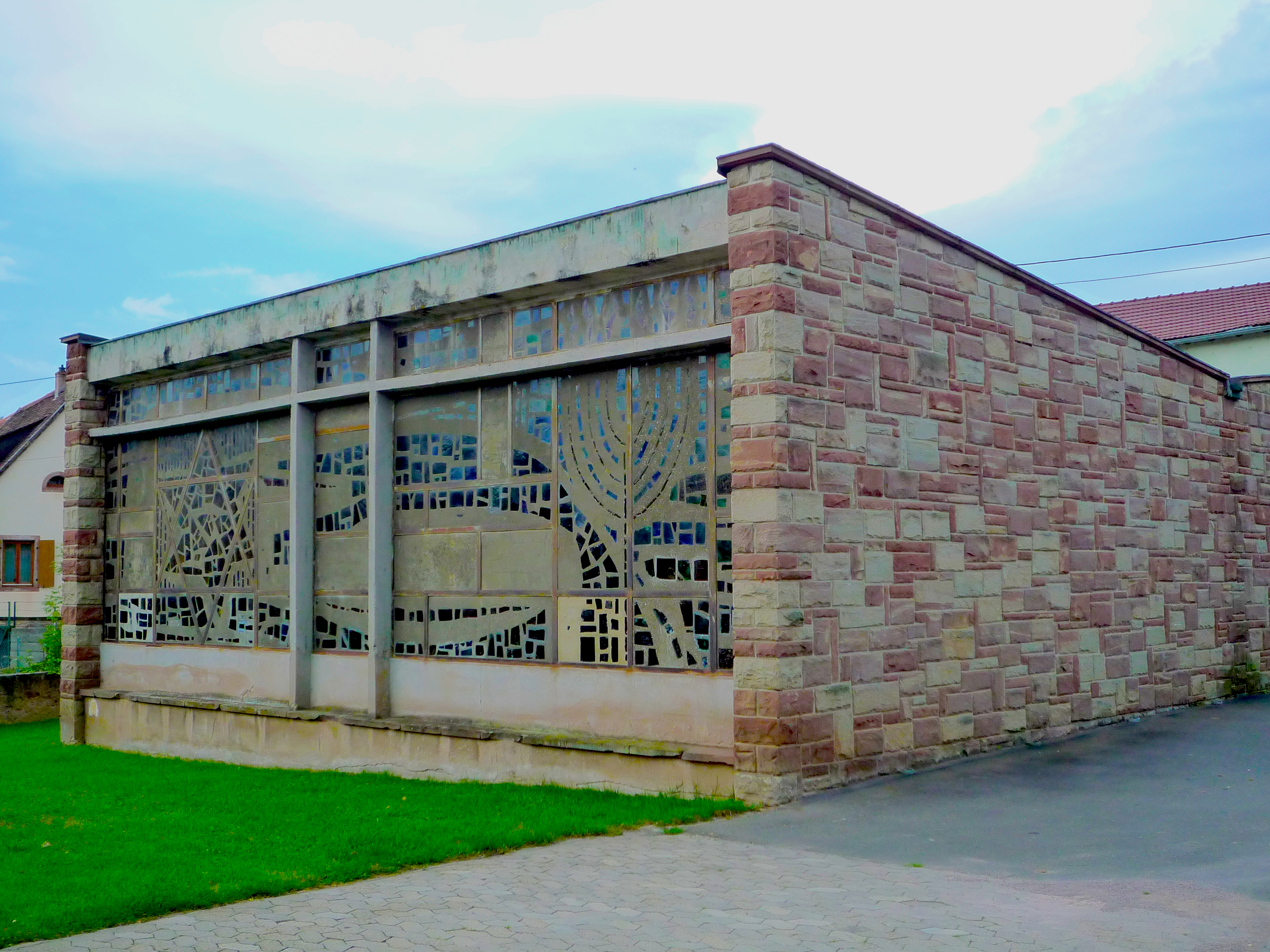
Vue de gauche.

#### Culte musulman

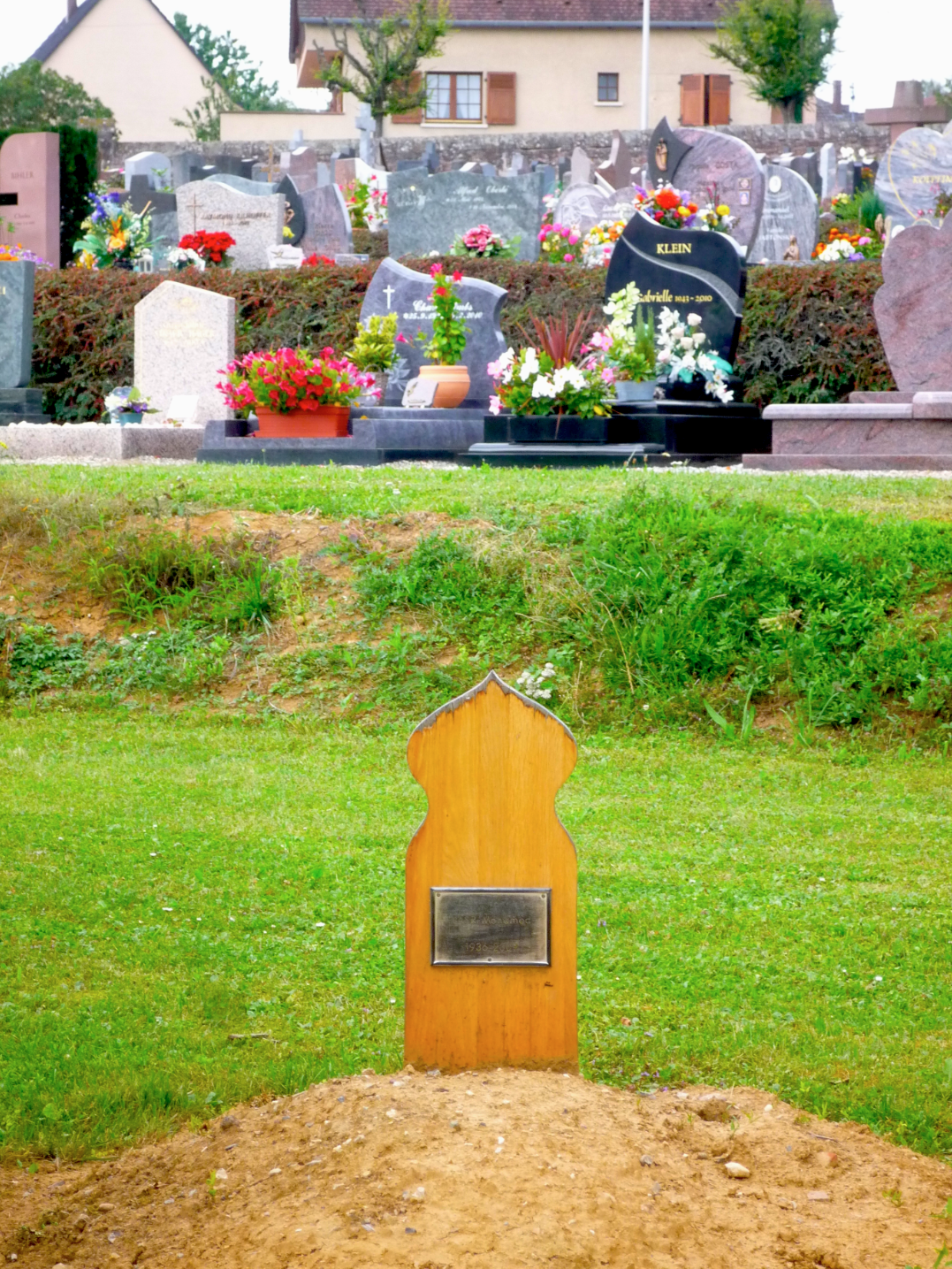
Le carré musulman.

Il n'y a pas de mosquée à Wasselonne, mais un carré musulman a été provisoirement ouvert sur le terrain du cimetière catholique depuis 1999.
Pour faire face à la saturation des deux cimetières historiques de Wasselonne, un nouveau cimetière communal comportant un carré musulman est réalisé route de Westhoffen, à proximité du cimetière protestant. En 2013, une étude est lancée pour une extension du cimetière catholique rue de Zehnacker.

## Économie

### Revenus de la population et fiscalité
En 2008, le revenu fiscal médian par ménage était de 18 321 €, ce qui plaçait Wasselonne au 11 397e rang parmi les 31 604 communes de plus de 50 ménages en métropole.
Le revenu net déclaré moyen par foyer fiscal en 2008 était de 22 253 €.

### Emploi
Selon les résultats du recensement de 2008, la population active (15-64 ans) de la commune compte 2 682 personnes, soit 75 %, ce taux est de 73,1 % au niveau départemental. Les 15-64 ans représentent 5,8 % de chômeurs, 69,2 % de personnes ayant un emploi et 25,0 % d'inactifs. Les inactifs se répartissent de la façon suivante : les retraités ou préretraités représentent 8,8 % de la population active, les scolarisés 8,2 %, les autres inactifs 8,1 %.
Répartition des plus de 15 ans selon le secteur d'activité en 2008
|                                 | Agriculture | Industrie | Construction | Commerce | Services |
| ------------------------------- | ----------- | --------- | ------------ | -------- | -------- |
| Wasselonne                      | 0,3 %       | 29,2 %    | 7,7 %        | 41,0 %   | 2, 8 %   |
| Comparaison avec le département | 1,6 %       | 18,4 %    | 6,7 %        | 44,7 %   | 28,7 %   |
| Sources des données : INSEE,    |             |           |              |          |          |

En 2008, le taux de chômage à Wasselonne était de 7,7 %. En août 2011, le bassin d'emplois de Molsheim-Schirmeck, dont fait partie Wasselonne, avait le taux de chômage le plus faible d'Alsace : 5,6 %. Ce bassin d'emplois se situe juste derrière celui de Wissembourg, qui affiche un taux de chômage de 6,2 %.
Au 31 décembre 2010, les demandeurs d'emploi de catégorie ABC étaient 336, dont 214 de catégorie A.

### Entreprises et commerces

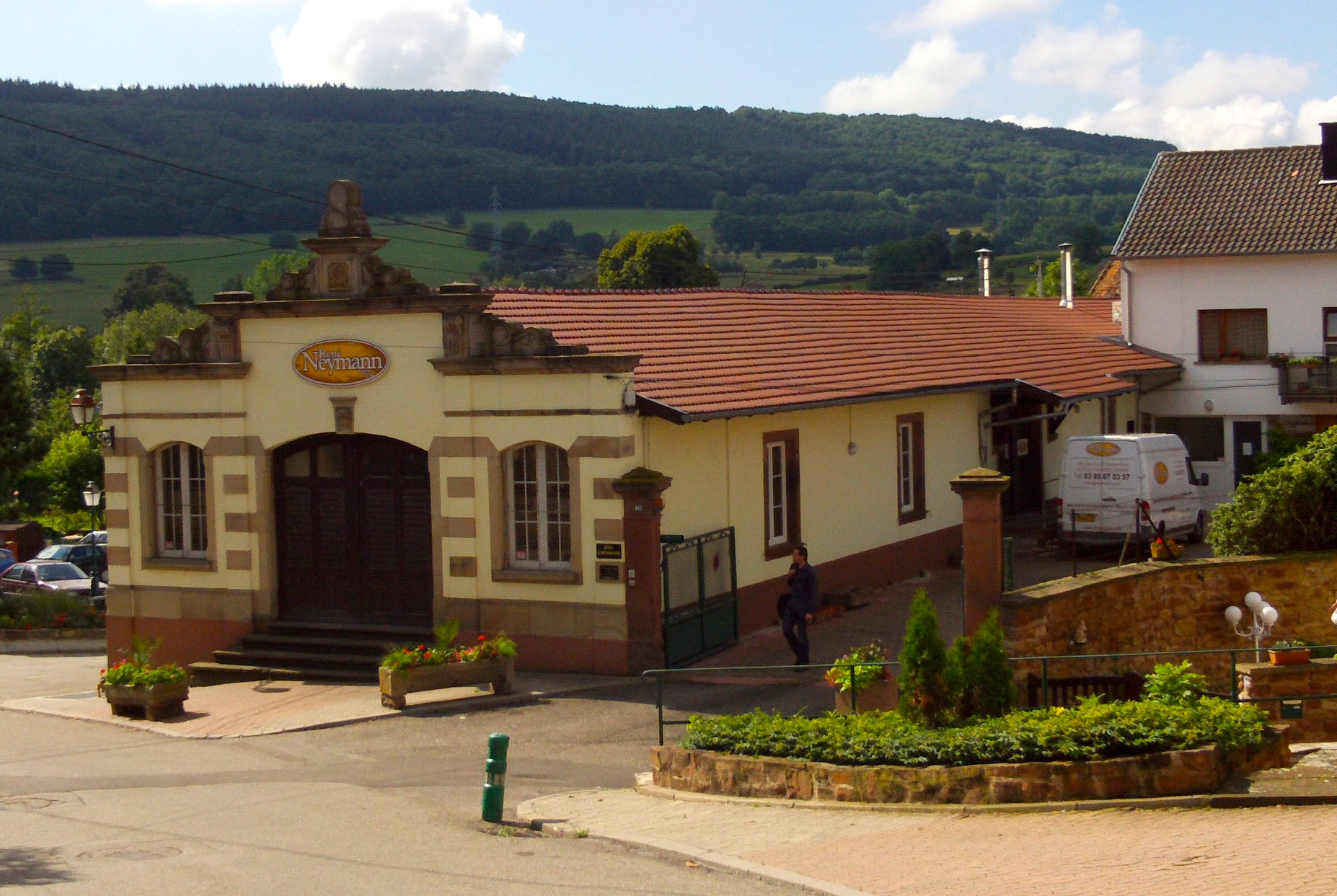
L’unité principale des établissements René Neymann à Wasselonne.

Wasselonne est un centre commercial et artisanal très actif offrant notamment dans son centre-ville des boulangeries-pâtisseries, coiffeurs, nombreux petits restaurants de toutes traditions culinaires, fleuristes, quincailliers, droguiste, maison de la presse, etc.
La grande distribution et en premier lieu l’enseigne régionale de l’Union des coopérateurs d’Alsace, Coop est implantée au centre de Wasselonne et connue depuis le début du XXe siècle sous l’enseigne Coopé. Elle sera rejointe dans les années 1980 par Match et ED. Un grand marché hebdomadaire est organisé depuis le Moyen Âge tous les lundis.
Le centre-ville propose une offre de services diversifiée : bureau de poste, commerces, banques, écoles, restaurants, hôtel, chambres d’hôtes, avocats, médecins, pharmaciens, halte-garderie, auto-écoles, agences immobilières. Il y a à Wasselonne deux charges de notaires et une étude d’huissier de justice.
La ville reste un centre industriel dynamique. Il fut le siège de l’entreprise Amos, un des plus importants employeurs de la cité, qui fut la plus ancienne usine de chaussons et pantoufles de France. Cette dernière a déposé le bilan en 1987.
De nos jours, de nombreuses entreprises historiques, comme le fabricant de pain azyme René Neymann qui a fait connaître la ville en apposant sur ses emballages la mention « Les Matzot de Wasselonne », ou d'autres plus récentes, comme l’entreprise de construction Paul Weiss, fondée en 1956, l’imprimerie Ott, ou encore Yoghoustra sont toujours en activité.
À partir des années 1980, plusieurs zones d’activités industrielles et artisanales se sont développées sur le banc communal :
- Le parc d’activités économiques des Coteaux de la Mossig sur lequel un hôtel d’entreprises a été inauguré à Wasselonne le 1er avril 2007. Composée de six cellules de 200 m2 et disposant d’installations aux normes et adaptables pour tous types d’activité, cette structure a pour but d’accueillir les « bébés entreprises », aux abords directs de la D 1004 ;
- Le parc d’activités économiques Les Pins également en bordure de la D 1004 ;
- La zone d’activités du Ried, près du Kronthal ;
- La zone d’activités Les Platanes, sur la route de Coswiller.

En 2014, après 10 ans d'études et de demandes, la zone commerciale Les Terrasses, route de Hohengœft, ouvre ses portes.

## Culture locale et patrimoine

### Lieux et monuments

#### Le château de Wasselonne
Au Moyen Âge, Wasselonne était défendu par un château fort flanqué de vingt-sept tours, un des plus importants de Basse Alsace. Il n’en reste que la porte d’entrée surmontée d’une tour carrée, l’ancienne demeure du bailli, quelques pans de murs d’enceinte ainsi que la base d’une tour ronde. Flanquée de deux tourelles rondes, la porte a été surélevée en 1789 par une tour carrée, afin de remplacer la tour de guet se trouvant au centre du château et détruite en 1674. La partie inférieure comportait le logement du gardien et des cellules pour prisonniers. Une meurtrière au-dessus de la voûte de la porte d'entrée est fermée par une pierre de taille cylindrique que l’on peut faire pivoter facilement. En dessous, un cadre comportait les armoiries du seigneur local, armoiries qui furent martelées lors de la Révolution française.

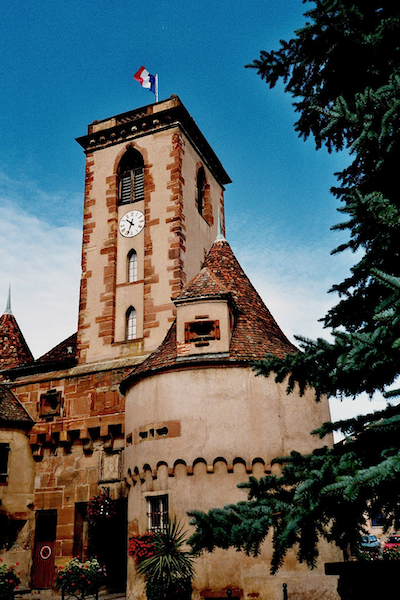
La tour du château reconstruite au XVIIIe siècle.
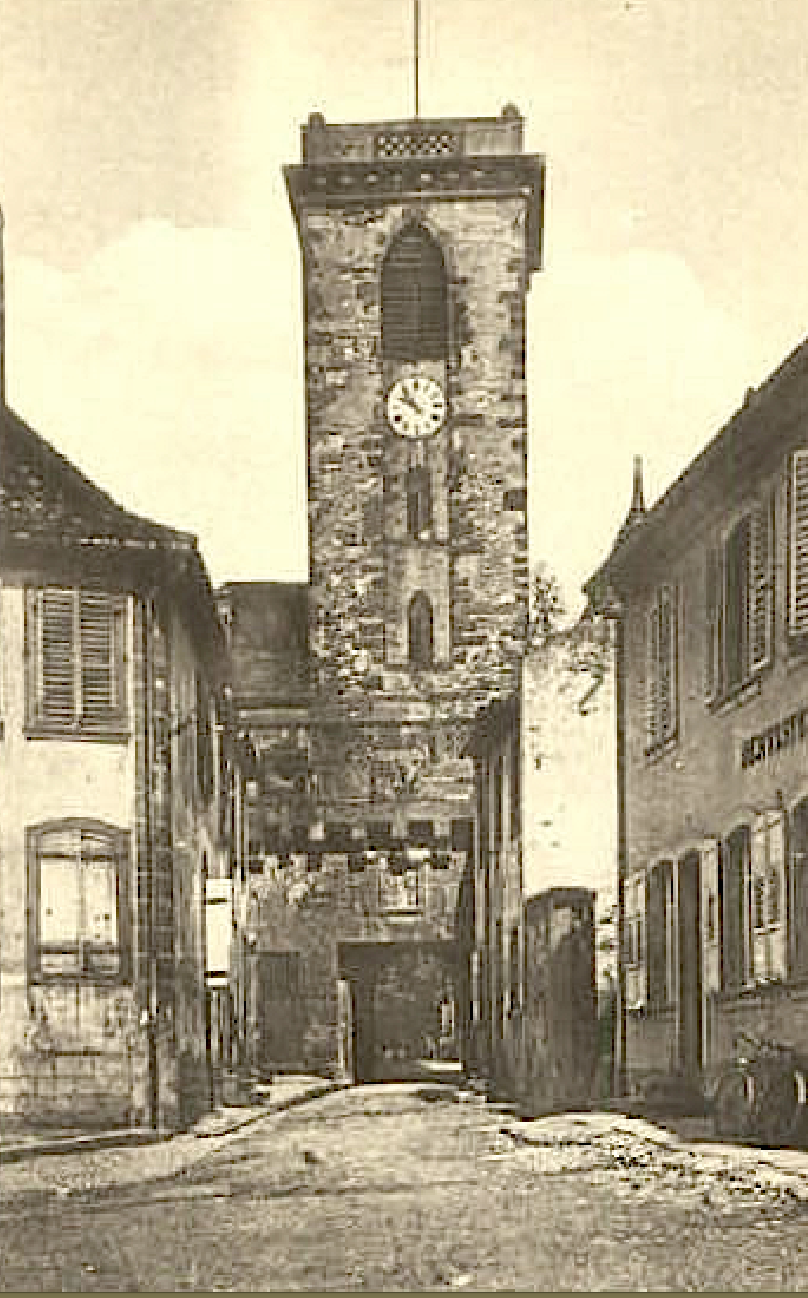
La tour de l'ancien château vers 1900.
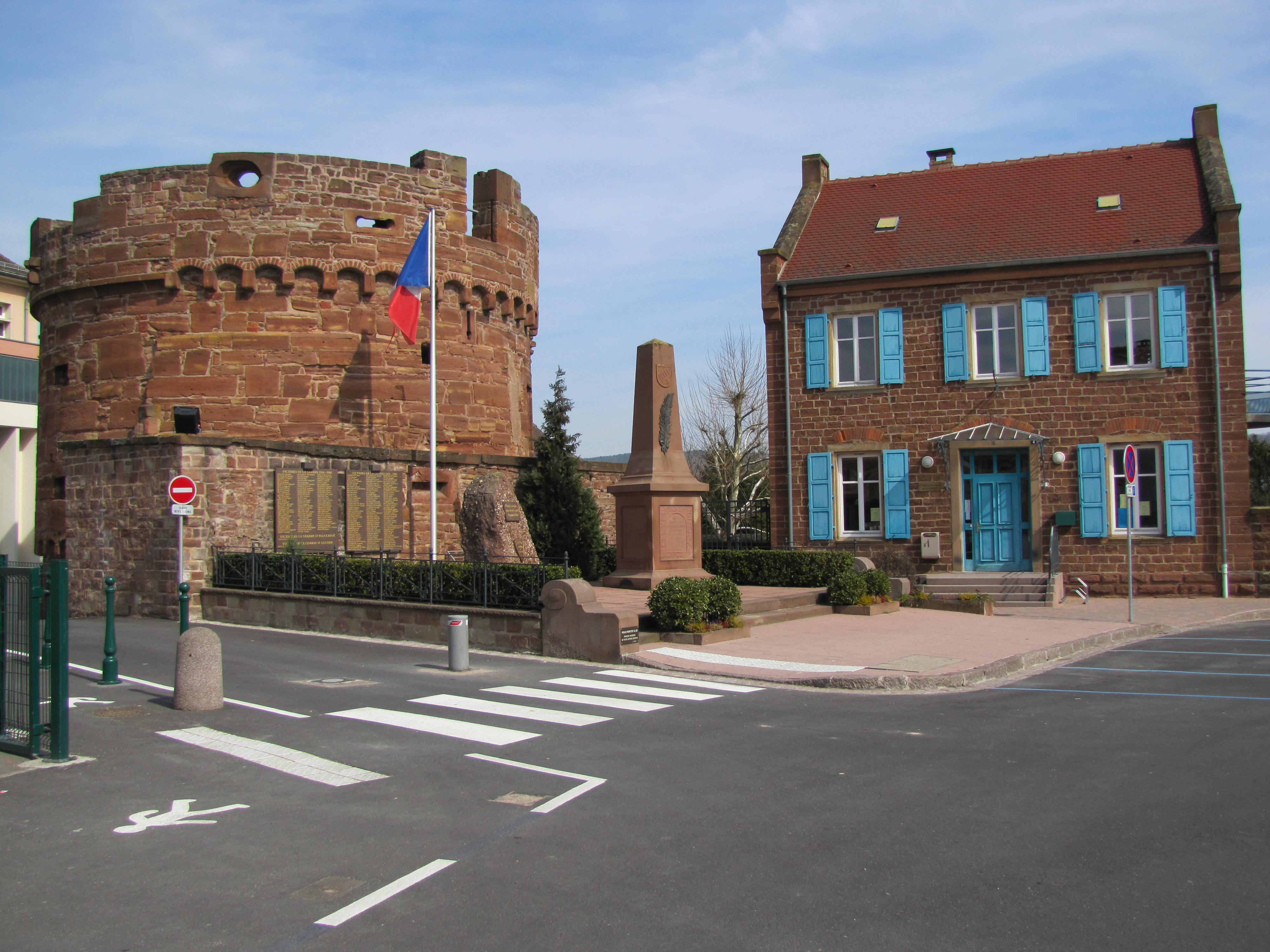
Ruines de la tour ronde de l’ancien château.
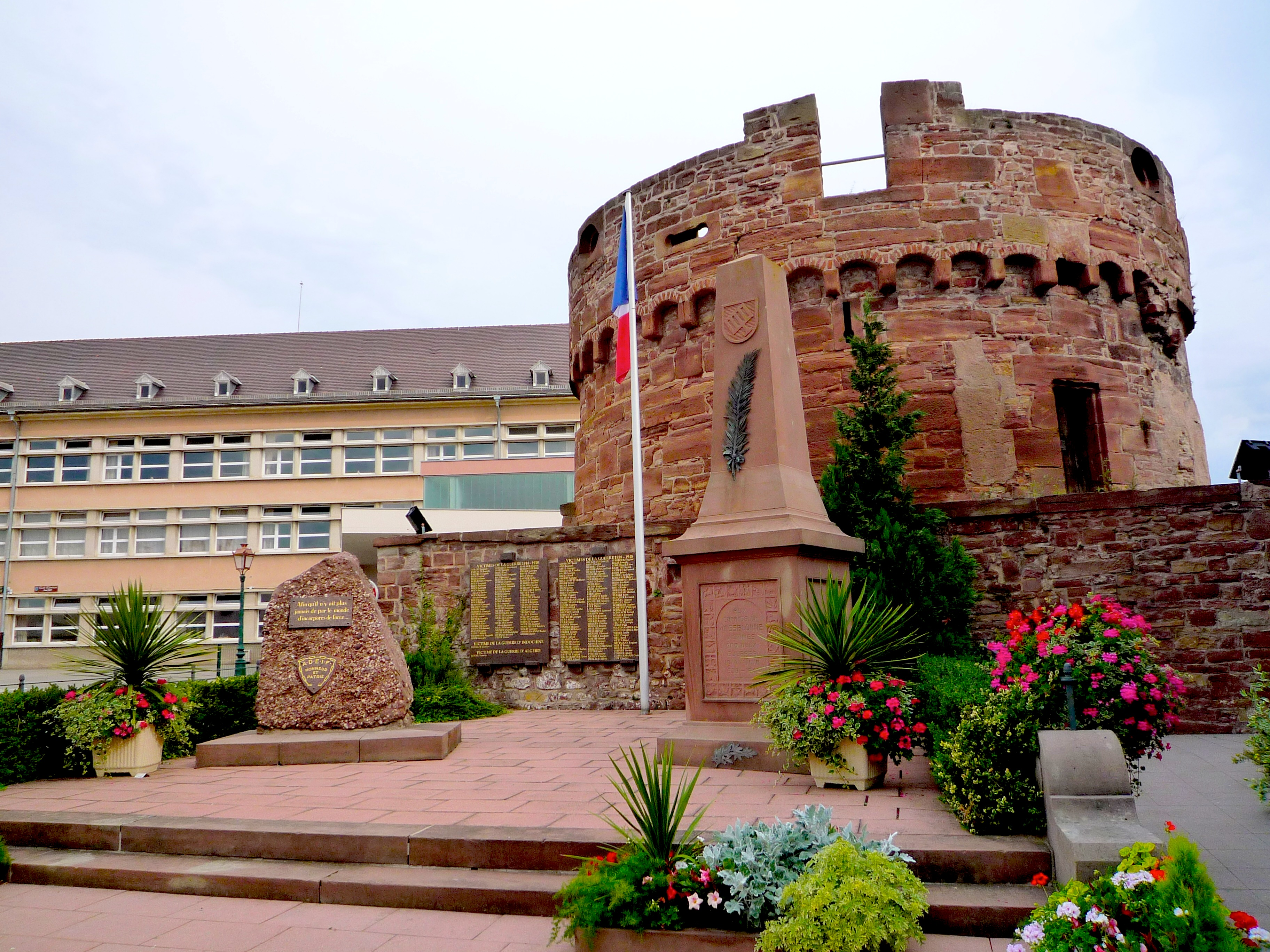
Le monument aux morts dans la cour de l’ancien château, août 2011.
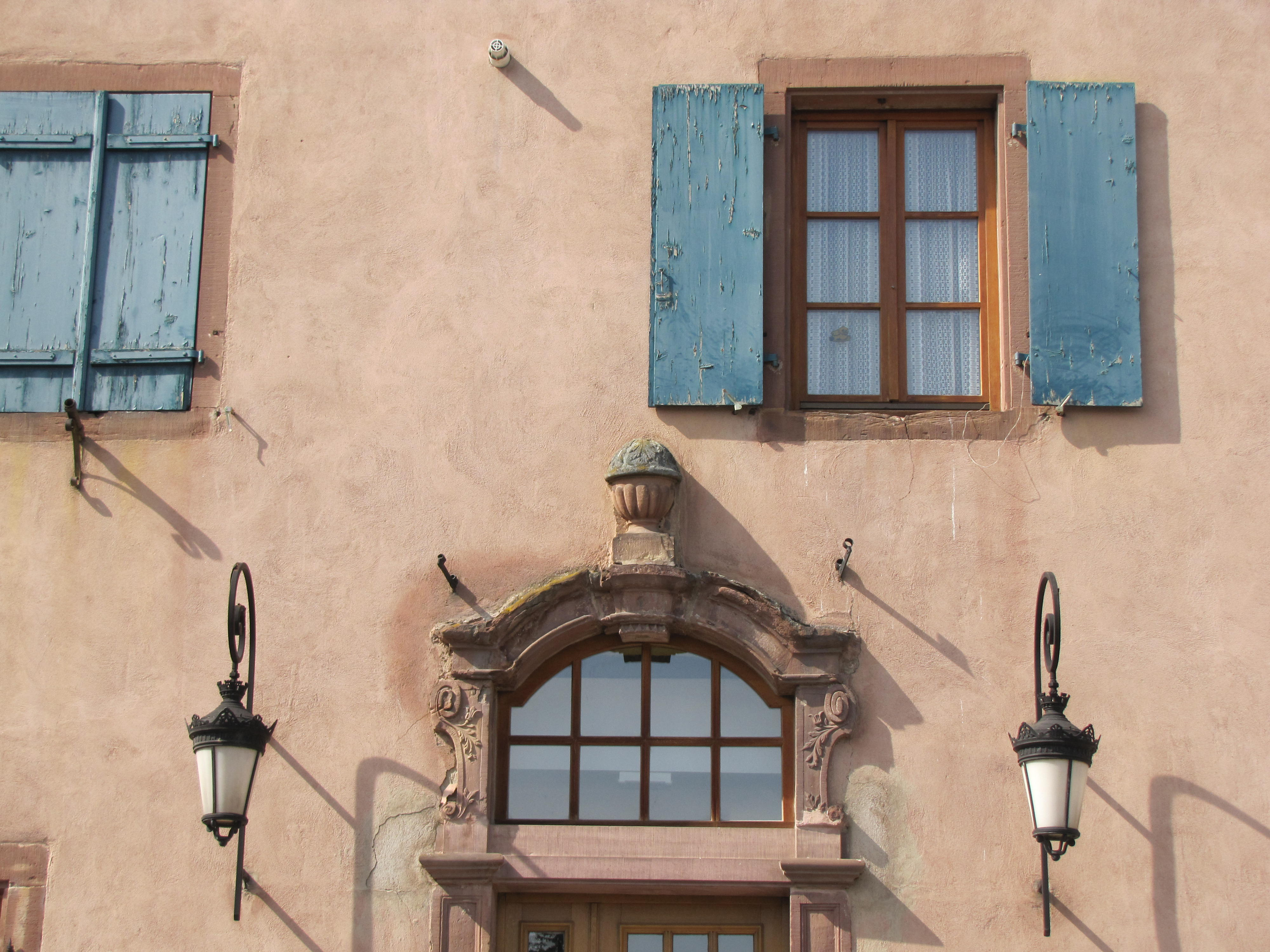
Résidence de la comtesse von Dahn dans la cour du château.

#### L’église protestante Saint-Laurent

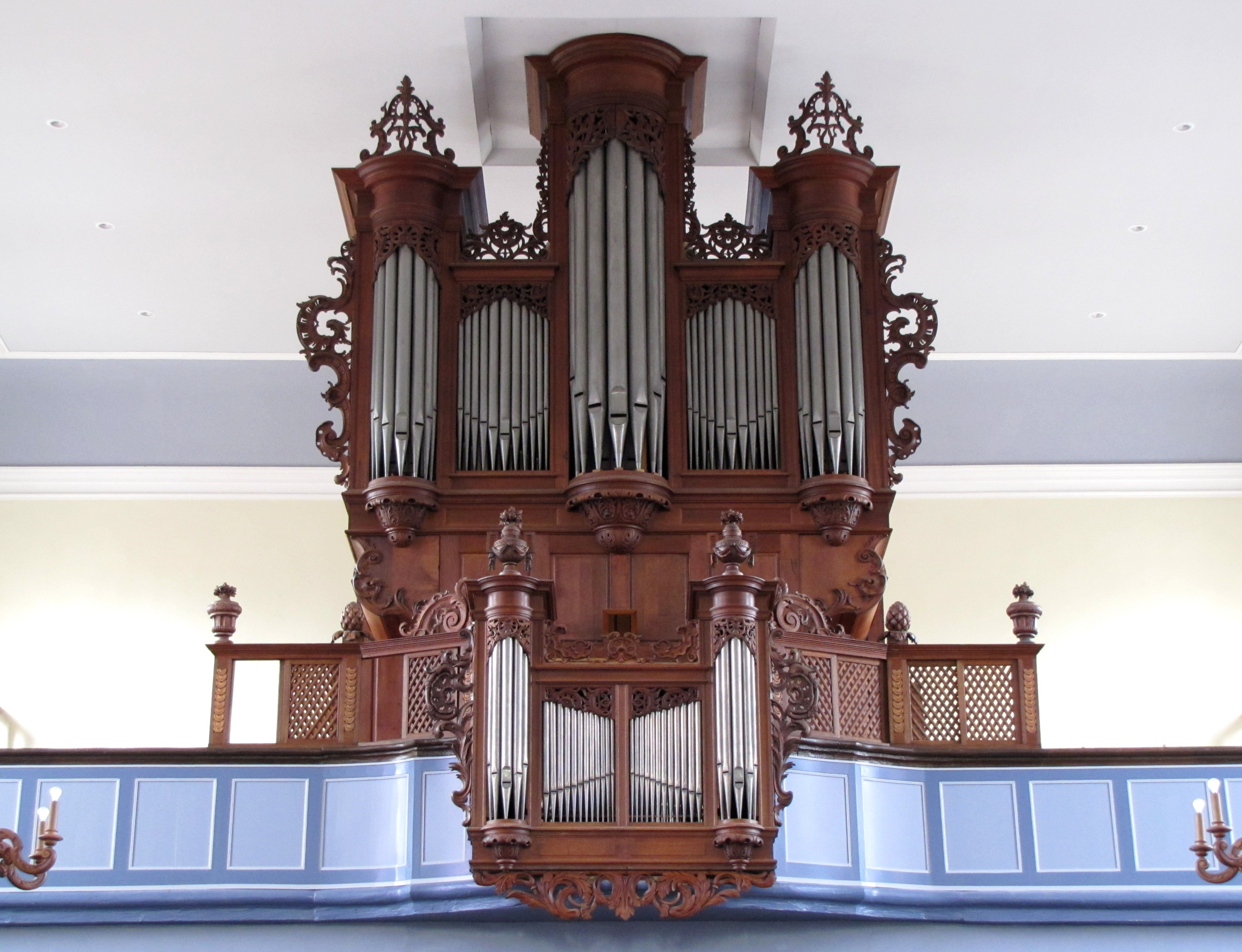
Wasselonne l’orgue de Jean-André Silbermann, 1745.

Dans le lieu de culte resté protestant (place du Général-Leclerc) est conservée l'ancienne chaire de style rocaille, réalisée en bois de chêne. Au-dessus de l'abat-voix sont placées les deux tables de la loi qui rappellent les dix commandements. Sous la chaire se trouve un pélican sculpté, qui est symbole du sacrifice du Christ qui s'est offert jusqu'à la mort pour que ses enfants vivent.
L'ancien autel protestant de l'église simultanée a trouvé désormais placé dans la chapelle à l'entrée de l'église. Réalisé en 1820, il est décoré aux quatre angles par les têtes des évangélistes et sur les côtés par une patène avec des hosties ainsi que des épis de blé et une coupe avec des rameaux de vigne, éléments qui rappellent la communion de la sainte cène. Sur la face avant, sur une Bible ouverte, se trouve l'inscription « Herr, dein Evangelium bleibt in Ewigkeit » (Seigneur, ton Évangile demeure à jamais).
Les vitraux de la nef, du XIXe siècle, représentent l'apôtre Pierre avec la Bible et la clef, et l’apôtre Paul avec la Bible et l’épée tranchante de la parole de Dieu.
Dans le chœur ont été ajoutés en 1974 des vitraux modernes qui rappellent Noël (la naissance), Pâques (la résurrection de Jésus), Pentecôte (le don du Saint Esprit, début de l'église). Jusqu'en 1974, le vitrail central était muré à cause de la célébration de la messe, du temps ou l'église était simultanée[réf. nécessaire].
Elle abrite aussi un magnifique orgue de Jean-André Silbermann à 30 jeux,,. Construit en 1745 et placé à l’origine aux dominicains de Guebwiller. Vendu comme bien national après la Révolution française, il fut acheté par la commune de Wasselonne en 1791 et installé par le Facteur Johann-Peter Toussaint. En 1823, il y eut des modifications faites par Joseph Stiehr. La soufflerie fut renouvelée et l'ancienne fut réutilisée pour le village voisin à Romanswiller.
En 1842, il y eut un projet de reconstruction de l'instrument qui fut refusé par l'architecte Morin à cause de sa valeur : « [Je crois devoir répéter que] l'instrument dont il s'agit est d'un excellent facteur, de Silbermann, si je ne me trompe, que cet artiste n'a pas été dépassé depuis, et que les jeux d'un semblable instrument ne doivent pas être modifiés suivant le goût d'une époque ou d'un organiste. ». En 1849, l'orgue fut modifié par les Fréres Stiehr.
En plus du changement de certains jeux, le buffet du Grand orgue fut reculé de 2,40 m pour « améliorer la vision de l'organiste ».
Il y eut un Relevage, par Emile Wetzel, 1875, puis en 1894. L'orgue fut ensuite entretenu tout au long du XXe siècle par Ernest Muhleisen qui pneumatisa la pédale en 1949 sous les conseils du compositeur-organiste et pasteur Jean Muller, natif de Wasselonne. Ce dernier, élève de Max Reger, composa une suite de Préludes de chorals luthériens.
Classé monument historique depuis le 15 novembre 1972, c'est l'un des mieux conservés d’Alsace. Il est, depuis sa restauration par Gaston Kern en 1992, toujours en service.
Depuis, les trois soufflets cunéiformes ont été reconstruits en 2010 par Jean-Christian Guerrier.
En 2016, la maison Muhleisen a effectué un relevage très complet : à cette occasion, un sommier supplémentaire neuf a été disposé derrière le sommier Silbermann de pédale. Reprenant les chapes et les registres de Stiehr mais alimenté par un porte-vent bien dimensionné, il permet dorénavant une bonne alimentation de la Bombarde et du Prestant.

#### Le cimetière protestant de Wasselonne
À l'entrée, une pierre de 1574 porte l'inscription latine, témoin de sagesse populaire : « Vos qui transitis memores nostri quoque sitis. Quod sumus hoc eritis, fuimus quandoque quod estis » (Vous qui passez, souvenez-vous aussi de nous. Ce que nous sommes, vous le serez, ce que vous êtes, nous l'avons été).
D’un côté du cimetière se trouve une remarquable chaire pastorale construite sur un plan hexagonal en 1673. Sur les murs sont immortalisés dans la pierre les noms des notables de l’époque, dont celui du pasteur Magister Wolfgang Paulus Gnilius (1627-1675). Sur une des faces est reproduit un verset du livre de l’Apocalypse 14, 13 : « Selig sind die Toten, die in dem Herren sterben von nun an. Sie ruhen von ihrer Arbeit » (Heureux dès à présent ceux qui sont morts dans le Seigneur. Ils se reposent de leurs labeurs). 
Au milieu de nombreuses tombes intéressantes se trouve celle de Charles Blaesius et de son épouse. Ce pasteur était en service à Wasselonne pendant 40 ans, jusqu’à sa mort en 1863. Le monument funéraire porte une grande croix en grès, sous laquelle est placée une Bible ouverte.

#### L’église catholiqueSaint-Jean-Bosco
Elle fut édifiée entre 1938 et 1941. Autrefois, catholiques et protestants se partageaient l’usage de l’église Saint-Laurent, aujourd’hui réservée au culte protestant à Wasselonne. La nouvelle église, située rue de Cosswiller, est due à l’architecte Muller de Colmar. La première pierre porte la date de 1938. L’église fut consacrée le 2 juin 1941. Elle est en béton recouvert d'un parement en grès rose en façade, au niveau des entrées et à la base du clocher. Un grand bas-relief représentant saint Jean Bosco surmonte le grand porche central.

#### L’hôtel de ville
Les plans de la « Halle aux blés » sont signés par l’architecte Charles Alexandre François Morin en 1848. Les travaux, sous la direction du maître d’œuvre Keller de Wasselonne, furent confiés aux entrepreneurs Michel Ebel et Jean Léopold. La réception des travaux eut lieu en 1852.

#### La Papeterie
La papeterie Pasquay est un monument historique situé à Wasselonne, dans le département français du Bas-Rhin. Benjamin Bury, fils de l'aubergiste David Bury de Wasselonne, ouvre une papeterie en 1717 grâce à la force motrice des Mossig. D'autres bâtiments utilisaient la rivière, notamment des moulins à huile, à farine et à tabac.
Lorsqu'Anne Marie Pasquay, née Bury et son mari Joseph Pasquay héritent de la propriété de 15 hectares en 1738, ils sont remplacés par un moulin à tabac pour la production de tabac à priser. Le tabac est cultivé en Alsace depuis 1573.
Le fils y ajouta une fabrique de papier peint. Vers 1825, les activités du papier furent remplacées par une briqueterie, une filature de laine et une usine à chaux. Actuellement, le domaine de 15 hectares appartient toujours à la famille Pasquay et de nombreux vestiges sont encore visibles et classés aux monuments historiques : l’entrée est du XVIIIe siècle et récemment rénovée, la maison de maître (1770-1780), les ruines de la briqueterie et d’usine à chaux, le parc, etc.
On peut encore citer
- les anciennes gares de chemin de fer de Wasselonne et de la Papeterie : elles étaient situées sur la ligne de Sélestat à Saverne, avant la dépose de la ligne 17/3 de Molsheim à Saverne en 1967, qui a été remplacée par une piste cyclable reliant Romanswiller à Molsheim.
- Le Moulin dit Trumpfenmühle[115].
- De nombreuses et importantes maisons à colombages du XVIIe siècle dans la ville basse près de la Mossig. Ce sont souvent d’anciennes filatures ou d’anciennes tanneries caractérisées par leurs greniers de séchage.
- Le « circuit des emblèmes des métiers d’autrefois » aménagé par l’office de tourisme pour témoigner de l'important et riche centre économique régional du XVIIe au XIXe siècle. Wasselonne a connu un essor rapide de l’artisanat et de la petite industrie, tanneries, moulins, filatures… La ville comptait de nombreuses corporations, celle des boulangers étant la première à être organisée, comme en témoignent les nombreux emblèmes de métiers sculptés sur les linteaux de portes. Wasselonne possède une densité et une variété d’emblèmes unique en Alsace.

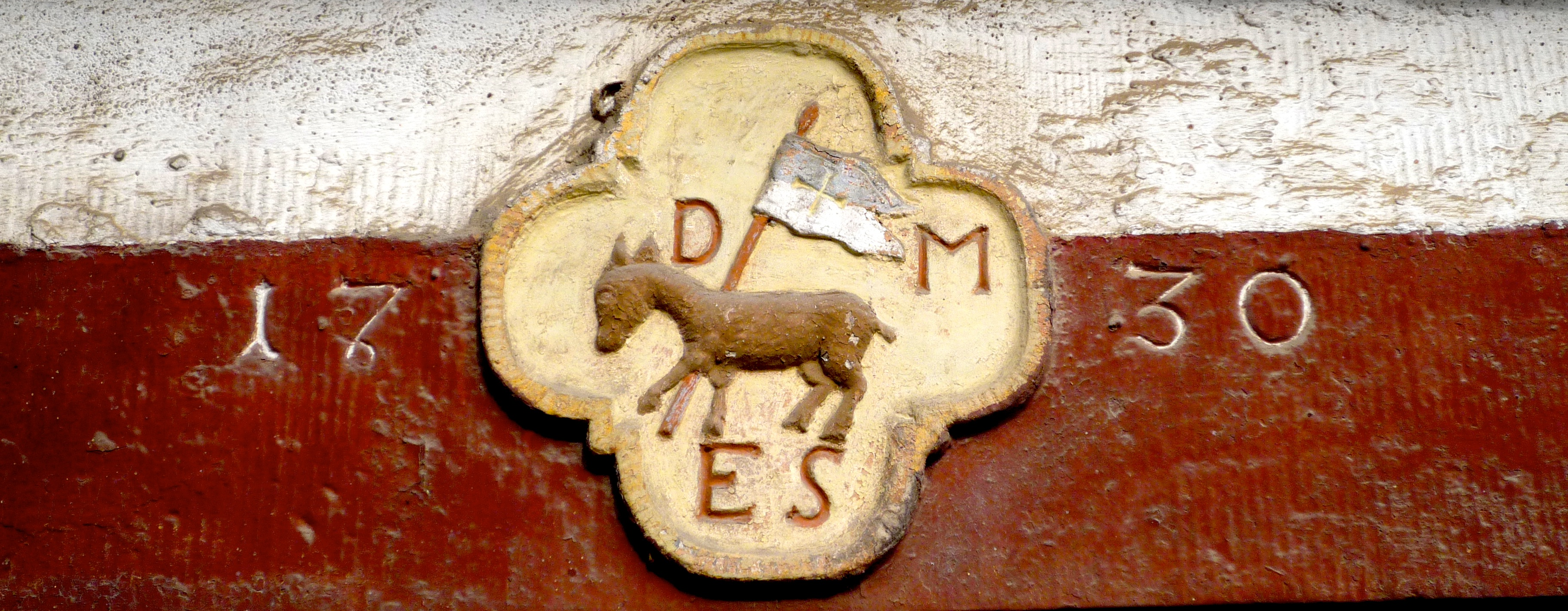
Linteau à l’Agneau de 1730.

### Patrimoine culturel

#### Le fait religieux dans la culture locale

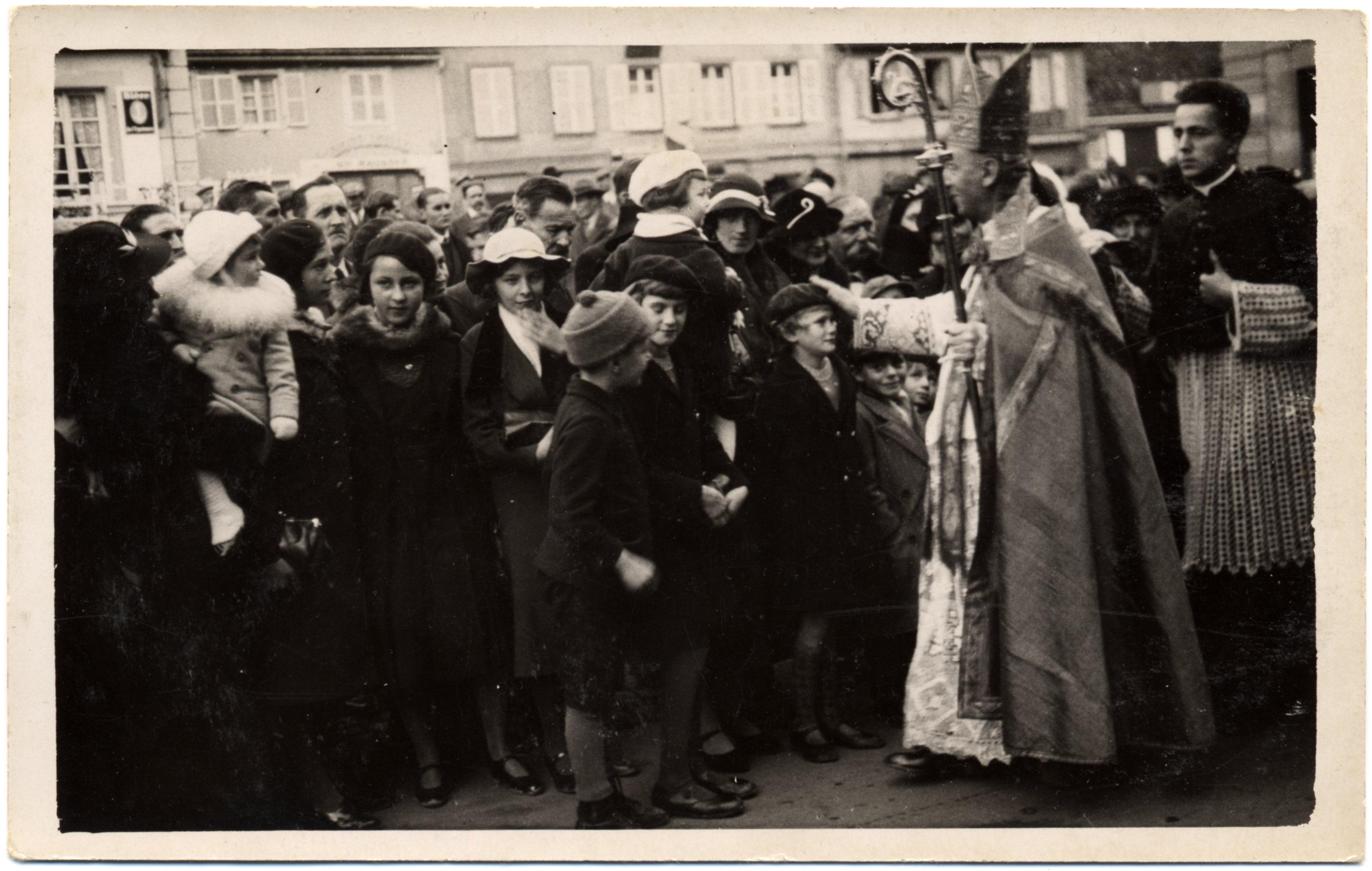
Wasselonne, visite pastorale de Charles Ruch, évêque de Strasbourg en 1945.

Toute l’histoire politique, économique et sociale de Wasselonne repose sur les clivages entre les sociétés protestante et catholique de la ville qui ne se mélangeaient pas. Les majorités municipales, avant d’être politiques, étaient surtout basées sur des critères confessionnels.
Sur 3 541 habitants, il y avait en 1954, 2 388 catholiques, 1 011 protestants, 26 israélites, et 116 indéterminés.
Les proportions n’ont que peu changé, sauf pour la communauté juive, qui a diminué considérablement, et pour la communauté musulmane, nouvellement créée, et regroupant en 1989 une soixantaine de personnes, selon Rolf Werl.

#### Vie associative

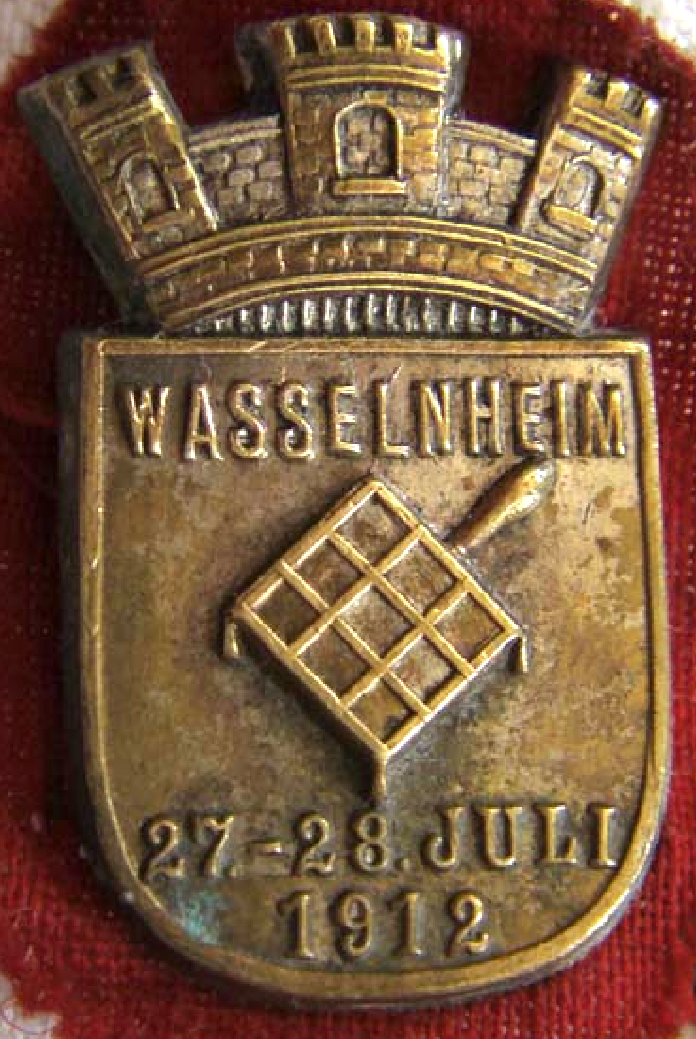
Épinglette du Cercle Saint-Laurent aux armes de la ville, 1912.

Le nombre d'associations est impressionnant comparé à la taille du village : en 1990, pour cinq mille habitants environ, il y avait près d’une quarantaine d’associations. Elles étaient 8 en 1945, 10 en 1953, 13 en 1967, 30 en 1981, 38 en 1985. Depuis, l'évolution se fait avec une étonnante stabilité puisqu’en 2011, il y a 38 associations répertoriées.

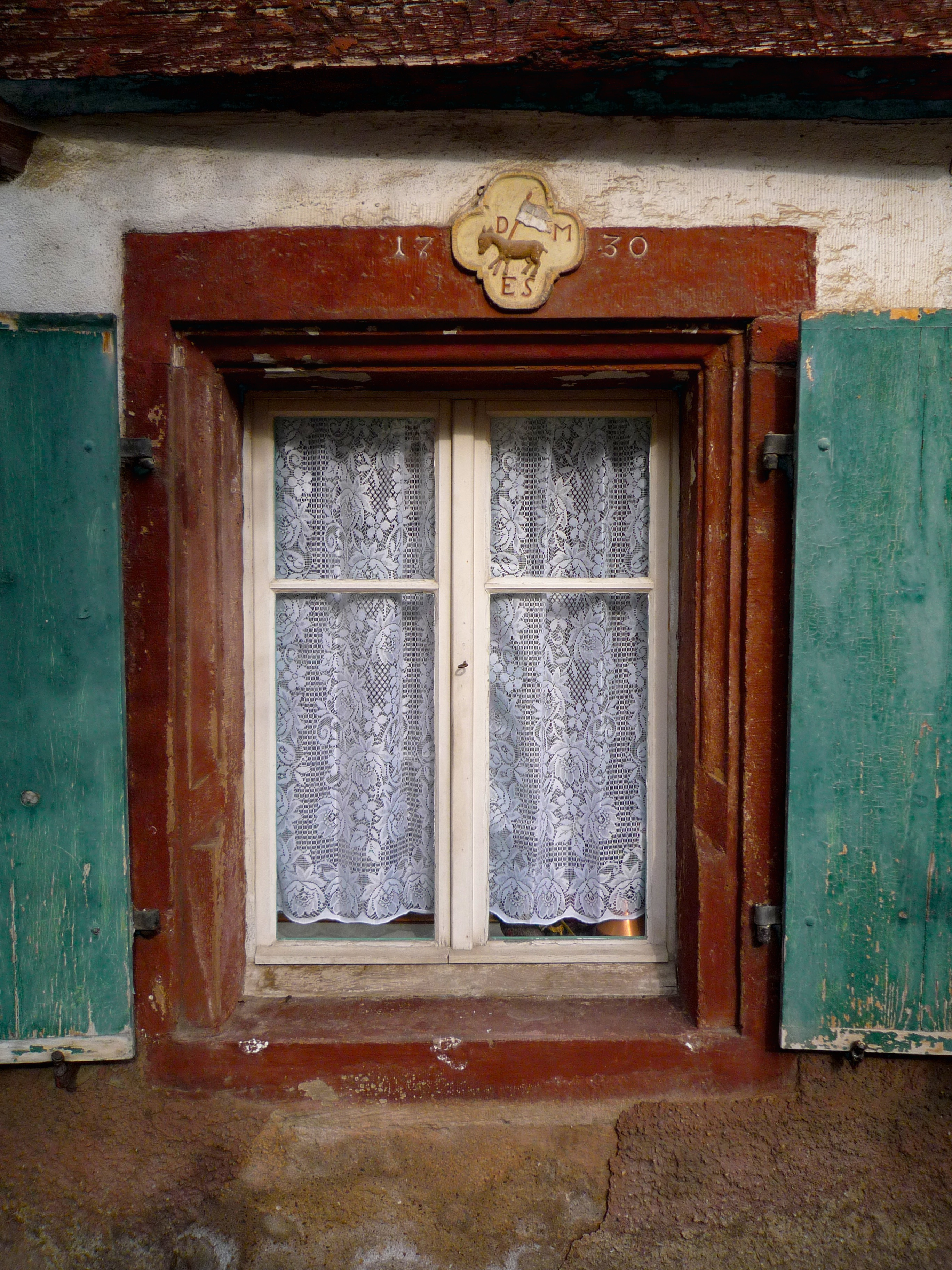
Linteau de fenêtre armorié d’un agneau pascal, 1730.
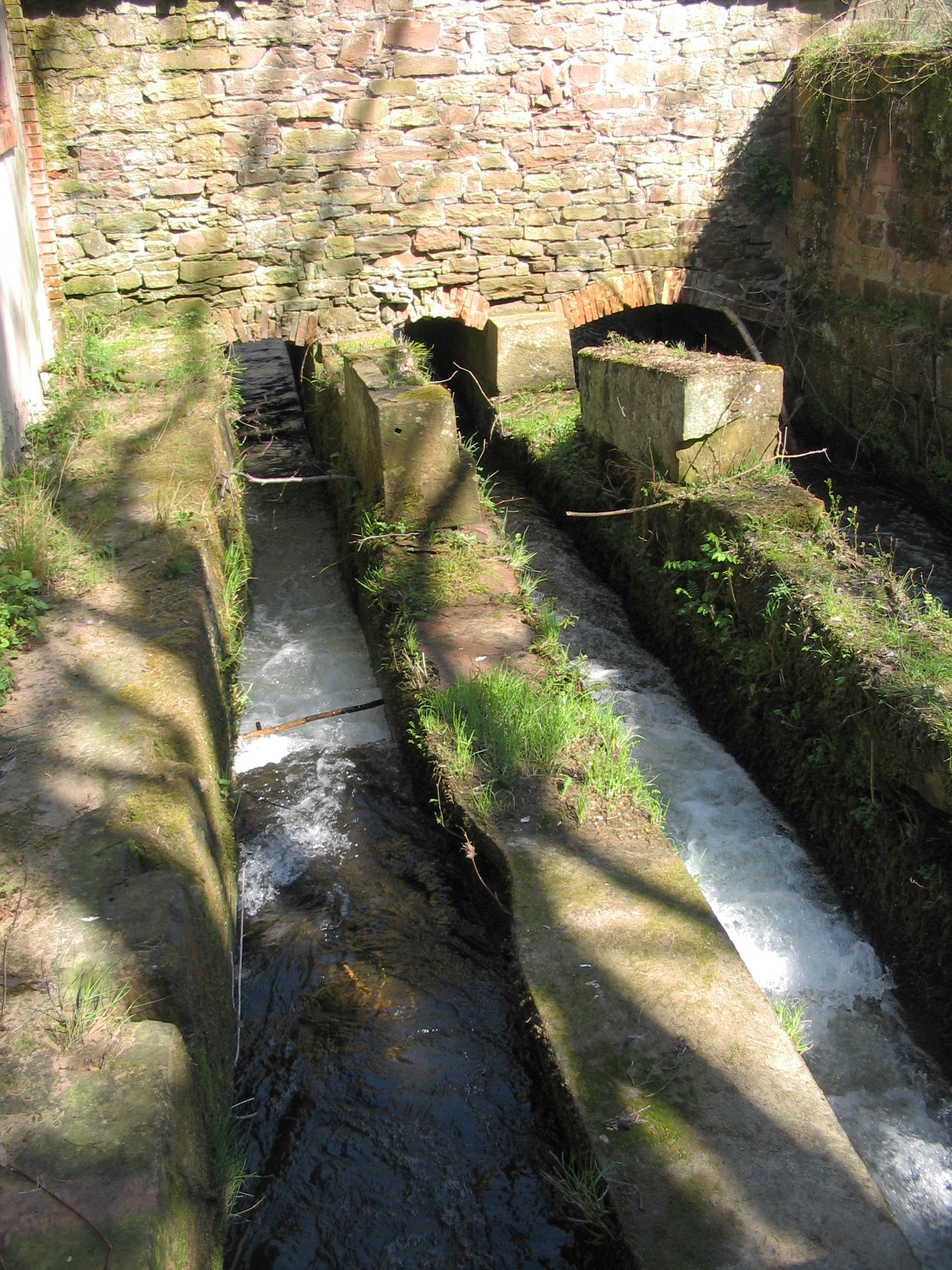
Ancien moulin sur la Mossig. Détail de l’installation hydraulique.
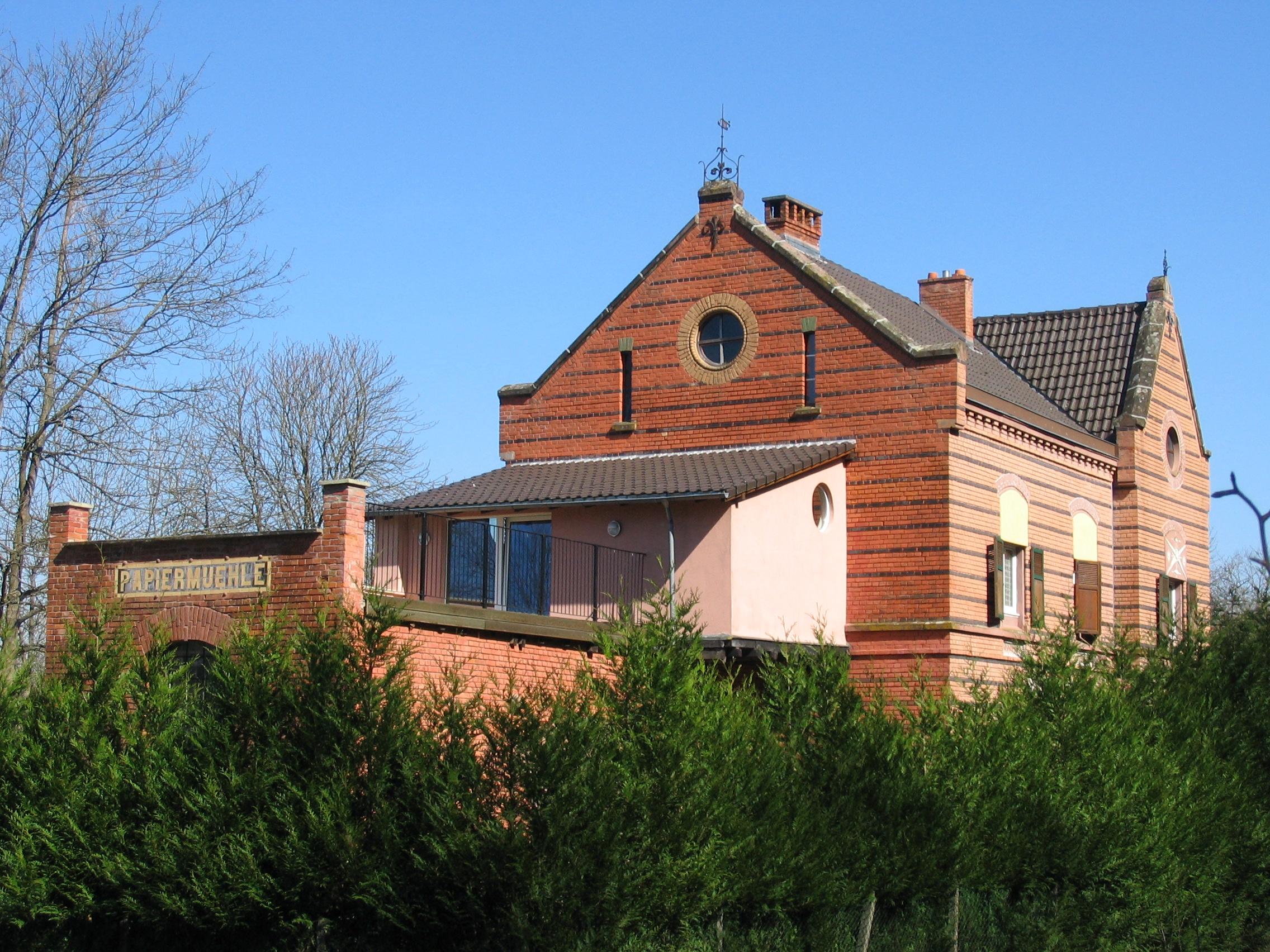
Ancienne gare de la Papeterie.

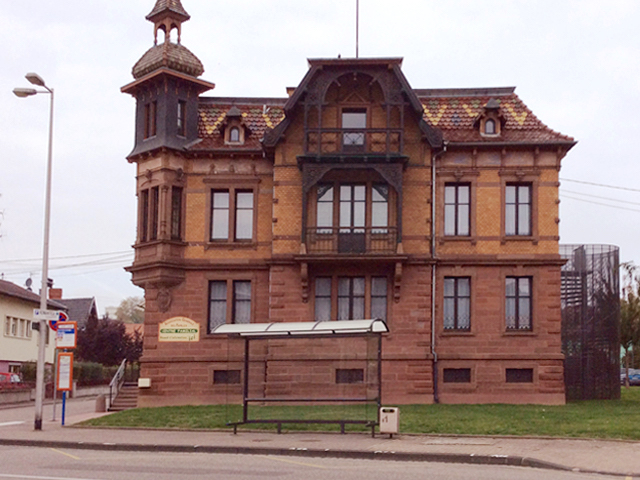
Villa des sapins.

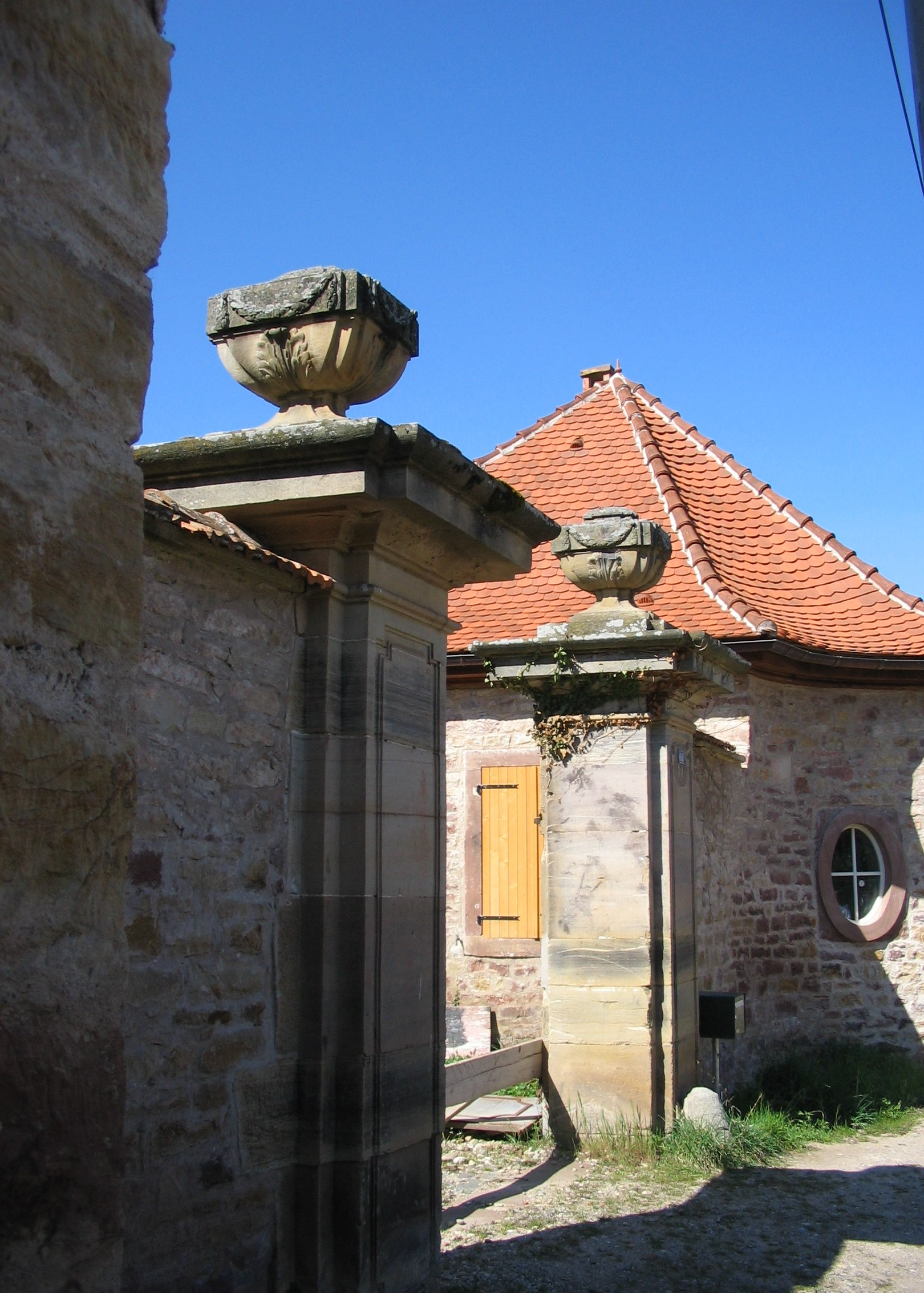
L'association générale des familles de Wasselonne : cette association familiale réalise bénévolement le bulletin d'information Ici et en assure la diffusion chez les particuliers et les commerçants depuis une trentaine d'années et gère le Centre familial AGF logé Villa Romantica à l'entrée est de Wasselonne.
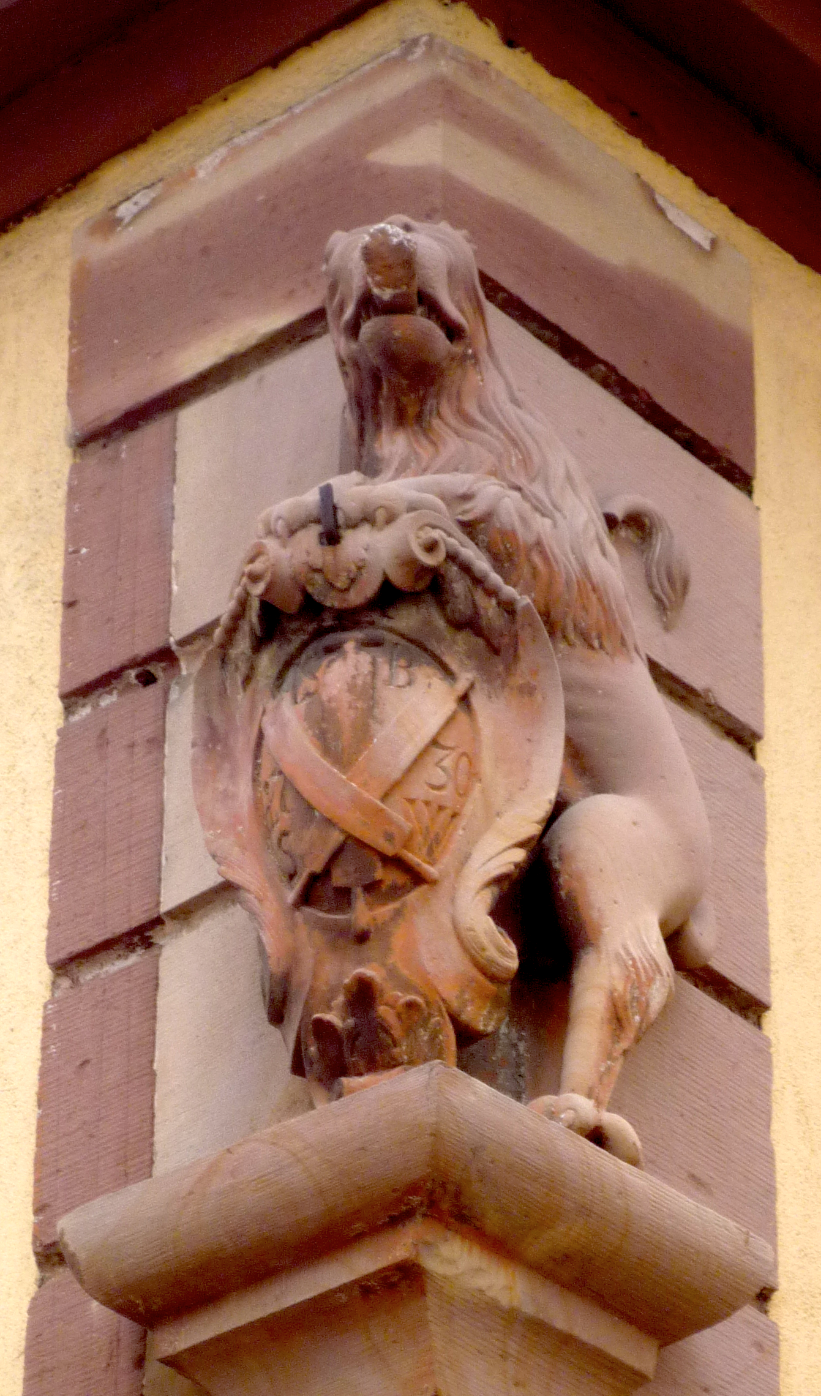
Enseigne de tanneur, 1730.
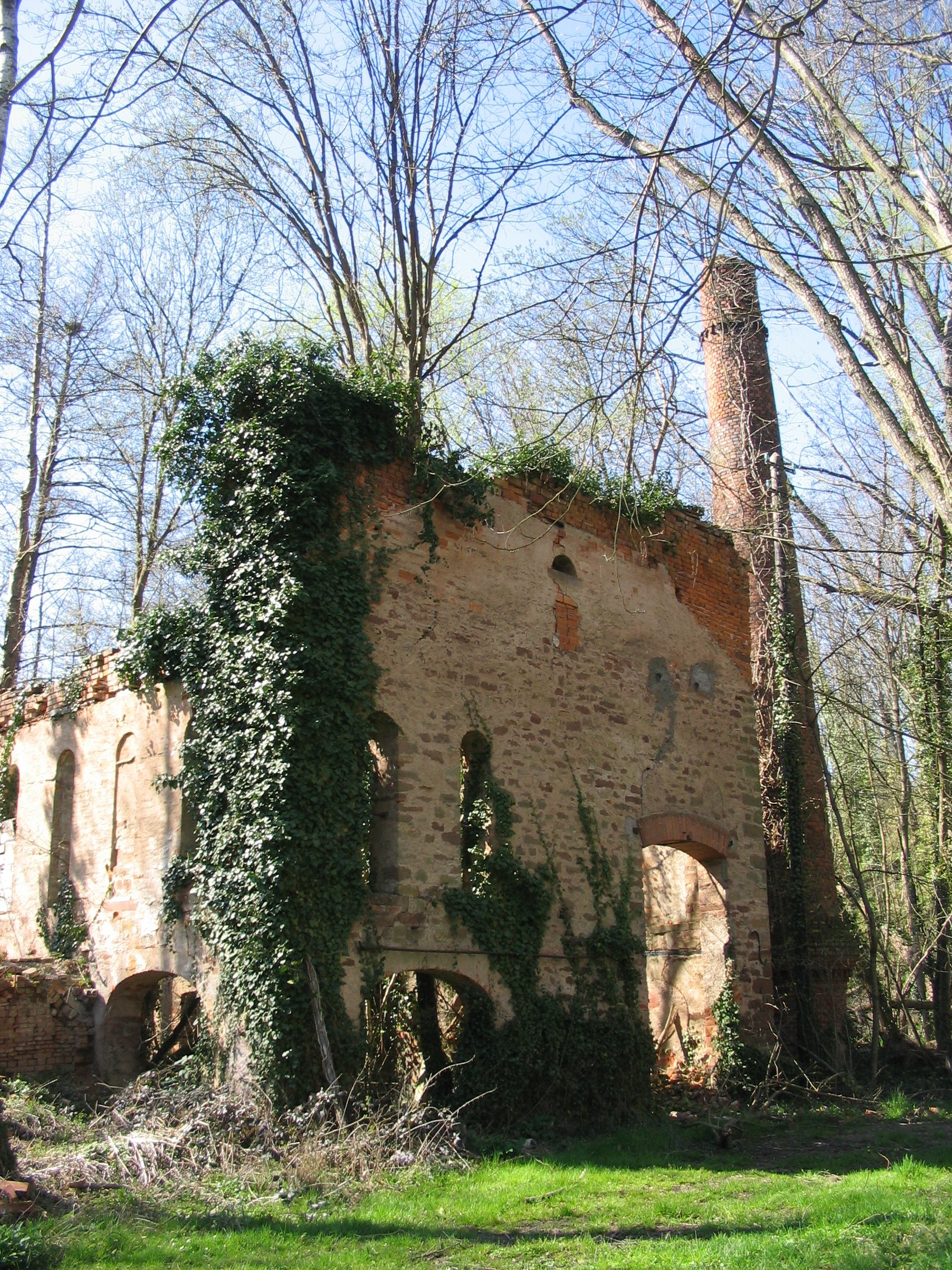
Bâtiment de l’ancienne briqueterie Pasquay au lieu-dit la Papeterie.

- Une section du Club vosgien. Fondé le 14 décembre 1879 sur l'initiative du magistrat à la Cour de Justice de Saverne, le club prospère et peut se vanter d'avoir une centaine de membres durant l'entre-deux-guerres. Des années 1950 aux années 1980, sous l’impulsion de Georges Haas, le club développe ses sentiers pédestres, alors atteignant 350 kilomètres. Présidée en 2011 par Jean-Philippe Haas, la section revendique près de 800 adhérents[118].
- Une section de la Croix-Rouge française qui en plus de ses activités de formation et de secours, assure un vestiaire hebdomadaire.
- Un centre de distribution des Restos du Cœur.
- Une section de l'Alliance française.
- Une section de Sapeurs-pompiers volontaires.
- Le cercle Saint-Laurent : cette association culturelle et sportive est l'ancien patronage de la paroisse catholique, affilié à l'Avant-Garde du Rhin-FSCF.
- La chorale Sainte-Cécile : ce chœur catholique créé en 1893 par Félix Hommel, est affilié à l’Union Sainte-Cécile du diocèse de Strasbourg[119].
- L'harmonie municipale Cécilia : Marcel Jost alors directeur la chorale Sainte-Cécile en profite pour intégrer en 1944 la fanfare du Foyer Saint-Laurent, donnant naissance à la Chorale-Orchestre Sainte-Cécile. L’harmonie assure les commémorations et cérémonies protocolaires de la cité. Une rue de la ville honore Marcel Jost.
- Le cercle d'histoire de Wasselonne dont les nombreux articles ont permis la rédaction de cet article sur Wasselonne.
- L'association des amis de l'orgue Silbermann (AAOSW), fondée le 23 novembre 1979, a initié et mené à bien la restauration de l’orgue historique de l’église protestante[120].
- La bibliothèque municipale de Wasselonne, ouverte en 1987, est située dans la cour du château.

#### La pratique des langues germaniques à Wasselonne

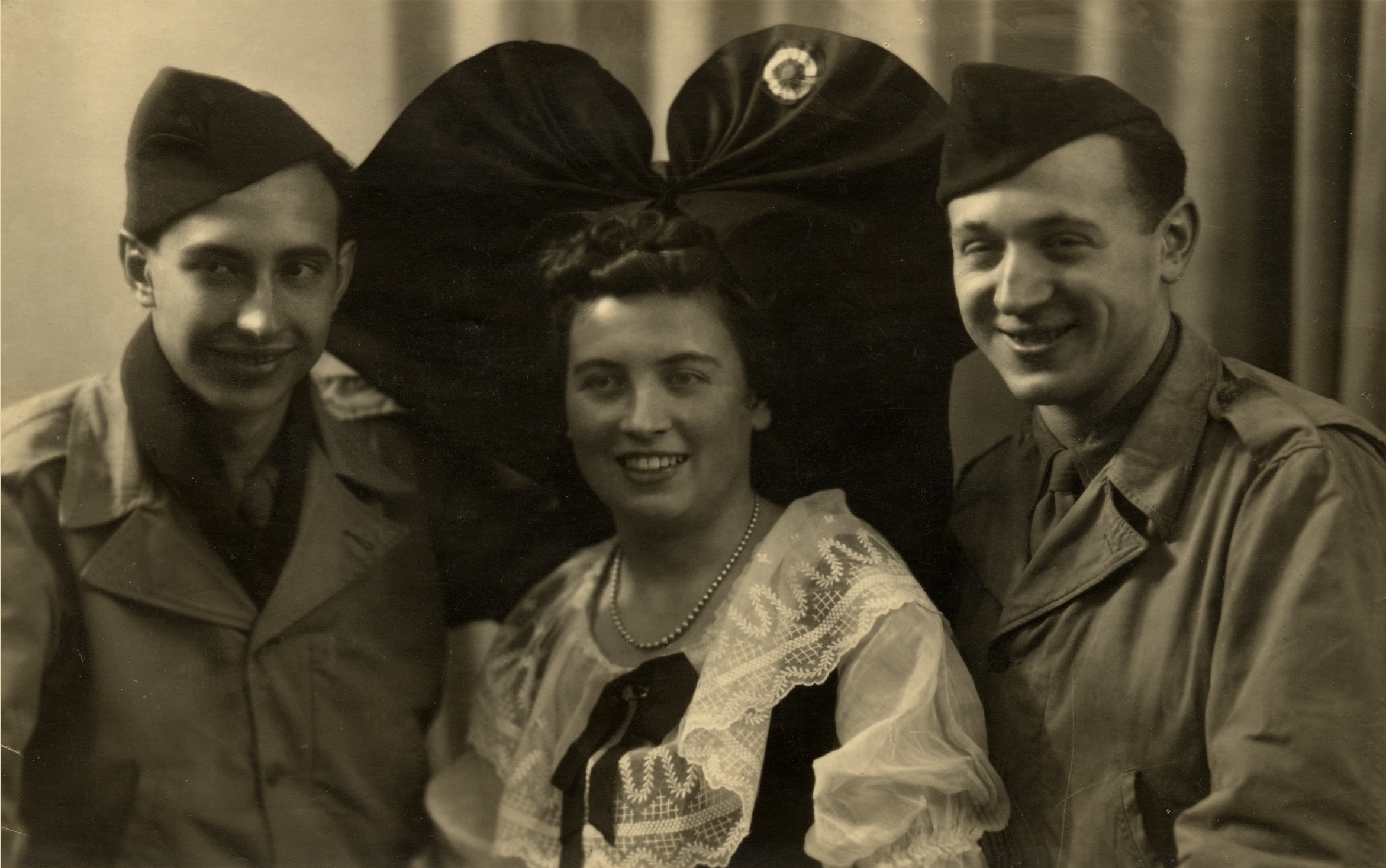
Jeune Wasselonnaise, marraine de guerre en costume traditionnel, avec ses filleuls, soldats de la 2e division blindée de Leclerc. Novembre 1944.

Au XVIIIe siècle, la majorité de la population wasselonnaise parlait uniquement l’alsacien, à l’exception des élites, qui parlaient allemand. Des francophones arrivent entre 1680 (date de l’annexion à la France) et 1789, notamment d’une part des Suisses calvinistes originaire des cantons francophones, et des Français de confession catholique, originaires de Lorraine ou de Franche-Comté. Ils restent cependant minoritaires.
Le 18 mars 1789, dans son cahier de doléances, le bailli de Wasselonne Philippe-Xavier Horrer et une centaine de bourgeois demandent notamment que l’allemand redevienne la langue officielle en Alsace, ce qui ne sera bien entendu pas fait. C’est pendant la Révolution française que le français commence à s’implanter durablement et profondément à Wasselonne, car les actes officiels, autrefois rédigés en allemand fortement marqué par des apports du dialecte, sont rédigés dans un françois d’abord approximatif, puis s’affinant avec le directoire puis l’Empire.
Sous l'Ancien Régime, l'enseignement se fait en allemand. L’enseignement du français est introduit grâce à l’initiative du protestant Charles Blaesius, qui en a fait la demande à l’Académie de Strasbourg, laquelle fut accordée en 1819.
L'allemand était enseigné en Alsace comme première langue de manière quasi obligatoire jusqu’à la fin des années 1970. De nos jours, l’alsacien est, comme partout en Alsace, en nette régression même si on l’entend encore beaucoup, et l'allemand est enseigné comme langue étrangère de manière facultative, bien après l'anglais.

### Personnalités liées à la commune

#### Personnalités nées à Wasselonne
- Johann Müller von Mühlenfels (de) (vers 1578 - 1606), alchimiste au service de Frédéric Ier de Wurtemberg ;
- Jean Jacques Bury (1698-1734), orfèvre ;
- Émile Kopp (1817-1875), chimiste et homme politique, député du Bas-Rhin ;
- Ferdinand Dollinger (1862-1936) et Léon Dollinger, écrivains, médecins et cofondateurs du Musée Alsacien ;
- Henri Streicher (1863-1952), évêque missionnaire en Ouganda ;
- Robert Minder (1902-1980), professeur au Collège de France, titulaire de la Chaire de Langues et littératures d’origine germaniques ;
- Jean-Michel Truong (né en 1950), écrivain, Grand prix de l'Imaginaire en 2000.

#### Personnalités liées à Wasselonne
- Andreas Keller-Cellarius (1503-1562), pasteur et théologien luthérien, a vécu à Wasselonne de 1525 à 1536.
- La famille Neymann, la plus ancienne famille juive de Wasselonne, à l'origine de la dernière fabrique de pain azyme de France.
- Alfred Oberkirch (1867-1947), médecin et homme politique français, ancien maire de la commune.
- Aloysius Huber (1815-1865), activiste politique, a vécu à Wasselonne.